# Фортеця (шахи)
У шахах фортецею називають спосіб досягти нічиєї в ендшпілі, коли гравець, який поступається матеріалом створює зону захисту навколо свого короля, крізь яку  суперник не може пробитись. Це спрацьовує тільки в тому випадку, якщо у суперника  немає  прохідного пішака (або він не може його створити), або ж якщо такого пішака можна зупинити. Найпростішою фортецею є теоретична нічия (наприклад книжна нічия), в якій матеріалу недостатньо щоб здолати навіть пасивний захист .
Фортеці зазвичай мають чотири ознаки:
1. Така пішакова структура, яка робить прорив неможливим;
2. Якщо у сильнішої сторони є пішаки, вони надійно заблоковані;
3. Король сильнішої сторони не може проникнути, він або відрізаний, або перебуває на краю шахівниці;
4. Не можна досягнути позиції цугцванга, бо сторона, яка захищається, має очікувальні ходи[2].

Фортеця є проблемою для комп'ютерних шахів: комп'ютери не можуть розпізнати фортецю і до останнього намагаються безуспішно виграти, вважаючи, що володіють серйозною матеріальною  перевагою .

## Фортеця у куті
|   | a                                                                   | b                                                                   | c                                                                   | d                                                                   | e                                                                   | f                                                                   | g                                                                   | h                                                                   |   |
| 8 | a8 чорний король · a6 білий пішак · b6 білий король · e1 білий слон | a8 чорний король · a6 білий пішак · b6 білий король · e1 білий слон | a8 чорний король · a6 білий пішак · b6 білий король · e1 білий слон | a8 чорний король · a6 білий пішак · b6 білий король · e1 білий слон | a8 чорний король · a6 білий пішак · b6 білий король · e1 білий слон | a8 чорний король · a6 білий пішак · b6 білий король · e1 білий слон | a8 чорний король · a6 білий пішак · b6 білий король · e1 білий слон | a8 чорний король · a6 білий пішак · b6 білий король · e1 білий слон | 8 |
| 7 | a8 чорний король · a6 білий пішак · b6 білий король · e1 білий слон | a8 чорний король · a6 білий пішак · b6 білий король · e1 білий слон | a8 чорний король · a6 білий пішак · b6 білий король · e1 білий слон | a8 чорний король · a6 білий пішак · b6 білий король · e1 білий слон | a8 чорний король · a6 білий пішак · b6 білий король · e1 білий слон | a8 чорний король · a6 білий пішак · b6 білий король · e1 білий слон | a8 чорний король · a6 білий пішак · b6 білий король · e1 білий слон | a8 чорний король · a6 білий пішак · b6 білий король · e1 білий слон | 7 |
| 6 | a8 чорний король · a6 білий пішак · b6 білий король · e1 білий слон | a8 чорний король · a6 білий пішак · b6 білий король · e1 білий слон | a8 чорний король · a6 білий пішак · b6 білий король · e1 білий слон | a8 чорний король · a6 білий пішак · b6 білий король · e1 білий слон | a8 чорний король · a6 білий пішак · b6 білий король · e1 білий слон | a8 чорний король · a6 білий пішак · b6 білий король · e1 білий слон | a8 чорний король · a6 білий пішак · b6 білий король · e1 білий слон | a8 чорний король · a6 білий пішак · b6 білий король · e1 білий слон | 6 |
| 5 | a8 чорний король · a6 білий пішак · b6 білий король · e1 білий слон | a8 чорний король · a6 білий пішак · b6 білий король · e1 білий слон | a8 чорний король · a6 білий пішак · b6 білий король · e1 білий слон | a8 чорний король · a6 білий пішак · b6 білий король · e1 білий слон | a8 чорний король · a6 білий пішак · b6 білий король · e1 білий слон | a8 чорний король · a6 білий пішак · b6 білий король · e1 білий слон | a8 чорний король · a6 білий пішак · b6 білий король · e1 білий слон | a8 чорний король · a6 білий пішак · b6 білий король · e1 білий слон | 5 |
| 4 | a8 чорний король · a6 білий пішак · b6 білий король · e1 білий слон | a8 чорний король · a6 білий пішак · b6 білий король · e1 білий слон | a8 чорний король · a6 білий пішак · b6 білий король · e1 білий слон | a8 чорний король · a6 білий пішак · b6 білий король · e1 білий слон | a8 чорний король · a6 білий пішак · b6 білий король · e1 білий слон | a8 чорний король · a6 білий пішак · b6 білий король · e1 білий слон | a8 чорний король · a6 білий пішак · b6 білий король · e1 білий слон | a8 чорний король · a6 білий пішак · b6 білий король · e1 білий слон | 4 |
| 3 | a8 чорний король · a6 білий пішак · b6 білий король · e1 білий слон | a8 чорний король · a6 білий пішак · b6 білий король · e1 білий слон | a8 чорний король · a6 білий пішак · b6 білий король · e1 білий слон | a8 чорний король · a6 білий пішак · b6 білий король · e1 білий слон | a8 чорний король · a6 білий пішак · b6 білий король · e1 білий слон | a8 чорний король · a6 білий пішак · b6 білий король · e1 білий слон | a8 чорний король · a6 білий пішак · b6 білий король · e1 білий слон | a8 чорний король · a6 білий пішак · b6 білий король · e1 білий слон | 3 |
| 2 | a8 чорний король · a6 білий пішак · b6 білий король · e1 білий слон | a8 чорний король · a6 білий пішак · b6 білий король · e1 білий слон | a8 чорний король · a6 білий пішак · b6 білий король · e1 білий слон | a8 чорний король · a6 білий пішак · b6 білий король · e1 білий слон | a8 чорний король · a6 білий пішак · b6 білий король · e1 білий слон | a8 чорний король · a6 білий пішак · b6 білий король · e1 білий слон | a8 чорний король · a6 білий пішак · b6 білий король · e1 білий слон | a8 чорний король · a6 білий пішак · b6 білий король · e1 білий слон | 2 |
| 1 | a8 чорний король · a6 білий пішак · b6 білий король · e1 білий слон | a8 чорний король · a6 білий пішак · b6 білий король · e1 білий слон | a8 чорний король · a6 білий пішак · b6 білий король · e1 білий слон | a8 чорний король · a6 білий пішак · b6 білий король · e1 білий слон | a8 чорний король · a6 білий пішак · b6 білий король · e1 білий слон | a8 чорний король · a6 білий пішак · b6 білий король · e1 білий слон | a8 чорний король · a6 білий пішак · b6 білий король · e1 білий слон | a8 чорний король · a6 білий пішак · b6 білий король · e1 білий слон | 1 |
|   | a                                                                   | b                                                                   | c                                                                   | d                                                                   | e                                                                   | f                                                                   | g                                                                   | h                                                                   |   |

|   | a                                                                   | b                                                                   | c                                                                   | d                                                                   | e                                                                   | f                                                                   | g                                                                   | h                                                                   |   |
| 8 | a7 білий пішак · b7 чорний король · c6 білий кінь · e6 білий король | a7 білий пішак · b7 чорний король · c6 білий кінь · e6 білий король | a7 білий пішак · b7 чорний король · c6 білий кінь · e6 білий король | a7 білий пішак · b7 чорний король · c6 білий кінь · e6 білий король | a7 білий пішак · b7 чорний король · c6 білий кінь · e6 білий король | a7 білий пішак · b7 чорний король · c6 білий кінь · e6 білий король | a7 білий пішак · b7 чорний король · c6 білий кінь · e6 білий король | a7 білий пішак · b7 чорний король · c6 білий кінь · e6 білий король | 8 |
| 7 | a7 білий пішак · b7 чорний король · c6 білий кінь · e6 білий король | a7 білий пішак · b7 чорний король · c6 білий кінь · e6 білий король | a7 білий пішак · b7 чорний король · c6 білий кінь · e6 білий король | a7 білий пішак · b7 чорний король · c6 білий кінь · e6 білий король | a7 білий пішак · b7 чорний король · c6 білий кінь · e6 білий король | a7 білий пішак · b7 чорний король · c6 білий кінь · e6 білий король | a7 білий пішак · b7 чорний король · c6 білий кінь · e6 білий король | a7 білий пішак · b7 чорний король · c6 білий кінь · e6 білий король | 7 |
| 6 | a7 білий пішак · b7 чорний король · c6 білий кінь · e6 білий король | a7 білий пішак · b7 чорний король · c6 білий кінь · e6 білий король | a7 білий пішак · b7 чорний король · c6 білий кінь · e6 білий король | a7 білий пішак · b7 чорний король · c6 білий кінь · e6 білий король | a7 білий пішак · b7 чорний король · c6 білий кінь · e6 білий король | a7 білий пішак · b7 чорний король · c6 білий кінь · e6 білий король | a7 білий пішак · b7 чорний король · c6 білий кінь · e6 білий король | a7 білий пішак · b7 чорний король · c6 білий кінь · e6 білий король | 6 |
| 5 | a7 білий пішак · b7 чорний король · c6 білий кінь · e6 білий король | a7 білий пішак · b7 чорний король · c6 білий кінь · e6 білий король | a7 білий пішак · b7 чорний король · c6 білий кінь · e6 білий король | a7 білий пішак · b7 чорний король · c6 білий кінь · e6 білий король | a7 білий пішак · b7 чорний король · c6 білий кінь · e6 білий король | a7 білий пішак · b7 чорний король · c6 білий кінь · e6 білий король | a7 білий пішак · b7 чорний король · c6 білий кінь · e6 білий король | a7 білий пішак · b7 чорний король · c6 білий кінь · e6 білий король | 5 |
| 4 | a7 білий пішак · b7 чорний король · c6 білий кінь · e6 білий король | a7 білий пішак · b7 чорний король · c6 білий кінь · e6 білий король | a7 білий пішак · b7 чорний король · c6 білий кінь · e6 білий король | a7 білий пішак · b7 чорний король · c6 білий кінь · e6 білий король | a7 білий пішак · b7 чорний король · c6 білий кінь · e6 білий король | a7 білий пішак · b7 чорний король · c6 білий кінь · e6 білий король | a7 білий пішак · b7 чорний король · c6 білий кінь · e6 білий король | a7 білий пішак · b7 чорний король · c6 білий кінь · e6 білий король | 4 |
| 3 | a7 білий пішак · b7 чорний король · c6 білий кінь · e6 білий король | a7 білий пішак · b7 чорний король · c6 білий кінь · e6 білий король | a7 білий пішак · b7 чорний король · c6 білий кінь · e6 білий король | a7 білий пішак · b7 чорний король · c6 білий кінь · e6 білий король | a7 білий пішак · b7 чорний король · c6 білий кінь · e6 білий король | a7 білий пішак · b7 чорний король · c6 білий кінь · e6 білий король | a7 білий пішак · b7 чорний король · c6 білий кінь · e6 білий король | a7 білий пішак · b7 чорний король · c6 білий кінь · e6 білий король | 3 |
| 2 | a7 білий пішак · b7 чорний король · c6 білий кінь · e6 білий король | a7 білий пішак · b7 чорний король · c6 білий кінь · e6 білий король | a7 білий пішак · b7 чорний король · c6 білий кінь · e6 білий король | a7 білий пішак · b7 чорний король · c6 білий кінь · e6 білий король | a7 білий пішак · b7 чорний король · c6 білий кінь · e6 білий король | a7 білий пішак · b7 чорний король · c6 білий кінь · e6 білий король | a7 білий пішак · b7 чорний король · c6 білий кінь · e6 білий король | a7 білий пішак · b7 чорний король · c6 білий кінь · e6 білий король | 2 |
| 1 | a7 білий пішак · b7 чорний король · c6 білий кінь · e6 білий король | a7 білий пішак · b7 чорний король · c6 білий кінь · e6 білий король | a7 білий пішак · b7 чорний король · c6 білий кінь · e6 білий король | a7 білий пішак · b7 чорний король · c6 білий кінь · e6 білий король | a7 білий пішак · b7 чорний король · c6 білий кінь · e6 білий король | a7 білий пішак · b7 чорний король · c6 білий кінь · e6 білий король | a7 білий пішак · b7 чорний король · c6 білий кінь · e6 білий король | a7 білий пішак · b7 чорний король · c6 білий кінь · e6 білий король | 1 |
|   | a                                                                   | b                                                                   | c                                                                   | d                                                                   | e                                                                   | f                                                                   | g                                                                   | h                                                                   |   |

Можливо найбільш розповсюдженим типом фортеці в ендшпілі з невеликою кількістю фігур, є така позиція коли король ховається у куті і йому не можна поставити мат або вигнати його звідти. На цих двох діаграмах показані два класичні приклади. В обох випадках, чорні просто ходять королем між a8 та будь-якою клітиною суміжною з a8 (a7, b7 або b8, в залежності від положення білого короля та пішака). Білі не можуть досягнути чогось більшого за нічию патом або якимось іншим чином.
Зверніть увагу, що закінчення зі слоном та крайнім пішаком чиє поле перетворення має колір, протилежний до кольору слона, є нічиєю навіть якщо пішак перебуває на сьомій горизонталі. Зведення гри до такого типу закінчення є дуже поширеним способом досягнення нічиєї.
Закінчення кінь і крайній пішак є нічиєю тільки якщо пішак вже знаходиться на сьомій горизонталі, що робить досягнення такої нічиєї набагато менш ймовірним. Білі виграють якщо пішак ще не досягнув сьомої горизонталі і його захищає кінь. Якщо пішак вже на сьомій горизонталі, а король слабшої сторони у куті, то це пат .
|   | a | b | c | d | e | f | g | h |   |
| 8 | e5 чорний слон · g5 чорний пішак · g3 чорний пішак · h3 білий пішак · g2 білий пішак · e1 чорний король · h1 білий король | e5 чорний слон · g5 чорний пішак · g3 чорний пішак · h3 білий пішак · g2 білий пішак · e1 чорний король · h1 білий король | e5 чорний слон · g5 чорний пішак · g3 чорний пішак · h3 білий пішак · g2 білий пішак · e1 чорний король · h1 білий король | e5 чорний слон · g5 чорний пішак · g3 чорний пішак · h3 білий пішак · g2 білий пішак · e1 чорний король · h1 білий король | e5 чорний слон · g5 чорний пішак · g3 чорний пішак · h3 білий пішак · g2 білий пішак · e1 чорний король · h1 білий король | e5 чорний слон · g5 чорний пішак · g3 чорний пішак · h3 білий пішак · g2 білий пішак · e1 чорний король · h1 білий король | e5 чорний слон · g5 чорний пішак · g3 чорний пішак · h3 білий пішак · g2 білий пішак · e1 чорний король · h1 білий король | e5 чорний слон · g5 чорний пішак · g3 чорний пішак · h3 білий пішак · g2 білий пішак · e1 чорний король · h1 білий король | 8 |
| 7 | e5 чорний слон · g5 чорний пішак · g3 чорний пішак · h3 білий пішак · g2 білий пішак · e1 чорний король · h1 білий король | e5 чорний слон · g5 чорний пішак · g3 чорний пішак · h3 білий пішак · g2 білий пішак · e1 чорний король · h1 білий король | e5 чорний слон · g5 чорний пішак · g3 чорний пішак · h3 білий пішак · g2 білий пішак · e1 чорний король · h1 білий король | e5 чорний слон · g5 чорний пішак · g3 чорний пішак · h3 білий пішак · g2 білий пішак · e1 чорний король · h1 білий король | e5 чорний слон · g5 чорний пішак · g3 чорний пішак · h3 білий пішак · g2 білий пішак · e1 чорний король · h1 білий король | e5 чорний слон · g5 чорний пішак · g3 чорний пішак · h3 білий пішак · g2 білий пішак · e1 чорний король · h1 білий король | e5 чорний слон · g5 чорний пішак · g3 чорний пішак · h3 білий пішак · g2 білий пішак · e1 чорний король · h1 білий король | e5 чорний слон · g5 чорний пішак · g3 чорний пішак · h3 білий пішак · g2 білий пішак · e1 чорний король · h1 білий король | 7 |
| 6 | e5 чорний слон · g5 чорний пішак · g3 чорний пішак · h3 білий пішак · g2 білий пішак · e1 чорний король · h1 білий король | e5 чорний слон · g5 чорний пішак · g3 чорний пішак · h3 білий пішак · g2 білий пішак · e1 чорний король · h1 білий король | e5 чорний слон · g5 чорний пішак · g3 чорний пішак · h3 білий пішак · g2 білий пішак · e1 чорний король · h1 білий король | e5 чорний слон · g5 чорний пішак · g3 чорний пішак · h3 білий пішак · g2 білий пішак · e1 чорний король · h1 білий король | e5 чорний слон · g5 чорний пішак · g3 чорний пішак · h3 білий пішак · g2 білий пішак · e1 чорний король · h1 білий король | e5 чорний слон · g5 чорний пішак · g3 чорний пішак · h3 білий пішак · g2 білий пішак · e1 чорний король · h1 білий король | e5 чорний слон · g5 чорний пішак · g3 чорний пішак · h3 білий пішак · g2 білий пішак · e1 чорний король · h1 білий король | e5 чорний слон · g5 чорний пішак · g3 чорний пішак · h3 білий пішак · g2 білий пішак · e1 чорний король · h1 білий король | 6 |
| 5 | e5 чорний слон · g5 чорний пішак · g3 чорний пішак · h3 білий пішак · g2 білий пішак · e1 чорний король · h1 білий король | e5 чорний слон · g5 чорний пішак · g3 чорний пішак · h3 білий пішак · g2 білий пішак · e1 чорний король · h1 білий король | e5 чорний слон · g5 чорний пішак · g3 чорний пішак · h3 білий пішак · g2 білий пішак · e1 чорний король · h1 білий король | e5 чорний слон · g5 чорний пішак · g3 чорний пішак · h3 білий пішак · g2 білий пішак · e1 чорний король · h1 білий король | e5 чорний слон · g5 чорний пішак · g3 чорний пішак · h3 білий пішак · g2 білий пішак · e1 чорний король · h1 білий король | e5 чорний слон · g5 чорний пішак · g3 чорний пішак · h3 білий пішак · g2 білий пішак · e1 чорний король · h1 білий король | e5 чорний слон · g5 чорний пішак · g3 чорний пішак · h3 білий пішак · g2 білий пішак · e1 чорний король · h1 білий король | e5 чорний слон · g5 чорний пішак · g3 чорний пішак · h3 білий пішак · g2 білий пішак · e1 чорний король · h1 білий король | 5 |
| 4 | e5 чорний слон · g5 чорний пішак · g3 чорний пішак · h3 білий пішак · g2 білий пішак · e1 чорний король · h1 білий король | e5 чорний слон · g5 чорний пішак · g3 чорний пішак · h3 білий пішак · g2 білий пішак · e1 чорний король · h1 білий король | e5 чорний слон · g5 чорний пішак · g3 чорний пішак · h3 білий пішак · g2 білий пішак · e1 чорний король · h1 білий король | e5 чорний слон · g5 чорний пішак · g3 чорний пішак · h3 білий пішак · g2 білий пішак · e1 чорний король · h1 білий король | e5 чорний слон · g5 чорний пішак · g3 чорний пішак · h3 білий пішак · g2 білий пішак · e1 чорний король · h1 білий король | e5 чорний слон · g5 чорний пішак · g3 чорний пішак · h3 білий пішак · g2 білий пішак · e1 чорний король · h1 білий король | e5 чорний слон · g5 чорний пішак · g3 чорний пішак · h3 білий пішак · g2 білий пішак · e1 чорний король · h1 білий король | e5 чорний слон · g5 чорний пішак · g3 чорний пішак · h3 білий пішак · g2 білий пішак · e1 чорний король · h1 білий король | 4 |
| 3 | e5 чорний слон · g5 чорний пішак · g3 чорний пішак · h3 білий пішак · g2 білий пішак · e1 чорний король · h1 білий король | e5 чорний слон · g5 чорний пішак · g3 чорний пішак · h3 білий пішак · g2 білий пішак · e1 чорний король · h1 білий король | e5 чорний слон · g5 чорний пішак · g3 чорний пішак · h3 білий пішак · g2 білий пішак · e1 чорний король · h1 білий король | e5 чорний слон · g5 чорний пішак · g3 чорний пішак · h3 білий пішак · g2 білий пішак · e1 чорний король · h1 білий король | e5 чорний слон · g5 чорний пішак · g3 чорний пішак · h3 білий пішак · g2 білий пішак · e1 чорний король · h1 білий король | e5 чорний слон · g5 чорний пішак · g3 чорний пішак · h3 білий пішак · g2 білий пішак · e1 чорний король · h1 білий король | e5 чорний слон · g5 чорний пішак · g3 чорний пішак · h3 білий пішак · g2 білий пішак · e1 чорний король · h1 білий король | e5 чорний слон · g5 чорний пішак · g3 чорний пішак · h3 білий пішак · g2 білий пішак · e1 чорний король · h1 білий король | 3 |
| 2 | e5 чорний слон · g5 чорний пішак · g3 чорний пішак · h3 білий пішак · g2 білий пішак · e1 чорний король · h1 білий король | e5 чорний слон · g5 чорний пішак · g3 чорний пішак · h3 білий пішак · g2 білий пішак · e1 чорний король · h1 білий король | e5 чорний слон · g5 чорний пішак · g3 чорний пішак · h3 білий пішак · g2 білий пішак · e1 чорний король · h1 білий король | e5 чорний слон · g5 чорний пішак · g3 чорний пішак · h3 білий пішак · g2 білий пішак · e1 чорний король · h1 білий король | e5 чорний слон · g5 чорний пішак · g3 чорний пішак · h3 білий пішак · g2 білий пішак · e1 чорний король · h1 білий король | e5 чорний слон · g5 чорний пішак · g3 чорний пішак · h3 білий пішак · g2 білий пішак · e1 чорний король · h1 білий король | e5 чорний слон · g5 чорний пішак · g3 чорний пішак · h3 білий пішак · g2 білий пішак · e1 чорний король · h1 білий король | e5 чорний слон · g5 чорний пішак · g3 чорний пішак · h3 білий пішак · g2 білий пішак · e1 чорний король · h1 білий король | 2 |
| 1 | e5 чорний слон · g5 чорний пішак · g3 чорний пішак · h3 білий пішак · g2 білий пішак · e1 чорний король · h1 білий король | e5 чорний слон · g5 чорний пішак · g3 чорний пішак · h3 білий пішак · g2 білий пішак · e1 чорний король · h1 білий король | e5 чорний слон · g5 чорний пішак · g3 чорний пішак · h3 білий пішак · g2 білий пішак · e1 чорний король · h1 білий король | e5 чорний слон · g5 чорний пішак · g3 чорний пішак · h3 білий пішак · g2 білий пішак · e1 чорний король · h1 білий король | e5 чорний слон · g5 чорний пішак · g3 чорний пішак · h3 білий пішак · g2 білий пішак · e1 чорний король · h1 білий король | e5 чорний слон · g5 чорний пішак · g3 чорний пішак · h3 білий пішак · g2 білий пішак · e1 чорний король · h1 білий король | e5 чорний слон · g5 чорний пішак · g3 чорний пішак · h3 білий пішак · g2 білий пішак · e1 чорний король · h1 білий король | e5 чорний слон · g5 чорний пішак · g3 чорний пішак · h3 білий пішак · g2 білий пішак · e1 чорний король · h1 білий король | 1 |
|   | a | b | c | d | e | f | g | h |   |

|   | a | b | c | d | e | f | g | h |   |
| 8 | d5 чорний король · g5 чорний пішак · e4 чорний пішак · c3 чорний слон · e3 білий пішак · g3 чорний пішак · h3 білий пішак · e2 білий король · f2 білий кінь · g2 білий пішак | d5 чорний король · g5 чорний пішак · e4 чорний пішак · c3 чорний слон · e3 білий пішак · g3 чорний пішак · h3 білий пішак · e2 білий король · f2 білий кінь · g2 білий пішак | d5 чорний король · g5 чорний пішак · e4 чорний пішак · c3 чорний слон · e3 білий пішак · g3 чорний пішак · h3 білий пішак · e2 білий король · f2 білий кінь · g2 білий пішак | d5 чорний король · g5 чорний пішак · e4 чорний пішак · c3 чорний слон · e3 білий пішак · g3 чорний пішак · h3 білий пішак · e2 білий король · f2 білий кінь · g2 білий пішак | d5 чорний король · g5 чорний пішак · e4 чорний пішак · c3 чорний слон · e3 білий пішак · g3 чорний пішак · h3 білий пішак · e2 білий король · f2 білий кінь · g2 білий пішак | d5 чорний король · g5 чорний пішак · e4 чорний пішак · c3 чорний слон · e3 білий пішак · g3 чорний пішак · h3 білий пішак · e2 білий король · f2 білий кінь · g2 білий пішак | d5 чорний король · g5 чорний пішак · e4 чорний пішак · c3 чорний слон · e3 білий пішак · g3 чорний пішак · h3 білий пішак · e2 білий король · f2 білий кінь · g2 білий пішак | d5 чорний король · g5 чорний пішак · e4 чорний пішак · c3 чорний слон · e3 білий пішак · g3 чорний пішак · h3 білий пішак · e2 білий король · f2 білий кінь · g2 білий пішак | 8 |
| 7 | d5 чорний король · g5 чорний пішак · e4 чорний пішак · c3 чорний слон · e3 білий пішак · g3 чорний пішак · h3 білий пішак · e2 білий король · f2 білий кінь · g2 білий пішак | d5 чорний король · g5 чорний пішак · e4 чорний пішак · c3 чорний слон · e3 білий пішак · g3 чорний пішак · h3 білий пішак · e2 білий король · f2 білий кінь · g2 білий пішак | d5 чорний король · g5 чорний пішак · e4 чорний пішак · c3 чорний слон · e3 білий пішак · g3 чорний пішак · h3 білий пішак · e2 білий король · f2 білий кінь · g2 білий пішак | d5 чорний король · g5 чорний пішак · e4 чорний пішак · c3 чорний слон · e3 білий пішак · g3 чорний пішак · h3 білий пішак · e2 білий король · f2 білий кінь · g2 білий пішак | d5 чорний король · g5 чорний пішак · e4 чорний пішак · c3 чорний слон · e3 білий пішак · g3 чорний пішак · h3 білий пішак · e2 білий король · f2 білий кінь · g2 білий пішак | d5 чорний король · g5 чорний пішак · e4 чорний пішак · c3 чорний слон · e3 білий пішак · g3 чорний пішак · h3 білий пішак · e2 білий король · f2 білий кінь · g2 білий пішак | d5 чорний король · g5 чорний пішак · e4 чорний пішак · c3 чорний слон · e3 білий пішак · g3 чорний пішак · h3 білий пішак · e2 білий король · f2 білий кінь · g2 білий пішак | d5 чорний король · g5 чорний пішак · e4 чорний пішак · c3 чорний слон · e3 білий пішак · g3 чорний пішак · h3 білий пішак · e2 білий король · f2 білий кінь · g2 білий пішак | 7 |
| 6 | d5 чорний король · g5 чорний пішак · e4 чорний пішак · c3 чорний слон · e3 білий пішак · g3 чорний пішак · h3 білий пішак · e2 білий король · f2 білий кінь · g2 білий пішак | d5 чорний король · g5 чорний пішак · e4 чорний пішак · c3 чорний слон · e3 білий пішак · g3 чорний пішак · h3 білий пішак · e2 білий король · f2 білий кінь · g2 білий пішак | d5 чорний король · g5 чорний пішак · e4 чорний пішак · c3 чорний слон · e3 білий пішак · g3 чорний пішак · h3 білий пішак · e2 білий король · f2 білий кінь · g2 білий пішак | d5 чорний король · g5 чорний пішак · e4 чорний пішак · c3 чорний слон · e3 білий пішак · g3 чорний пішак · h3 білий пішак · e2 білий король · f2 білий кінь · g2 білий пішак | d5 чорний король · g5 чорний пішак · e4 чорний пішак · c3 чорний слон · e3 білий пішак · g3 чорний пішак · h3 білий пішак · e2 білий король · f2 білий кінь · g2 білий пішак | d5 чорний король · g5 чорний пішак · e4 чорний пішак · c3 чорний слон · e3 білий пішак · g3 чорний пішак · h3 білий пішак · e2 білий король · f2 білий кінь · g2 білий пішак | d5 чорний король · g5 чорний пішак · e4 чорний пішак · c3 чорний слон · e3 білий пішак · g3 чорний пішак · h3 білий пішак · e2 білий король · f2 білий кінь · g2 білий пішак | d5 чорний король · g5 чорний пішак · e4 чорний пішак · c3 чорний слон · e3 білий пішак · g3 чорний пішак · h3 білий пішак · e2 білий король · f2 білий кінь · g2 білий пішак | 6 |
| 5 | d5 чорний король · g5 чорний пішак · e4 чорний пішак · c3 чорний слон · e3 білий пішак · g3 чорний пішак · h3 білий пішак · e2 білий король · f2 білий кінь · g2 білий пішак | d5 чорний король · g5 чорний пішак · e4 чорний пішак · c3 чорний слон · e3 білий пішак · g3 чорний пішак · h3 білий пішак · e2 білий король · f2 білий кінь · g2 білий пішак | d5 чорний король · g5 чорний пішак · e4 чорний пішак · c3 чорний слон · e3 білий пішак · g3 чорний пішак · h3 білий пішак · e2 білий король · f2 білий кінь · g2 білий пішак | d5 чорний король · g5 чорний пішак · e4 чорний пішак · c3 чорний слон · e3 білий пішак · g3 чорний пішак · h3 білий пішак · e2 білий король · f2 білий кінь · g2 білий пішак | d5 чорний король · g5 чорний пішак · e4 чорний пішак · c3 чорний слон · e3 білий пішак · g3 чорний пішак · h3 білий пішак · e2 білий король · f2 білий кінь · g2 білий пішак | d5 чорний король · g5 чорний пішак · e4 чорний пішак · c3 чорний слон · e3 білий пішак · g3 чорний пішак · h3 білий пішак · e2 білий король · f2 білий кінь · g2 білий пішак | d5 чорний король · g5 чорний пішак · e4 чорний пішак · c3 чорний слон · e3 білий пішак · g3 чорний пішак · h3 білий пішак · e2 білий король · f2 білий кінь · g2 білий пішак | d5 чорний король · g5 чорний пішак · e4 чорний пішак · c3 чорний слон · e3 білий пішак · g3 чорний пішак · h3 білий пішак · e2 білий король · f2 білий кінь · g2 білий пішак | 5 |
| 4 | d5 чорний король · g5 чорний пішак · e4 чорний пішак · c3 чорний слон · e3 білий пішак · g3 чорний пішак · h3 білий пішак · e2 білий король · f2 білий кінь · g2 білий пішак | d5 чорний король · g5 чорний пішак · e4 чорний пішак · c3 чорний слон · e3 білий пішак · g3 чорний пішак · h3 білий пішак · e2 білий король · f2 білий кінь · g2 білий пішак | d5 чорний король · g5 чорний пішак · e4 чорний пішак · c3 чорний слон · e3 білий пішак · g3 чорний пішак · h3 білий пішак · e2 білий король · f2 білий кінь · g2 білий пішак | d5 чорний король · g5 чорний пішак · e4 чорний пішак · c3 чорний слон · e3 білий пішак · g3 чорний пішак · h3 білий пішак · e2 білий король · f2 білий кінь · g2 білий пішак | d5 чорний король · g5 чорний пішак · e4 чорний пішак · c3 чорний слон · e3 білий пішак · g3 чорний пішак · h3 білий пішак · e2 білий король · f2 білий кінь · g2 білий пішак | d5 чорний король · g5 чорний пішак · e4 чорний пішак · c3 чорний слон · e3 білий пішак · g3 чорний пішак · h3 білий пішак · e2 білий король · f2 білий кінь · g2 білий пішак | d5 чорний король · g5 чорний пішак · e4 чорний пішак · c3 чорний слон · e3 білий пішак · g3 чорний пішак · h3 білий пішак · e2 білий король · f2 білий кінь · g2 білий пішак | d5 чорний король · g5 чорний пішак · e4 чорний пішак · c3 чорний слон · e3 білий пішак · g3 чорний пішак · h3 білий пішак · e2 білий король · f2 білий кінь · g2 білий пішак | 4 |
| 3 | d5 чорний король · g5 чорний пішак · e4 чорний пішак · c3 чорний слон · e3 білий пішак · g3 чорний пішак · h3 білий пішак · e2 білий король · f2 білий кінь · g2 білий пішак | d5 чорний король · g5 чорний пішак · e4 чорний пішак · c3 чорний слон · e3 білий пішак · g3 чорний пішак · h3 білий пішак · e2 білий король · f2 білий кінь · g2 білий пішак | d5 чорний король · g5 чорний пішак · e4 чорний пішак · c3 чорний слон · e3 білий пішак · g3 чорний пішак · h3 білий пішак · e2 білий король · f2 білий кінь · g2 білий пішак | d5 чорний король · g5 чорний пішак · e4 чорний пішак · c3 чорний слон · e3 білий пішак · g3 чорний пішак · h3 білий пішак · e2 білий король · f2 білий кінь · g2 білий пішак | d5 чорний король · g5 чорний пішак · e4 чорний пішак · c3 чорний слон · e3 білий пішак · g3 чорний пішак · h3 білий пішак · e2 білий король · f2 білий кінь · g2 білий пішак | d5 чорний король · g5 чорний пішак · e4 чорний пішак · c3 чорний слон · e3 білий пішак · g3 чорний пішак · h3 білий пішак · e2 білий король · f2 білий кінь · g2 білий пішак | d5 чорний король · g5 чорний пішак · e4 чорний пішак · c3 чорний слон · e3 білий пішак · g3 чорний пішак · h3 білий пішак · e2 білий король · f2 білий кінь · g2 білий пішак | d5 чорний король · g5 чорний пішак · e4 чорний пішак · c3 чорний слон · e3 білий пішак · g3 чорний пішак · h3 білий пішак · e2 білий король · f2 білий кінь · g2 білий пішак | 3 |
| 2 | d5 чорний король · g5 чорний пішак · e4 чорний пішак · c3 чорний слон · e3 білий пішак · g3 чорний пішак · h3 білий пішак · e2 білий король · f2 білий кінь · g2 білий пішак | d5 чорний король · g5 чорний пішак · e4 чорний пішак · c3 чорний слон · e3 білий пішак · g3 чорний пішак · h3 білий пішак · e2 білий король · f2 білий кінь · g2 білий пішак | d5 чорний король · g5 чорний пішак · e4 чорний пішак · c3 чорний слон · e3 білий пішак · g3 чорний пішак · h3 білий пішак · e2 білий король · f2 білий кінь · g2 білий пішак | d5 чорний король · g5 чорний пішак · e4 чорний пішак · c3 чорний слон · e3 білий пішак · g3 чорний пішак · h3 білий пішак · e2 білий король · f2 білий кінь · g2 білий пішак | d5 чорний король · g5 чорний пішак · e4 чорний пішак · c3 чорний слон · e3 білий пішак · g3 чорний пішак · h3 білий пішак · e2 білий король · f2 білий кінь · g2 білий пішак | d5 чорний король · g5 чорний пішак · e4 чорний пішак · c3 чорний слон · e3 білий пішак · g3 чорний пішак · h3 білий пішак · e2 білий король · f2 білий кінь · g2 білий пішак | d5 чорний король · g5 чорний пішак · e4 чорний пішак · c3 чорний слон · e3 білий пішак · g3 чорний пішак · h3 білий пішак · e2 білий король · f2 білий кінь · g2 білий пішак | d5 чорний король · g5 чорний пішак · e4 чорний пішак · c3 чорний слон · e3 білий пішак · g3 чорний пішак · h3 білий пішак · e2 білий король · f2 білий кінь · g2 білий пішак | 2 |
| 1 | d5 чорний король · g5 чорний пішак · e4 чорний пішак · c3 чорний слон · e3 білий пішак · g3 чорний пішак · h3 білий пішак · e2 білий король · f2 білий кінь · g2 білий пішак | d5 чорний король · g5 чорний пішак · e4 чорний пішак · c3 чорний слон · e3 білий пішак · g3 чорний пішак · h3 білий пішак · e2 білий король · f2 білий кінь · g2 білий пішак | d5 чорний король · g5 чорний пішак · e4 чорний пішак · c3 чорний слон · e3 білий пішак · g3 чорний пішак · h3 білий пішак · e2 білий король · f2 білий кінь · g2 білий пішак | d5 чорний король · g5 чорний пішак · e4 чорний пішак · c3 чорний слон · e3 білий пішак · g3 чорний пішак · h3 білий пішак · e2 білий король · f2 білий кінь · g2 білий пішак | d5 чорний король · g5 чорний пішак · e4 чорний пішак · c3 чорний слон · e3 білий пішак · g3 чорний пішак · h3 білий пішак · e2 білий король · f2 білий кінь · g2 білий пішак | d5 чорний король · g5 чорний пішак · e4 чорний пішак · c3 чорний слон · e3 білий пішак · g3 чорний пішак · h3 білий пішак · e2 білий король · f2 білий кінь · g2 білий пішак | d5 чорний король · g5 чорний пішак · e4 чорний пішак · c3 чорний слон · e3 білий пішак · g3 чорний пішак · h3 білий пішак · e2 білий король · f2 білий кінь · g2 білий пішак | d5 чорний король · g5 чорний пішак · e4 чорний пішак · c3 чорний слон · e3 білий пішак · g3 чорний пішак · h3 білий пішак · e2 білий король · f2 білий кінь · g2 білий пішак | 1 |
|   | a | b | c | d | e | f | g | h |   |

Фортецю часто досягають шляхом жертви, такої як фігура за пішака. В грі між Григорієм Серпером та Хікару Накамурою, на чемпіонаті США з шахів 2004, білі програли б після 1. Nd1 Kc4 або 1. Nh1 Be5 або 1. Ng4 Bg7. Замість цього вони зіграли 1. Nxe4! Kxe4 2.Kf1! направляючи короля на h1. Після наступних десяти ходів була досягнута позиція на другій діаграмі. Чорні неспроможні вигнати білого короля з кута, а отже вони зіграли 12... Kf2 і після 13. h4 gxh4 гра закінчилась внічию патом.
|   | a                                                                                  | b                                                                                  | c                                                                                  | d                                                                                  | e                                                                                  | f                                                                                  | g                                                                                  | h                                                                                  |   |
| 8 | b8 чорна тура · g8 чорний король · a7 біла тура · g6 білий пішак · h6 білий король | b8 чорна тура · g8 чорний король · a7 біла тура · g6 білий пішак · h6 білий король | b8 чорна тура · g8 чорний король · a7 біла тура · g6 білий пішак · h6 білий король | b8 чорна тура · g8 чорний король · a7 біла тура · g6 білий пішак · h6 білий король | b8 чорна тура · g8 чорний король · a7 біла тура · g6 білий пішак · h6 білий король | b8 чорна тура · g8 чорний король · a7 біла тура · g6 білий пішак · h6 білий король | b8 чорна тура · g8 чорний король · a7 біла тура · g6 білий пішак · h6 білий король | b8 чорна тура · g8 чорний король · a7 біла тура · g6 білий пішак · h6 білий король | 8 |
| 7 | b8 чорна тура · g8 чорний король · a7 біла тура · g6 білий пішак · h6 білий король | b8 чорна тура · g8 чорний король · a7 біла тура · g6 білий пішак · h6 білий король | b8 чорна тура · g8 чорний король · a7 біла тура · g6 білий пішак · h6 білий король | b8 чорна тура · g8 чорний король · a7 біла тура · g6 білий пішак · h6 білий король | b8 чорна тура · g8 чорний король · a7 біла тура · g6 білий пішак · h6 білий король | b8 чорна тура · g8 чорний король · a7 біла тура · g6 білий пішак · h6 білий король | b8 чорна тура · g8 чорний король · a7 біла тура · g6 білий пішак · h6 білий король | b8 чорна тура · g8 чорний король · a7 біла тура · g6 білий пішак · h6 білий король | 7 |
| 6 | b8 чорна тура · g8 чорний король · a7 біла тура · g6 білий пішак · h6 білий король | b8 чорна тура · g8 чорний король · a7 біла тура · g6 білий пішак · h6 білий король | b8 чорна тура · g8 чорний король · a7 біла тура · g6 білий пішак · h6 білий король | b8 чорна тура · g8 чорний король · a7 біла тура · g6 білий пішак · h6 білий король | b8 чорна тура · g8 чорний король · a7 біла тура · g6 білий пішак · h6 білий король | b8 чорна тура · g8 чорний король · a7 біла тура · g6 білий пішак · h6 білий король | b8 чорна тура · g8 чорний король · a7 біла тура · g6 білий пішак · h6 білий король | b8 чорна тура · g8 чорний король · a7 біла тура · g6 білий пішак · h6 білий король | 6 |
| 5 | b8 чорна тура · g8 чорний король · a7 біла тура · g6 білий пішак · h6 білий король | b8 чорна тура · g8 чорний король · a7 біла тура · g6 білий пішак · h6 білий король | b8 чорна тура · g8 чорний король · a7 біла тура · g6 білий пішак · h6 білий король | b8 чорна тура · g8 чорний король · a7 біла тура · g6 білий пішак · h6 білий король | b8 чорна тура · g8 чорний король · a7 біла тура · g6 білий пішак · h6 білий король | b8 чорна тура · g8 чорний король · a7 біла тура · g6 білий пішак · h6 білий король | b8 чорна тура · g8 чорний король · a7 біла тура · g6 білий пішак · h6 білий король | b8 чорна тура · g8 чорний король · a7 біла тура · g6 білий пішак · h6 білий король | 5 |
| 4 | b8 чорна тура · g8 чорний король · a7 біла тура · g6 білий пішак · h6 білий король | b8 чорна тура · g8 чорний король · a7 біла тура · g6 білий пішак · h6 білий король | b8 чорна тура · g8 чорний король · a7 біла тура · g6 білий пішак · h6 білий король | b8 чорна тура · g8 чорний король · a7 біла тура · g6 білий пішак · h6 білий король | b8 чорна тура · g8 чорний король · a7 біла тура · g6 білий пішак · h6 білий король | b8 чорна тура · g8 чорний король · a7 біла тура · g6 білий пішак · h6 білий король | b8 чорна тура · g8 чорний король · a7 біла тура · g6 білий пішак · h6 білий король | b8 чорна тура · g8 чорний король · a7 біла тура · g6 білий пішак · h6 білий король | 4 |
| 3 | b8 чорна тура · g8 чорний король · a7 біла тура · g6 білий пішак · h6 білий король | b8 чорна тура · g8 чорний король · a7 біла тура · g6 білий пішак · h6 білий король | b8 чорна тура · g8 чорний король · a7 біла тура · g6 білий пішак · h6 білий король | b8 чорна тура · g8 чорний король · a7 біла тура · g6 білий пішак · h6 білий король | b8 чорна тура · g8 чорний король · a7 біла тура · g6 білий пішак · h6 білий король | b8 чорна тура · g8 чорний король · a7 біла тура · g6 білий пішак · h6 білий король | b8 чорна тура · g8 чорний король · a7 біла тура · g6 білий пішак · h6 білий король | b8 чорна тура · g8 чорний король · a7 біла тура · g6 білий пішак · h6 білий король | 3 |
| 2 | b8 чорна тура · g8 чорний король · a7 біла тура · g6 білий пішак · h6 білий король | b8 чорна тура · g8 чорний король · a7 біла тура · g6 білий пішак · h6 білий король | b8 чорна тура · g8 чорний король · a7 біла тура · g6 білий пішак · h6 білий король | b8 чорна тура · g8 чорний король · a7 біла тура · g6 білий пішак · h6 білий король | b8 чорна тура · g8 чорний король · a7 біла тура · g6 білий пішак · h6 білий король | b8 чорна тура · g8 чорний король · a7 біла тура · g6 білий пішак · h6 білий король | b8 чорна тура · g8 чорний король · a7 біла тура · g6 білий пішак · h6 білий король | b8 чорна тура · g8 чорний король · a7 біла тура · g6 білий пішак · h6 білий король | 2 |
| 1 | b8 чорна тура · g8 чорний король · a7 біла тура · g6 білий пішак · h6 білий король | b8 чорна тура · g8 чорний король · a7 біла тура · g6 білий пішак · h6 білий король | b8 чорна тура · g8 чорний король · a7 біла тура · g6 білий пішак · h6 білий король | b8 чорна тура · g8 чорний король · a7 біла тура · g6 білий пішак · h6 білий король | b8 чорна тура · g8 чорний король · a7 біла тура · g6 білий пішак · h6 білий король | b8 чорна тура · g8 чорний король · a7 біла тура · g6 білий пішак · h6 білий король | b8 чорна тура · g8 чорний король · a7 біла тура · g6 білий пішак · h6 білий король | b8 чорна тура · g8 чорний король · a7 біла тура · g6 білий пішак · h6 білий король | 1 |
|   | a                                                                                  | b                                                                                  | c                                                                                  | d                                                                                  | e                                                                                  | f                                                                                  | g                                                                                  | h                                                                                  |   |

Захист по останній горизонталі в закінченнях тура і пішак проти тури є ще одним прикладом фортеці у куті. Сторона що захищається ставить свого короля на клітину перетворення пішака, а свою туру на останню горизонталь (на "довгу сторону" від короля, для того щоб захиститись від горизонтальних шахів. Якщо 1.Rg7+ в позиції на діаграмі, чорні втікають у кут 1...Kh8! Зауважте, що цей захист діє лише проти крайнього пішака і пішака на суміжній з цією вертикалі .
|   | a                                                                  | b                                                                  | c                                                                  | d                                                                  | e                                                                  | f                                                                  | g                                                                  | h                                                                  |   |
| 8 | c8 біла тура · g8 чорний слон · h8 чорний король · h6 білий король | c8 біла тура · g8 чорний слон · h8 чорний король · h6 білий король | c8 біла тура · g8 чорний слон · h8 чорний король · h6 білий король | c8 біла тура · g8 чорний слон · h8 чорний король · h6 білий король | c8 біла тура · g8 чорний слон · h8 чорний король · h6 білий король | c8 біла тура · g8 чорний слон · h8 чорний король · h6 білий король | c8 біла тура · g8 чорний слон · h8 чорний король · h6 білий король | c8 біла тура · g8 чорний слон · h8 чорний король · h6 білий король | 8 |
| 7 | c8 біла тура · g8 чорний слон · h8 чорний король · h6 білий король | c8 біла тура · g8 чорний слон · h8 чорний король · h6 білий король | c8 біла тура · g8 чорний слон · h8 чорний король · h6 білий король | c8 біла тура · g8 чорний слон · h8 чорний король · h6 білий король | c8 біла тура · g8 чорний слон · h8 чорний король · h6 білий король | c8 біла тура · g8 чорний слон · h8 чорний король · h6 білий король | c8 біла тура · g8 чорний слон · h8 чорний король · h6 білий король | c8 біла тура · g8 чорний слон · h8 чорний король · h6 білий король | 7 |
| 6 | c8 біла тура · g8 чорний слон · h8 чорний король · h6 білий король | c8 біла тура · g8 чорний слон · h8 чорний король · h6 білий король | c8 біла тура · g8 чорний слон · h8 чорний король · h6 білий король | c8 біла тура · g8 чорний слон · h8 чорний король · h6 білий король | c8 біла тура · g8 чорний слон · h8 чорний король · h6 білий король | c8 біла тура · g8 чорний слон · h8 чорний король · h6 білий король | c8 біла тура · g8 чорний слон · h8 чорний король · h6 білий король | c8 біла тура · g8 чорний слон · h8 чорний король · h6 білий король | 6 |
| 5 | c8 біла тура · g8 чорний слон · h8 чорний король · h6 білий король | c8 біла тура · g8 чорний слон · h8 чорний король · h6 білий король | c8 біла тура · g8 чорний слон · h8 чорний король · h6 білий король | c8 біла тура · g8 чорний слон · h8 чорний король · h6 білий король | c8 біла тура · g8 чорний слон · h8 чорний король · h6 білий король | c8 біла тура · g8 чорний слон · h8 чорний король · h6 білий король | c8 біла тура · g8 чорний слон · h8 чорний король · h6 білий король | c8 біла тура · g8 чорний слон · h8 чорний король · h6 білий король | 5 |
| 4 | c8 біла тура · g8 чорний слон · h8 чорний король · h6 білий король | c8 біла тура · g8 чорний слон · h8 чорний король · h6 білий король | c8 біла тура · g8 чорний слон · h8 чорний король · h6 білий король | c8 біла тура · g8 чорний слон · h8 чорний король · h6 білий король | c8 біла тура · g8 чорний слон · h8 чорний король · h6 білий король | c8 біла тура · g8 чорний слон · h8 чорний король · h6 білий король | c8 біла тура · g8 чорний слон · h8 чорний король · h6 білий король | c8 біла тура · g8 чорний слон · h8 чорний король · h6 білий король | 4 |
| 3 | c8 біла тура · g8 чорний слон · h8 чорний король · h6 білий король | c8 біла тура · g8 чорний слон · h8 чорний король · h6 білий король | c8 біла тура · g8 чорний слон · h8 чорний король · h6 білий король | c8 біла тура · g8 чорний слон · h8 чорний король · h6 білий король | c8 біла тура · g8 чорний слон · h8 чорний король · h6 білий король | c8 біла тура · g8 чорний слон · h8 чорний король · h6 білий король | c8 біла тура · g8 чорний слон · h8 чорний король · h6 білий король | c8 біла тура · g8 чорний слон · h8 чорний король · h6 білий король | 3 |
| 2 | c8 біла тура · g8 чорний слон · h8 чорний король · h6 білий король | c8 біла тура · g8 чорний слон · h8 чорний король · h6 білий король | c8 біла тура · g8 чорний слон · h8 чорний король · h6 білий король | c8 біла тура · g8 чорний слон · h8 чорний король · h6 білий король | c8 біла тура · g8 чорний слон · h8 чорний король · h6 білий король | c8 біла тура · g8 чорний слон · h8 чорний король · h6 білий король | c8 біла тура · g8 чорний слон · h8 чорний король · h6 білий король | c8 біла тура · g8 чорний слон · h8 чорний король · h6 білий король | 2 |
| 1 | c8 біла тура · g8 чорний слон · h8 чорний король · h6 білий король | c8 біла тура · g8 чорний слон · h8 чорний король · h6 білий король | c8 біла тура · g8 чорний слон · h8 чорний король · h6 білий король | c8 біла тура · g8 чорний слон · h8 чорний король · h6 білий король | c8 біла тура · g8 чорний слон · h8 чорний король · h6 білий король | c8 біла тура · g8 чорний слон · h8 чорний король · h6 білий король | c8 біла тура · g8 чорний слон · h8 чорний король · h6 білий король | c8 біла тура · g8 чорний слон · h8 чорний король · h6 білий король | 1 |
|   | a                                                                  | b                                                                  | c                                                                  | d                                                                  | e                                                                  | f                                                                  | g                                                                  | h                                                                  |   |

В закінченнях тура проти слона, сторона що захищається, може створити фортецю в "безпечному" куті — колір цього кута протилежний до кольору слона (див. діаграму).  Білі не можуть покращити свою позицію без пата .
1. Rc3 Ba2
2. Rc2 Bb3
3. Rc7 Bg8
|   | a                                                                                      | b                                                                                      | c                                                                                      | d                                                                                      | e                                                                                      | f                                                                                      | g                                                                                      | h                                                                                      |   |
| 8 | b7 чорний слон · e3 чорний король · g3 чорний пішак · g2 білий пішак · f1 білий король | b7 чорний слон · e3 чорний король · g3 чорний пішак · g2 білий пішак · f1 білий король | b7 чорний слон · e3 чорний король · g3 чорний пішак · g2 білий пішак · f1 білий король | b7 чорний слон · e3 чорний король · g3 чорний пішак · g2 білий пішак · f1 білий король | b7 чорний слон · e3 чорний король · g3 чорний пішак · g2 білий пішак · f1 білий король | b7 чорний слон · e3 чорний король · g3 чорний пішак · g2 білий пішак · f1 білий король | b7 чорний слон · e3 чорний король · g3 чорний пішак · g2 білий пішак · f1 білий король | b7 чорний слон · e3 чорний король · g3 чорний пішак · g2 білий пішак · f1 білий король | 8 |
| 7 | b7 чорний слон · e3 чорний король · g3 чорний пішак · g2 білий пішак · f1 білий король | b7 чорний слон · e3 чорний король · g3 чорний пішак · g2 білий пішак · f1 білий король | b7 чорний слон · e3 чорний король · g3 чорний пішак · g2 білий пішак · f1 білий король | b7 чорний слон · e3 чорний король · g3 чорний пішак · g2 білий пішак · f1 білий король | b7 чорний слон · e3 чорний король · g3 чорний пішак · g2 білий пішак · f1 білий король | b7 чорний слон · e3 чорний король · g3 чорний пішак · g2 білий пішак · f1 білий король | b7 чорний слон · e3 чорний король · g3 чорний пішак · g2 білий пішак · f1 білий король | b7 чорний слон · e3 чорний король · g3 чорний пішак · g2 білий пішак · f1 білий король | 7 |
| 6 | b7 чорний слон · e3 чорний король · g3 чорний пішак · g2 білий пішак · f1 білий король | b7 чорний слон · e3 чорний король · g3 чорний пішак · g2 білий пішак · f1 білий король | b7 чорний слон · e3 чорний король · g3 чорний пішак · g2 білий пішак · f1 білий король | b7 чорний слон · e3 чорний король · g3 чорний пішак · g2 білий пішак · f1 білий король | b7 чорний слон · e3 чорний король · g3 чорний пішак · g2 білий пішак · f1 білий король | b7 чорний слон · e3 чорний король · g3 чорний пішак · g2 білий пішак · f1 білий король | b7 чорний слон · e3 чорний король · g3 чорний пішак · g2 білий пішак · f1 білий король | b7 чорний слон · e3 чорний король · g3 чорний пішак · g2 білий пішак · f1 білий король | 6 |
| 5 | b7 чорний слон · e3 чорний король · g3 чорний пішак · g2 білий пішак · f1 білий король | b7 чорний слон · e3 чорний король · g3 чорний пішак · g2 білий пішак · f1 білий король | b7 чорний слон · e3 чорний король · g3 чорний пішак · g2 білий пішак · f1 білий король | b7 чорний слон · e3 чорний король · g3 чорний пішак · g2 білий пішак · f1 білий король | b7 чорний слон · e3 чорний король · g3 чорний пішак · g2 білий пішак · f1 білий король | b7 чорний слон · e3 чорний король · g3 чорний пішак · g2 білий пішак · f1 білий король | b7 чорний слон · e3 чорний король · g3 чорний пішак · g2 білий пішак · f1 білий король | b7 чорний слон · e3 чорний король · g3 чорний пішак · g2 білий пішак · f1 білий король | 5 |
| 4 | b7 чорний слон · e3 чорний король · g3 чорний пішак · g2 білий пішак · f1 білий король | b7 чорний слон · e3 чорний король · g3 чорний пішак · g2 білий пішак · f1 білий король | b7 чорний слон · e3 чорний король · g3 чорний пішак · g2 білий пішак · f1 білий король | b7 чорний слон · e3 чорний король · g3 чорний пішак · g2 білий пішак · f1 білий король | b7 чорний слон · e3 чорний король · g3 чорний пішак · g2 білий пішак · f1 білий король | b7 чорний слон · e3 чорний король · g3 чорний пішак · g2 білий пішак · f1 білий король | b7 чорний слон · e3 чорний король · g3 чорний пішак · g2 білий пішак · f1 білий король | b7 чорний слон · e3 чорний король · g3 чорний пішак · g2 білий пішак · f1 білий король | 4 |
| 3 | b7 чорний слон · e3 чорний король · g3 чорний пішак · g2 білий пішак · f1 білий король | b7 чорний слон · e3 чорний король · g3 чорний пішак · g2 білий пішак · f1 білий король | b7 чорний слон · e3 чорний король · g3 чорний пішак · g2 білий пішак · f1 білий король | b7 чорний слон · e3 чорний король · g3 чорний пішак · g2 білий пішак · f1 білий король | b7 чорний слон · e3 чорний король · g3 чорний пішак · g2 білий пішак · f1 білий король | b7 чорний слон · e3 чорний король · g3 чорний пішак · g2 білий пішак · f1 білий король | b7 чорний слон · e3 чорний король · g3 чорний пішак · g2 білий пішак · f1 білий король | b7 чорний слон · e3 чорний король · g3 чорний пішак · g2 білий пішак · f1 білий король | 3 |
| 2 | b7 чорний слон · e3 чорний король · g3 чорний пішак · g2 білий пішак · f1 білий король | b7 чорний слон · e3 чорний король · g3 чорний пішак · g2 білий пішак · f1 білий король | b7 чорний слон · e3 чорний король · g3 чорний пішак · g2 білий пішак · f1 білий король | b7 чорний слон · e3 чорний король · g3 чорний пішак · g2 білий пішак · f1 білий король | b7 чорний слон · e3 чорний король · g3 чорний пішак · g2 білий пішак · f1 білий король | b7 чорний слон · e3 чорний король · g3 чорний пішак · g2 білий пішак · f1 білий король | b7 чорний слон · e3 чорний король · g3 чорний пішак · g2 білий пішак · f1 білий король | b7 чорний слон · e3 чорний король · g3 чорний пішак · g2 білий пішак · f1 білий король | 2 |
| 1 | b7 чорний слон · e3 чорний король · g3 чорний пішак · g2 білий пішак · f1 білий король | b7 чорний слон · e3 чорний король · g3 чорний пішак · g2 білий пішак · f1 білий король | b7 чорний слон · e3 чорний король · g3 чорний пішак · g2 білий пішак · f1 білий король | b7 чорний слон · e3 чорний король · g3 чорний пішак · g2 білий пішак · f1 білий король | b7 чорний слон · e3 чорний король · g3 чорний пішак · g2 білий пішак · f1 білий король | b7 чорний слон · e3 чорний король · g3 чорний пішак · g2 білий пішак · f1 білий король | b7 чорний слон · e3 чорний король · g3 чорний пішак · g2 білий пішак · f1 білий король | b7 чорний слон · e3 чорний король · g3 чорний пішак · g2 білий пішак · f1 білий король | 1 |
|   | a                                                                                      | b                                                                                      | c                                                                                      | d                                                                                      | e                                                                                      | f                                                                                      | g                                                                                      | h                                                                                      |   |

В цій позиції білі досягають нічиєї якщо король не покидає свого кута. Ця позиція також є нічийною, якщо слон іншого кольору, а отже вона не є випадком помилкового слона.

## Тура й пішак проти ферзя
|   | a                                                                                     | b                                                                                     | c                                                                                     | d                                                                                     | e                                                                                     | f                                                                                     | g                                                                                     | h                                                                                     |   |
| 8 | g8 білий ферзь · d7 чорний король · e7 чорний пішак · f6 чорна тура · e5 білий король | g8 білий ферзь · d7 чорний король · e7 чорний пішак · f6 чорна тура · e5 білий король | g8 білий ферзь · d7 чорний король · e7 чорний пішак · f6 чорна тура · e5 білий король | g8 білий ферзь · d7 чорний король · e7 чорний пішак · f6 чорна тура · e5 білий король | g8 білий ферзь · d7 чорний король · e7 чорний пішак · f6 чорна тура · e5 білий король | g8 білий ферзь · d7 чорний король · e7 чорний пішак · f6 чорна тура · e5 білий король | g8 білий ферзь · d7 чорний король · e7 чорний пішак · f6 чорна тура · e5 білий король | g8 білий ферзь · d7 чорний король · e7 чорний пішак · f6 чорна тура · e5 білий король | 8 |
| 7 | g8 білий ферзь · d7 чорний король · e7 чорний пішак · f6 чорна тура · e5 білий король | g8 білий ферзь · d7 чорний король · e7 чорний пішак · f6 чорна тура · e5 білий король | g8 білий ферзь · d7 чорний король · e7 чорний пішак · f6 чорна тура · e5 білий король | g8 білий ферзь · d7 чорний король · e7 чорний пішак · f6 чорна тура · e5 білий король | g8 білий ферзь · d7 чорний король · e7 чорний пішак · f6 чорна тура · e5 білий король | g8 білий ферзь · d7 чорний король · e7 чорний пішак · f6 чорна тура · e5 білий король | g8 білий ферзь · d7 чорний король · e7 чорний пішак · f6 чорна тура · e5 білий король | g8 білий ферзь · d7 чорний король · e7 чорний пішак · f6 чорна тура · e5 білий король | 7 |
| 6 | g8 білий ферзь · d7 чорний король · e7 чорний пішак · f6 чорна тура · e5 білий король | g8 білий ферзь · d7 чорний король · e7 чорний пішак · f6 чорна тура · e5 білий король | g8 білий ферзь · d7 чорний король · e7 чорний пішак · f6 чорна тура · e5 білий король | g8 білий ферзь · d7 чорний король · e7 чорний пішак · f6 чорна тура · e5 білий король | g8 білий ферзь · d7 чорний король · e7 чорний пішак · f6 чорна тура · e5 білий король | g8 білий ферзь · d7 чорний король · e7 чорний пішак · f6 чорна тура · e5 білий король | g8 білий ферзь · d7 чорний король · e7 чорний пішак · f6 чорна тура · e5 білий король | g8 білий ферзь · d7 чорний король · e7 чорний пішак · f6 чорна тура · e5 білий король | 6 |
| 5 | g8 білий ферзь · d7 чорний король · e7 чорний пішак · f6 чорна тура · e5 білий король | g8 білий ферзь · d7 чорний король · e7 чорний пішак · f6 чорна тура · e5 білий король | g8 білий ферзь · d7 чорний король · e7 чорний пішак · f6 чорна тура · e5 білий король | g8 білий ферзь · d7 чорний король · e7 чорний пішак · f6 чорна тура · e5 білий король | g8 білий ферзь · d7 чорний король · e7 чорний пішак · f6 чорна тура · e5 білий король | g8 білий ферзь · d7 чорний король · e7 чорний пішак · f6 чорна тура · e5 білий король | g8 білий ферзь · d7 чорний король · e7 чорний пішак · f6 чорна тура · e5 білий король | g8 білий ферзь · d7 чорний король · e7 чорний пішак · f6 чорна тура · e5 білий король | 5 |
| 4 | g8 білий ферзь · d7 чорний король · e7 чорний пішак · f6 чорна тура · e5 білий король | g8 білий ферзь · d7 чорний король · e7 чорний пішак · f6 чорна тура · e5 білий король | g8 білий ферзь · d7 чорний король · e7 чорний пішак · f6 чорна тура · e5 білий король | g8 білий ферзь · d7 чорний король · e7 чорний пішак · f6 чорна тура · e5 білий король | g8 білий ферзь · d7 чорний король · e7 чорний пішак · f6 чорна тура · e5 білий король | g8 білий ферзь · d7 чорний король · e7 чорний пішак · f6 чорна тура · e5 білий король | g8 білий ферзь · d7 чорний король · e7 чорний пішак · f6 чорна тура · e5 білий король | g8 білий ферзь · d7 чорний король · e7 чорний пішак · f6 чорна тура · e5 білий король | 4 |
| 3 | g8 білий ферзь · d7 чорний король · e7 чорний пішак · f6 чорна тура · e5 білий король | g8 білий ферзь · d7 чорний король · e7 чорний пішак · f6 чорна тура · e5 білий король | g8 білий ферзь · d7 чорний король · e7 чорний пішак · f6 чорна тура · e5 білий король | g8 білий ферзь · d7 чорний король · e7 чорний пішак · f6 чорна тура · e5 білий король | g8 білий ферзь · d7 чорний король · e7 чорний пішак · f6 чорна тура · e5 білий король | g8 білий ферзь · d7 чорний король · e7 чорний пішак · f6 чорна тура · e5 білий король | g8 білий ферзь · d7 чорний король · e7 чорний пішак · f6 чорна тура · e5 білий король | g8 білий ферзь · d7 чорний король · e7 чорний пішак · f6 чорна тура · e5 білий король | 3 |
| 2 | g8 білий ферзь · d7 чорний король · e7 чорний пішак · f6 чорна тура · e5 білий король | g8 білий ферзь · d7 чорний король · e7 чорний пішак · f6 чорна тура · e5 білий король | g8 білий ферзь · d7 чорний король · e7 чорний пішак · f6 чорна тура · e5 білий король | g8 білий ферзь · d7 чорний король · e7 чорний пішак · f6 чорна тура · e5 білий король | g8 білий ферзь · d7 чорний король · e7 чорний пішак · f6 чорна тура · e5 білий король | g8 білий ферзь · d7 чорний король · e7 чорний пішак · f6 чорна тура · e5 білий король | g8 білий ферзь · d7 чорний король · e7 чорний пішак · f6 чорна тура · e5 білий король | g8 білий ферзь · d7 чорний король · e7 чорний пішак · f6 чорна тура · e5 білий король | 2 |
| 1 | g8 білий ферзь · d7 чорний король · e7 чорний пішак · f6 чорна тура · e5 білий король | g8 білий ферзь · d7 чорний король · e7 чорний пішак · f6 чорна тура · e5 білий король | g8 білий ферзь · d7 чорний король · e7 чорний пішак · f6 чорна тура · e5 білий король | g8 білий ферзь · d7 чорний король · e7 чорний пішак · f6 чорна тура · e5 білий король | g8 білий ферзь · d7 чорний король · e7 чорний пішак · f6 чорна тура · e5 білий король | g8 білий ферзь · d7 чорний король · e7 чорний пішак · f6 чорна тура · e5 білий король | g8 білий ферзь · d7 чорний король · e7 чорний пішак · f6 чорна тура · e5 білий король | g8 білий ферзь · d7 чорний король · e7 чорний пішак · f6 чорна тура · e5 білий король | 1 |
|   | a                                                                                     | b                                                                                     | c                                                                                     | d                                                                                     | e                                                                                     | f                                                                                     | g                                                                                     | h                                                                                     |   |

На діаграмі справа, чорні досягають нічиєї пересуваючи свою туру між клітинами d6 та f6, або ж рухають короля коли він під шахом, залишаючись позаду тури й біля пішака.  Ця фортеця працює коли виконуються такі умови:
1. пішак все ще розташований на другій горизонталі
2. пішак перебуває на одній з вертикалей від b до g
3. пішак захищає свою туру на третій горизонталі
4. король суперника розташований за межами третьої горизонталі
5. пішак сторони що захищається, перебуває під захистом свого короля [9].

Король білих нездатний здолати лінію на якій розташована тура, а ферзь також безсилий.
1. Qd5+ Rd6
2. Qb5+ Kd8
3. Qb8+ Kd7
4. Qb5+ ½-½
|   | a | b | c | d | e | f | g | h |   |
| 8 | a7 чорний хрестик · b7 чорний хрестик · c7 чорний хрестик · d7 чорний хрестик · e7 чорний хрестик · f7 чорний хрестик · g7 чорний хрестик · h7 чорний хрестик · b6 чорний хрестик · c6 чорний хрестик · d6 чорний хрестик · e6 чорний хрестик · f6 чорний хрестик · g6 чорний хрестик · b5 чорний хрестик · g5 чорний хрестик · b4 чорний хрестик · g4 чорний хрестик · a3 чорний хрестик · b3 чорний хрестик · g3 чорний хрестик · h3 чорний хрестик · b2 чорний хрестик · c2 чорний хрестик · d2 чорний хрестик · e2 чорний хрестик · f2 чорний хрестик · g2 чорний хрестик | a7 чорний хрестик · b7 чорний хрестик · c7 чорний хрестик · d7 чорний хрестик · e7 чорний хрестик · f7 чорний хрестик · g7 чорний хрестик · h7 чорний хрестик · b6 чорний хрестик · c6 чорний хрестик · d6 чорний хрестик · e6 чорний хрестик · f6 чорний хрестик · g6 чорний хрестик · b5 чорний хрестик · g5 чорний хрестик · b4 чорний хрестик · g4 чорний хрестик · a3 чорний хрестик · b3 чорний хрестик · g3 чорний хрестик · h3 чорний хрестик · b2 чорний хрестик · c2 чорний хрестик · d2 чорний хрестик · e2 чорний хрестик · f2 чорний хрестик · g2 чорний хрестик | a7 чорний хрестик · b7 чорний хрестик · c7 чорний хрестик · d7 чорний хрестик · e7 чорний хрестик · f7 чорний хрестик · g7 чорний хрестик · h7 чорний хрестик · b6 чорний хрестик · c6 чорний хрестик · d6 чорний хрестик · e6 чорний хрестик · f6 чорний хрестик · g6 чорний хрестик · b5 чорний хрестик · g5 чорний хрестик · b4 чорний хрестик · g4 чорний хрестик · a3 чорний хрестик · b3 чорний хрестик · g3 чорний хрестик · h3 чорний хрестик · b2 чорний хрестик · c2 чорний хрестик · d2 чорний хрестик · e2 чорний хрестик · f2 чорний хрестик · g2 чорний хрестик | a7 чорний хрестик · b7 чорний хрестик · c7 чорний хрестик · d7 чорний хрестик · e7 чорний хрестик · f7 чорний хрестик · g7 чорний хрестик · h7 чорний хрестик · b6 чорний хрестик · c6 чорний хрестик · d6 чорний хрестик · e6 чорний хрестик · f6 чорний хрестик · g6 чорний хрестик · b5 чорний хрестик · g5 чорний хрестик · b4 чорний хрестик · g4 чорний хрестик · a3 чорний хрестик · b3 чорний хрестик · g3 чорний хрестик · h3 чорний хрестик · b2 чорний хрестик · c2 чорний хрестик · d2 чорний хрестик · e2 чорний хрестик · f2 чорний хрестик · g2 чорний хрестик | a7 чорний хрестик · b7 чорний хрестик · c7 чорний хрестик · d7 чорний хрестик · e7 чорний хрестик · f7 чорний хрестик · g7 чорний хрестик · h7 чорний хрестик · b6 чорний хрестик · c6 чорний хрестик · d6 чорний хрестик · e6 чорний хрестик · f6 чорний хрестик · g6 чорний хрестик · b5 чорний хрестик · g5 чорний хрестик · b4 чорний хрестик · g4 чорний хрестик · a3 чорний хрестик · b3 чорний хрестик · g3 чорний хрестик · h3 чорний хрестик · b2 чорний хрестик · c2 чорний хрестик · d2 чорний хрестик · e2 чорний хрестик · f2 чорний хрестик · g2 чорний хрестик | a7 чорний хрестик · b7 чорний хрестик · c7 чорний хрестик · d7 чорний хрестик · e7 чорний хрестик · f7 чорний хрестик · g7 чорний хрестик · h7 чорний хрестик · b6 чорний хрестик · c6 чорний хрестик · d6 чорний хрестик · e6 чорний хрестик · f6 чорний хрестик · g6 чорний хрестик · b5 чорний хрестик · g5 чорний хрестик · b4 чорний хрестик · g4 чорний хрестик · a3 чорний хрестик · b3 чорний хрестик · g3 чорний хрестик · h3 чорний хрестик · b2 чорний хрестик · c2 чорний хрестик · d2 чорний хрестик · e2 чорний хрестик · f2 чорний хрестик · g2 чорний хрестик | a7 чорний хрестик · b7 чорний хрестик · c7 чорний хрестик · d7 чорний хрестик · e7 чорний хрестик · f7 чорний хрестик · g7 чорний хрестик · h7 чорний хрестик · b6 чорний хрестик · c6 чорний хрестик · d6 чорний хрестик · e6 чорний хрестик · f6 чорний хрестик · g6 чорний хрестик · b5 чорний хрестик · g5 чорний хрестик · b4 чорний хрестик · g4 чорний хрестик · a3 чорний хрестик · b3 чорний хрестик · g3 чорний хрестик · h3 чорний хрестик · b2 чорний хрестик · c2 чорний хрестик · d2 чорний хрестик · e2 чорний хрестик · f2 чорний хрестик · g2 чорний хрестик | a7 чорний хрестик · b7 чорний хрестик · c7 чорний хрестик · d7 чорний хрестик · e7 чорний хрестик · f7 чорний хрестик · g7 чорний хрестик · h7 чорний хрестик · b6 чорний хрестик · c6 чорний хрестик · d6 чорний хрестик · e6 чорний хрестик · f6 чорний хрестик · g6 чорний хрестик · b5 чорний хрестик · g5 чорний хрестик · b4 чорний хрестик · g4 чорний хрестик · a3 чорний хрестик · b3 чорний хрестик · g3 чорний хрестик · h3 чорний хрестик · b2 чорний хрестик · c2 чорний хрестик · d2 чорний хрестик · e2 чорний хрестик · f2 чорний хрестик · g2 чорний хрестик | 8 |
| 7 | a7 чорний хрестик · b7 чорний хрестик · c7 чорний хрестик · d7 чорний хрестик · e7 чорний хрестик · f7 чорний хрестик · g7 чорний хрестик · h7 чорний хрестик · b6 чорний хрестик · c6 чорний хрестик · d6 чорний хрестик · e6 чорний хрестик · f6 чорний хрестик · g6 чорний хрестик · b5 чорний хрестик · g5 чорний хрестик · b4 чорний хрестик · g4 чорний хрестик · a3 чорний хрестик · b3 чорний хрестик · g3 чорний хрестик · h3 чорний хрестик · b2 чорний хрестик · c2 чорний хрестик · d2 чорний хрестик · e2 чорний хрестик · f2 чорний хрестик · g2 чорний хрестик | a7 чорний хрестик · b7 чорний хрестик · c7 чорний хрестик · d7 чорний хрестик · e7 чорний хрестик · f7 чорний хрестик · g7 чорний хрестик · h7 чорний хрестик · b6 чорний хрестик · c6 чорний хрестик · d6 чорний хрестик · e6 чорний хрестик · f6 чорний хрестик · g6 чорний хрестик · b5 чорний хрестик · g5 чорний хрестик · b4 чорний хрестик · g4 чорний хрестик · a3 чорний хрестик · b3 чорний хрестик · g3 чорний хрестик · h3 чорний хрестик · b2 чорний хрестик · c2 чорний хрестик · d2 чорний хрестик · e2 чорний хрестик · f2 чорний хрестик · g2 чорний хрестик | a7 чорний хрестик · b7 чорний хрестик · c7 чорний хрестик · d7 чорний хрестик · e7 чорний хрестик · f7 чорний хрестик · g7 чорний хрестик · h7 чорний хрестик · b6 чорний хрестик · c6 чорний хрестик · d6 чорний хрестик · e6 чорний хрестик · f6 чорний хрестик · g6 чорний хрестик · b5 чорний хрестик · g5 чорний хрестик · b4 чорний хрестик · g4 чорний хрестик · a3 чорний хрестик · b3 чорний хрестик · g3 чорний хрестик · h3 чорний хрестик · b2 чорний хрестик · c2 чорний хрестик · d2 чорний хрестик · e2 чорний хрестик · f2 чорний хрестик · g2 чорний хрестик | a7 чорний хрестик · b7 чорний хрестик · c7 чорний хрестик · d7 чорний хрестик · e7 чорний хрестик · f7 чорний хрестик · g7 чорний хрестик · h7 чорний хрестик · b6 чорний хрестик · c6 чорний хрестик · d6 чорний хрестик · e6 чорний хрестик · f6 чорний хрестик · g6 чорний хрестик · b5 чорний хрестик · g5 чорний хрестик · b4 чорний хрестик · g4 чорний хрестик · a3 чорний хрестик · b3 чорний хрестик · g3 чорний хрестик · h3 чорний хрестик · b2 чорний хрестик · c2 чорний хрестик · d2 чорний хрестик · e2 чорний хрестик · f2 чорний хрестик · g2 чорний хрестик | a7 чорний хрестик · b7 чорний хрестик · c7 чорний хрестик · d7 чорний хрестик · e7 чорний хрестик · f7 чорний хрестик · g7 чорний хрестик · h7 чорний хрестик · b6 чорний хрестик · c6 чорний хрестик · d6 чорний хрестик · e6 чорний хрестик · f6 чорний хрестик · g6 чорний хрестик · b5 чорний хрестик · g5 чорний хрестик · b4 чорний хрестик · g4 чорний хрестик · a3 чорний хрестик · b3 чорний хрестик · g3 чорний хрестик · h3 чорний хрестик · b2 чорний хрестик · c2 чорний хрестик · d2 чорний хрестик · e2 чорний хрестик · f2 чорний хрестик · g2 чорний хрестик | a7 чорний хрестик · b7 чорний хрестик · c7 чорний хрестик · d7 чорний хрестик · e7 чорний хрестик · f7 чорний хрестик · g7 чорний хрестик · h7 чорний хрестик · b6 чорний хрестик · c6 чорний хрестик · d6 чорний хрестик · e6 чорний хрестик · f6 чорний хрестик · g6 чорний хрестик · b5 чорний хрестик · g5 чорний хрестик · b4 чорний хрестик · g4 чорний хрестик · a3 чорний хрестик · b3 чорний хрестик · g3 чорний хрестик · h3 чорний хрестик · b2 чорний хрестик · c2 чорний хрестик · d2 чорний хрестик · e2 чорний хрестик · f2 чорний хрестик · g2 чорний хрестик | a7 чорний хрестик · b7 чорний хрестик · c7 чорний хрестик · d7 чорний хрестик · e7 чорний хрестик · f7 чорний хрестик · g7 чорний хрестик · h7 чорний хрестик · b6 чорний хрестик · c6 чорний хрестик · d6 чорний хрестик · e6 чорний хрестик · f6 чорний хрестик · g6 чорний хрестик · b5 чорний хрестик · g5 чорний хрестик · b4 чорний хрестик · g4 чорний хрестик · a3 чорний хрестик · b3 чорний хрестик · g3 чорний хрестик · h3 чорний хрестик · b2 чорний хрестик · c2 чорний хрестик · d2 чорний хрестик · e2 чорний хрестик · f2 чорний хрестик · g2 чорний хрестик | a7 чорний хрестик · b7 чорний хрестик · c7 чорний хрестик · d7 чорний хрестик · e7 чорний хрестик · f7 чорний хрестик · g7 чорний хрестик · h7 чорний хрестик · b6 чорний хрестик · c6 чорний хрестик · d6 чорний хрестик · e6 чорний хрестик · f6 чорний хрестик · g6 чорний хрестик · b5 чорний хрестик · g5 чорний хрестик · b4 чорний хрестик · g4 чорний хрестик · a3 чорний хрестик · b3 чорний хрестик · g3 чорний хрестик · h3 чорний хрестик · b2 чорний хрестик · c2 чорний хрестик · d2 чорний хрестик · e2 чорний хрестик · f2 чорний хрестик · g2 чорний хрестик | 7 |
| 6 | a7 чорний хрестик · b7 чорний хрестик · c7 чорний хрестик · d7 чорний хрестик · e7 чорний хрестик · f7 чорний хрестик · g7 чорний хрестик · h7 чорний хрестик · b6 чорний хрестик · c6 чорний хрестик · d6 чорний хрестик · e6 чорний хрестик · f6 чорний хрестик · g6 чорний хрестик · b5 чорний хрестик · g5 чорний хрестик · b4 чорний хрестик · g4 чорний хрестик · a3 чорний хрестик · b3 чорний хрестик · g3 чорний хрестик · h3 чорний хрестик · b2 чорний хрестик · c2 чорний хрестик · d2 чорний хрестик · e2 чорний хрестик · f2 чорний хрестик · g2 чорний хрестик | a7 чорний хрестик · b7 чорний хрестик · c7 чорний хрестик · d7 чорний хрестик · e7 чорний хрестик · f7 чорний хрестик · g7 чорний хрестик · h7 чорний хрестик · b6 чорний хрестик · c6 чорний хрестик · d6 чорний хрестик · e6 чорний хрестик · f6 чорний хрестик · g6 чорний хрестик · b5 чорний хрестик · g5 чорний хрестик · b4 чорний хрестик · g4 чорний хрестик · a3 чорний хрестик · b3 чорний хрестик · g3 чорний хрестик · h3 чорний хрестик · b2 чорний хрестик · c2 чорний хрестик · d2 чорний хрестик · e2 чорний хрестик · f2 чорний хрестик · g2 чорний хрестик | a7 чорний хрестик · b7 чорний хрестик · c7 чорний хрестик · d7 чорний хрестик · e7 чорний хрестик · f7 чорний хрестик · g7 чорний хрестик · h7 чорний хрестик · b6 чорний хрестик · c6 чорний хрестик · d6 чорний хрестик · e6 чорний хрестик · f6 чорний хрестик · g6 чорний хрестик · b5 чорний хрестик · g5 чорний хрестик · b4 чорний хрестик · g4 чорний хрестик · a3 чорний хрестик · b3 чорний хрестик · g3 чорний хрестик · h3 чорний хрестик · b2 чорний хрестик · c2 чорний хрестик · d2 чорний хрестик · e2 чорний хрестик · f2 чорний хрестик · g2 чорний хрестик | a7 чорний хрестик · b7 чорний хрестик · c7 чорний хрестик · d7 чорний хрестик · e7 чорний хрестик · f7 чорний хрестик · g7 чорний хрестик · h7 чорний хрестик · b6 чорний хрестик · c6 чорний хрестик · d6 чорний хрестик · e6 чорний хрестик · f6 чорний хрестик · g6 чорний хрестик · b5 чорний хрестик · g5 чорний хрестик · b4 чорний хрестик · g4 чорний хрестик · a3 чорний хрестик · b3 чорний хрестик · g3 чорний хрестик · h3 чорний хрестик · b2 чорний хрестик · c2 чорний хрестик · d2 чорний хрестик · e2 чорний хрестик · f2 чорний хрестик · g2 чорний хрестик | a7 чорний хрестик · b7 чорний хрестик · c7 чорний хрестик · d7 чорний хрестик · e7 чорний хрестик · f7 чорний хрестик · g7 чорний хрестик · h7 чорний хрестик · b6 чорний хрестик · c6 чорний хрестик · d6 чорний хрестик · e6 чорний хрестик · f6 чорний хрестик · g6 чорний хрестик · b5 чорний хрестик · g5 чорний хрестик · b4 чорний хрестик · g4 чорний хрестик · a3 чорний хрестик · b3 чорний хрестик · g3 чорний хрестик · h3 чорний хрестик · b2 чорний хрестик · c2 чорний хрестик · d2 чорний хрестик · e2 чорний хрестик · f2 чорний хрестик · g2 чорний хрестик | a7 чорний хрестик · b7 чорний хрестик · c7 чорний хрестик · d7 чорний хрестик · e7 чорний хрестик · f7 чорний хрестик · g7 чорний хрестик · h7 чорний хрестик · b6 чорний хрестик · c6 чорний хрестик · d6 чорний хрестик · e6 чорний хрестик · f6 чорний хрестик · g6 чорний хрестик · b5 чорний хрестик · g5 чорний хрестик · b4 чорний хрестик · g4 чорний хрестик · a3 чорний хрестик · b3 чорний хрестик · g3 чорний хрестик · h3 чорний хрестик · b2 чорний хрестик · c2 чорний хрестик · d2 чорний хрестик · e2 чорний хрестик · f2 чорний хрестик · g2 чорний хрестик | a7 чорний хрестик · b7 чорний хрестик · c7 чорний хрестик · d7 чорний хрестик · e7 чорний хрестик · f7 чорний хрестик · g7 чорний хрестик · h7 чорний хрестик · b6 чорний хрестик · c6 чорний хрестик · d6 чорний хрестик · e6 чорний хрестик · f6 чорний хрестик · g6 чорний хрестик · b5 чорний хрестик · g5 чорний хрестик · b4 чорний хрестик · g4 чорний хрестик · a3 чорний хрестик · b3 чорний хрестик · g3 чорний хрестик · h3 чорний хрестик · b2 чорний хрестик · c2 чорний хрестик · d2 чорний хрестик · e2 чорний хрестик · f2 чорний хрестик · g2 чорний хрестик | a7 чорний хрестик · b7 чорний хрестик · c7 чорний хрестик · d7 чорний хрестик · e7 чорний хрестик · f7 чорний хрестик · g7 чорний хрестик · h7 чорний хрестик · b6 чорний хрестик · c6 чорний хрестик · d6 чорний хрестик · e6 чорний хрестик · f6 чорний хрестик · g6 чорний хрестик · b5 чорний хрестик · g5 чорний хрестик · b4 чорний хрестик · g4 чорний хрестик · a3 чорний хрестик · b3 чорний хрестик · g3 чорний хрестик · h3 чорний хрестик · b2 чорний хрестик · c2 чорний хрестик · d2 чорний хрестик · e2 чорний хрестик · f2 чорний хрестик · g2 чорний хрестик | 6 |
| 5 | a7 чорний хрестик · b7 чорний хрестик · c7 чорний хрестик · d7 чорний хрестик · e7 чорний хрестик · f7 чорний хрестик · g7 чорний хрестик · h7 чорний хрестик · b6 чорний хрестик · c6 чорний хрестик · d6 чорний хрестик · e6 чорний хрестик · f6 чорний хрестик · g6 чорний хрестик · b5 чорний хрестик · g5 чорний хрестик · b4 чорний хрестик · g4 чорний хрестик · a3 чорний хрестик · b3 чорний хрестик · g3 чорний хрестик · h3 чорний хрестик · b2 чорний хрестик · c2 чорний хрестик · d2 чорний хрестик · e2 чорний хрестик · f2 чорний хрестик · g2 чорний хрестик | a7 чорний хрестик · b7 чорний хрестик · c7 чорний хрестик · d7 чорний хрестик · e7 чорний хрестик · f7 чорний хрестик · g7 чорний хрестик · h7 чорний хрестик · b6 чорний хрестик · c6 чорний хрестик · d6 чорний хрестик · e6 чорний хрестик · f6 чорний хрестик · g6 чорний хрестик · b5 чорний хрестик · g5 чорний хрестик · b4 чорний хрестик · g4 чорний хрестик · a3 чорний хрестик · b3 чорний хрестик · g3 чорний хрестик · h3 чорний хрестик · b2 чорний хрестик · c2 чорний хрестик · d2 чорний хрестик · e2 чорний хрестик · f2 чорний хрестик · g2 чорний хрестик | a7 чорний хрестик · b7 чорний хрестик · c7 чорний хрестик · d7 чорний хрестик · e7 чорний хрестик · f7 чорний хрестик · g7 чорний хрестик · h7 чорний хрестик · b6 чорний хрестик · c6 чорний хрестик · d6 чорний хрестик · e6 чорний хрестик · f6 чорний хрестик · g6 чорний хрестик · b5 чорний хрестик · g5 чорний хрестик · b4 чорний хрестик · g4 чорний хрестик · a3 чорний хрестик · b3 чорний хрестик · g3 чорний хрестик · h3 чорний хрестик · b2 чорний хрестик · c2 чорний хрестик · d2 чорний хрестик · e2 чорний хрестик · f2 чорний хрестик · g2 чорний хрестик | a7 чорний хрестик · b7 чорний хрестик · c7 чорний хрестик · d7 чорний хрестик · e7 чорний хрестик · f7 чорний хрестик · g7 чорний хрестик · h7 чорний хрестик · b6 чорний хрестик · c6 чорний хрестик · d6 чорний хрестик · e6 чорний хрестик · f6 чорний хрестик · g6 чорний хрестик · b5 чорний хрестик · g5 чорний хрестик · b4 чорний хрестик · g4 чорний хрестик · a3 чорний хрестик · b3 чорний хрестик · g3 чорний хрестик · h3 чорний хрестик · b2 чорний хрестик · c2 чорний хрестик · d2 чорний хрестик · e2 чорний хрестик · f2 чорний хрестик · g2 чорний хрестик | a7 чорний хрестик · b7 чорний хрестик · c7 чорний хрестик · d7 чорний хрестик · e7 чорний хрестик · f7 чорний хрестик · g7 чорний хрестик · h7 чорний хрестик · b6 чорний хрестик · c6 чорний хрестик · d6 чорний хрестик · e6 чорний хрестик · f6 чорний хрестик · g6 чорний хрестик · b5 чорний хрестик · g5 чорний хрестик · b4 чорний хрестик · g4 чорний хрестик · a3 чорний хрестик · b3 чорний хрестик · g3 чорний хрестик · h3 чорний хрестик · b2 чорний хрестик · c2 чорний хрестик · d2 чорний хрестик · e2 чорний хрестик · f2 чорний хрестик · g2 чорний хрестик | a7 чорний хрестик · b7 чорний хрестик · c7 чорний хрестик · d7 чорний хрестик · e7 чорний хрестик · f7 чорний хрестик · g7 чорний хрестик · h7 чорний хрестик · b6 чорний хрестик · c6 чорний хрестик · d6 чорний хрестик · e6 чорний хрестик · f6 чорний хрестик · g6 чорний хрестик · b5 чорний хрестик · g5 чорний хрестик · b4 чорний хрестик · g4 чорний хрестик · a3 чорний хрестик · b3 чорний хрестик · g3 чорний хрестик · h3 чорний хрестик · b2 чорний хрестик · c2 чорний хрестик · d2 чорний хрестик · e2 чорний хрестик · f2 чорний хрестик · g2 чорний хрестик | a7 чорний хрестик · b7 чорний хрестик · c7 чорний хрестик · d7 чорний хрестик · e7 чорний хрестик · f7 чорний хрестик · g7 чорний хрестик · h7 чорний хрестик · b6 чорний хрестик · c6 чорний хрестик · d6 чорний хрестик · e6 чорний хрестик · f6 чорний хрестик · g6 чорний хрестик · b5 чорний хрестик · g5 чорний хрестик · b4 чорний хрестик · g4 чорний хрестик · a3 чорний хрестик · b3 чорний хрестик · g3 чорний хрестик · h3 чорний хрестик · b2 чорний хрестик · c2 чорний хрестик · d2 чорний хрестик · e2 чорний хрестик · f2 чорний хрестик · g2 чорний хрестик | a7 чорний хрестик · b7 чорний хрестик · c7 чорний хрестик · d7 чорний хрестик · e7 чорний хрестик · f7 чорний хрестик · g7 чорний хрестик · h7 чорний хрестик · b6 чорний хрестик · c6 чорний хрестик · d6 чорний хрестик · e6 чорний хрестик · f6 чорний хрестик · g6 чорний хрестик · b5 чорний хрестик · g5 чорний хрестик · b4 чорний хрестик · g4 чорний хрестик · a3 чорний хрестик · b3 чорний хрестик · g3 чорний хрестик · h3 чорний хрестик · b2 чорний хрестик · c2 чорний хрестик · d2 чорний хрестик · e2 чорний хрестик · f2 чорний хрестик · g2 чорний хрестик | 5 |
| 4 | a7 чорний хрестик · b7 чорний хрестик · c7 чорний хрестик · d7 чорний хрестик · e7 чорний хрестик · f7 чорний хрестик · g7 чорний хрестик · h7 чорний хрестик · b6 чорний хрестик · c6 чорний хрестик · d6 чорний хрестик · e6 чорний хрестик · f6 чорний хрестик · g6 чорний хрестик · b5 чорний хрестик · g5 чорний хрестик · b4 чорний хрестик · g4 чорний хрестик · a3 чорний хрестик · b3 чорний хрестик · g3 чорний хрестик · h3 чорний хрестик · b2 чорний хрестик · c2 чорний хрестик · d2 чорний хрестик · e2 чорний хрестик · f2 чорний хрестик · g2 чорний хрестик | a7 чорний хрестик · b7 чорний хрестик · c7 чорний хрестик · d7 чорний хрестик · e7 чорний хрестик · f7 чорний хрестик · g7 чорний хрестик · h7 чорний хрестик · b6 чорний хрестик · c6 чорний хрестик · d6 чорний хрестик · e6 чорний хрестик · f6 чорний хрестик · g6 чорний хрестик · b5 чорний хрестик · g5 чорний хрестик · b4 чорний хрестик · g4 чорний хрестик · a3 чорний хрестик · b3 чорний хрестик · g3 чорний хрестик · h3 чорний хрестик · b2 чорний хрестик · c2 чорний хрестик · d2 чорний хрестик · e2 чорний хрестик · f2 чорний хрестик · g2 чорний хрестик | a7 чорний хрестик · b7 чорний хрестик · c7 чорний хрестик · d7 чорний хрестик · e7 чорний хрестик · f7 чорний хрестик · g7 чорний хрестик · h7 чорний хрестик · b6 чорний хрестик · c6 чорний хрестик · d6 чорний хрестик · e6 чорний хрестик · f6 чорний хрестик · g6 чорний хрестик · b5 чорний хрестик · g5 чорний хрестик · b4 чорний хрестик · g4 чорний хрестик · a3 чорний хрестик · b3 чорний хрестик · g3 чорний хрестик · h3 чорний хрестик · b2 чорний хрестик · c2 чорний хрестик · d2 чорний хрестик · e2 чорний хрестик · f2 чорний хрестик · g2 чорний хрестик | a7 чорний хрестик · b7 чорний хрестик · c7 чорний хрестик · d7 чорний хрестик · e7 чорний хрестик · f7 чорний хрестик · g7 чорний хрестик · h7 чорний хрестик · b6 чорний хрестик · c6 чорний хрестик · d6 чорний хрестик · e6 чорний хрестик · f6 чорний хрестик · g6 чорний хрестик · b5 чорний хрестик · g5 чорний хрестик · b4 чорний хрестик · g4 чорний хрестик · a3 чорний хрестик · b3 чорний хрестик · g3 чорний хрестик · h3 чорний хрестик · b2 чорний хрестик · c2 чорний хрестик · d2 чорний хрестик · e2 чорний хрестик · f2 чорний хрестик · g2 чорний хрестик | a7 чорний хрестик · b7 чорний хрестик · c7 чорний хрестик · d7 чорний хрестик · e7 чорний хрестик · f7 чорний хрестик · g7 чорний хрестик · h7 чорний хрестик · b6 чорний хрестик · c6 чорний хрестик · d6 чорний хрестик · e6 чорний хрестик · f6 чорний хрестик · g6 чорний хрестик · b5 чорний хрестик · g5 чорний хрестик · b4 чорний хрестик · g4 чорний хрестик · a3 чорний хрестик · b3 чорний хрестик · g3 чорний хрестик · h3 чорний хрестик · b2 чорний хрестик · c2 чорний хрестик · d2 чорний хрестик · e2 чорний хрестик · f2 чорний хрестик · g2 чорний хрестик | a7 чорний хрестик · b7 чорний хрестик · c7 чорний хрестик · d7 чорний хрестик · e7 чорний хрестик · f7 чорний хрестик · g7 чорний хрестик · h7 чорний хрестик · b6 чорний хрестик · c6 чорний хрестик · d6 чорний хрестик · e6 чорний хрестик · f6 чорний хрестик · g6 чорний хрестик · b5 чорний хрестик · g5 чорний хрестик · b4 чорний хрестик · g4 чорний хрестик · a3 чорний хрестик · b3 чорний хрестик · g3 чорний хрестик · h3 чорний хрестик · b2 чорний хрестик · c2 чорний хрестик · d2 чорний хрестик · e2 чорний хрестик · f2 чорний хрестик · g2 чорний хрестик | a7 чорний хрестик · b7 чорний хрестик · c7 чорний хрестик · d7 чорний хрестик · e7 чорний хрестик · f7 чорний хрестик · g7 чорний хрестик · h7 чорний хрестик · b6 чорний хрестик · c6 чорний хрестик · d6 чорний хрестик · e6 чорний хрестик · f6 чорний хрестик · g6 чорний хрестик · b5 чорний хрестик · g5 чорний хрестик · b4 чорний хрестик · g4 чорний хрестик · a3 чорний хрестик · b3 чорний хрестик · g3 чорний хрестик · h3 чорний хрестик · b2 чорний хрестик · c2 чорний хрестик · d2 чорний хрестик · e2 чорний хрестик · f2 чорний хрестик · g2 чорний хрестик | a7 чорний хрестик · b7 чорний хрестик · c7 чорний хрестик · d7 чорний хрестик · e7 чорний хрестик · f7 чорний хрестик · g7 чорний хрестик · h7 чорний хрестик · b6 чорний хрестик · c6 чорний хрестик · d6 чорний хрестик · e6 чорний хрестик · f6 чорний хрестик · g6 чорний хрестик · b5 чорний хрестик · g5 чорний хрестик · b4 чорний хрестик · g4 чорний хрестик · a3 чорний хрестик · b3 чорний хрестик · g3 чорний хрестик · h3 чорний хрестик · b2 чорний хрестик · c2 чорний хрестик · d2 чорний хрестик · e2 чорний хрестик · f2 чорний хрестик · g2 чорний хрестик | 4 |
| 3 | a7 чорний хрестик · b7 чорний хрестик · c7 чорний хрестик · d7 чорний хрестик · e7 чорний хрестик · f7 чорний хрестик · g7 чорний хрестик · h7 чорний хрестик · b6 чорний хрестик · c6 чорний хрестик · d6 чорний хрестик · e6 чорний хрестик · f6 чорний хрестик · g6 чорний хрестик · b5 чорний хрестик · g5 чорний хрестик · b4 чорний хрестик · g4 чорний хрестик · a3 чорний хрестик · b3 чорний хрестик · g3 чорний хрестик · h3 чорний хрестик · b2 чорний хрестик · c2 чорний хрестик · d2 чорний хрестик · e2 чорний хрестик · f2 чорний хрестик · g2 чорний хрестик | a7 чорний хрестик · b7 чорний хрестик · c7 чорний хрестик · d7 чорний хрестик · e7 чорний хрестик · f7 чорний хрестик · g7 чорний хрестик · h7 чорний хрестик · b6 чорний хрестик · c6 чорний хрестик · d6 чорний хрестик · e6 чорний хрестик · f6 чорний хрестик · g6 чорний хрестик · b5 чорний хрестик · g5 чорний хрестик · b4 чорний хрестик · g4 чорний хрестик · a3 чорний хрестик · b3 чорний хрестик · g3 чорний хрестик · h3 чорний хрестик · b2 чорний хрестик · c2 чорний хрестик · d2 чорний хрестик · e2 чорний хрестик · f2 чорний хрестик · g2 чорний хрестик | a7 чорний хрестик · b7 чорний хрестик · c7 чорний хрестик · d7 чорний хрестик · e7 чорний хрестик · f7 чорний хрестик · g7 чорний хрестик · h7 чорний хрестик · b6 чорний хрестик · c6 чорний хрестик · d6 чорний хрестик · e6 чорний хрестик · f6 чорний хрестик · g6 чорний хрестик · b5 чорний хрестик · g5 чорний хрестик · b4 чорний хрестик · g4 чорний хрестик · a3 чорний хрестик · b3 чорний хрестик · g3 чорний хрестик · h3 чорний хрестик · b2 чорний хрестик · c2 чорний хрестик · d2 чорний хрестик · e2 чорний хрестик · f2 чорний хрестик · g2 чорний хрестик | a7 чорний хрестик · b7 чорний хрестик · c7 чорний хрестик · d7 чорний хрестик · e7 чорний хрестик · f7 чорний хрестик · g7 чорний хрестик · h7 чорний хрестик · b6 чорний хрестик · c6 чорний хрестик · d6 чорний хрестик · e6 чорний хрестик · f6 чорний хрестик · g6 чорний хрестик · b5 чорний хрестик · g5 чорний хрестик · b4 чорний хрестик · g4 чорний хрестик · a3 чорний хрестик · b3 чорний хрестик · g3 чорний хрестик · h3 чорний хрестик · b2 чорний хрестик · c2 чорний хрестик · d2 чорний хрестик · e2 чорний хрестик · f2 чорний хрестик · g2 чорний хрестик | a7 чорний хрестик · b7 чорний хрестик · c7 чорний хрестик · d7 чорний хрестик · e7 чорний хрестик · f7 чорний хрестик · g7 чорний хрестик · h7 чорний хрестик · b6 чорний хрестик · c6 чорний хрестик · d6 чорний хрестик · e6 чорний хрестик · f6 чорний хрестик · g6 чорний хрестик · b5 чорний хрестик · g5 чорний хрестик · b4 чорний хрестик · g4 чорний хрестик · a3 чорний хрестик · b3 чорний хрестик · g3 чорний хрестик · h3 чорний хрестик · b2 чорний хрестик · c2 чорний хрестик · d2 чорний хрестик · e2 чорний хрестик · f2 чорний хрестик · g2 чорний хрестик | a7 чорний хрестик · b7 чорний хрестик · c7 чорний хрестик · d7 чорний хрестик · e7 чорний хрестик · f7 чорний хрестик · g7 чорний хрестик · h7 чорний хрестик · b6 чорний хрестик · c6 чорний хрестик · d6 чорний хрестик · e6 чорний хрестик · f6 чорний хрестик · g6 чорний хрестик · b5 чорний хрестик · g5 чорний хрестик · b4 чорний хрестик · g4 чорний хрестик · a3 чорний хрестик · b3 чорний хрестик · g3 чорний хрестик · h3 чорний хрестик · b2 чорний хрестик · c2 чорний хрестик · d2 чорний хрестик · e2 чорний хрестик · f2 чорний хрестик · g2 чорний хрестик | a7 чорний хрестик · b7 чорний хрестик · c7 чорний хрестик · d7 чорний хрестик · e7 чорний хрестик · f7 чорний хрестик · g7 чорний хрестик · h7 чорний хрестик · b6 чорний хрестик · c6 чорний хрестик · d6 чорний хрестик · e6 чорний хрестик · f6 чорний хрестик · g6 чорний хрестик · b5 чорний хрестик · g5 чорний хрестик · b4 чорний хрестик · g4 чорний хрестик · a3 чорний хрестик · b3 чорний хрестик · g3 чорний хрестик · h3 чорний хрестик · b2 чорний хрестик · c2 чорний хрестик · d2 чорний хрестик · e2 чорний хрестик · f2 чорний хрестик · g2 чорний хрестик | a7 чорний хрестик · b7 чорний хрестик · c7 чорний хрестик · d7 чорний хрестик · e7 чорний хрестик · f7 чорний хрестик · g7 чорний хрестик · h7 чорний хрестик · b6 чорний хрестик · c6 чорний хрестик · d6 чорний хрестик · e6 чорний хрестик · f6 чорний хрестик · g6 чорний хрестик · b5 чорний хрестик · g5 чорний хрестик · b4 чорний хрестик · g4 чорний хрестик · a3 чорний хрестик · b3 чорний хрестик · g3 чорний хрестик · h3 чорний хрестик · b2 чорний хрестик · c2 чорний хрестик · d2 чорний хрестик · e2 чорний хрестик · f2 чорний хрестик · g2 чорний хрестик | 3 |
| 2 | a7 чорний хрестик · b7 чорний хрестик · c7 чорний хрестик · d7 чорний хрестик · e7 чорний хрестик · f7 чорний хрестик · g7 чорний хрестик · h7 чорний хрестик · b6 чорний хрестик · c6 чорний хрестик · d6 чорний хрестик · e6 чорний хрестик · f6 чорний хрестик · g6 чорний хрестик · b5 чорний хрестик · g5 чорний хрестик · b4 чорний хрестик · g4 чорний хрестик · a3 чорний хрестик · b3 чорний хрестик · g3 чорний хрестик · h3 чорний хрестик · b2 чорний хрестик · c2 чорний хрестик · d2 чорний хрестик · e2 чорний хрестик · f2 чорний хрестик · g2 чорний хрестик | a7 чорний хрестик · b7 чорний хрестик · c7 чорний хрестик · d7 чорний хрестик · e7 чорний хрестик · f7 чорний хрестик · g7 чорний хрестик · h7 чорний хрестик · b6 чорний хрестик · c6 чорний хрестик · d6 чорний хрестик · e6 чорний хрестик · f6 чорний хрестик · g6 чорний хрестик · b5 чорний хрестик · g5 чорний хрестик · b4 чорний хрестик · g4 чорний хрестик · a3 чорний хрестик · b3 чорний хрестик · g3 чорний хрестик · h3 чорний хрестик · b2 чорний хрестик · c2 чорний хрестик · d2 чорний хрестик · e2 чорний хрестик · f2 чорний хрестик · g2 чорний хрестик | a7 чорний хрестик · b7 чорний хрестик · c7 чорний хрестик · d7 чорний хрестик · e7 чорний хрестик · f7 чорний хрестик · g7 чорний хрестик · h7 чорний хрестик · b6 чорний хрестик · c6 чорний хрестик · d6 чорний хрестик · e6 чорний хрестик · f6 чорний хрестик · g6 чорний хрестик · b5 чорний хрестик · g5 чорний хрестик · b4 чорний хрестик · g4 чорний хрестик · a3 чорний хрестик · b3 чорний хрестик · g3 чорний хрестик · h3 чорний хрестик · b2 чорний хрестик · c2 чорний хрестик · d2 чорний хрестик · e2 чорний хрестик · f2 чорний хрестик · g2 чорний хрестик | a7 чорний хрестик · b7 чорний хрестик · c7 чорний хрестик · d7 чорний хрестик · e7 чорний хрестик · f7 чорний хрестик · g7 чорний хрестик · h7 чорний хрестик · b6 чорний хрестик · c6 чорний хрестик · d6 чорний хрестик · e6 чорний хрестик · f6 чорний хрестик · g6 чорний хрестик · b5 чорний хрестик · g5 чорний хрестик · b4 чорний хрестик · g4 чорний хрестик · a3 чорний хрестик · b3 чорний хрестик · g3 чорний хрестик · h3 чорний хрестик · b2 чорний хрестик · c2 чорний хрестик · d2 чорний хрестик · e2 чорний хрестик · f2 чорний хрестик · g2 чорний хрестик | a7 чорний хрестик · b7 чорний хрестик · c7 чорний хрестик · d7 чорний хрестик · e7 чорний хрестик · f7 чорний хрестик · g7 чорний хрестик · h7 чорний хрестик · b6 чорний хрестик · c6 чорний хрестик · d6 чорний хрестик · e6 чорний хрестик · f6 чорний хрестик · g6 чорний хрестик · b5 чорний хрестик · g5 чорний хрестик · b4 чорний хрестик · g4 чорний хрестик · a3 чорний хрестик · b3 чорний хрестик · g3 чорний хрестик · h3 чорний хрестик · b2 чорний хрестик · c2 чорний хрестик · d2 чорний хрестик · e2 чорний хрестик · f2 чорний хрестик · g2 чорний хрестик | a7 чорний хрестик · b7 чорний хрестик · c7 чорний хрестик · d7 чорний хрестик · e7 чорний хрестик · f7 чорний хрестик · g7 чорний хрестик · h7 чорний хрестик · b6 чорний хрестик · c6 чорний хрестик · d6 чорний хрестик · e6 чорний хрестик · f6 чорний хрестик · g6 чорний хрестик · b5 чорний хрестик · g5 чорний хрестик · b4 чорний хрестик · g4 чорний хрестик · a3 чорний хрестик · b3 чорний хрестик · g3 чорний хрестик · h3 чорний хрестик · b2 чорний хрестик · c2 чорний хрестик · d2 чорний хрестик · e2 чорний хрестик · f2 чорний хрестик · g2 чорний хрестик | a7 чорний хрестик · b7 чорний хрестик · c7 чорний хрестик · d7 чорний хрестик · e7 чорний хрестик · f7 чорний хрестик · g7 чорний хрестик · h7 чорний хрестик · b6 чорний хрестик · c6 чорний хрестик · d6 чорний хрестик · e6 чорний хрестик · f6 чорний хрестик · g6 чорний хрестик · b5 чорний хрестик · g5 чорний хрестик · b4 чорний хрестик · g4 чорний хрестик · a3 чорний хрестик · b3 чорний хрестик · g3 чорний хрестик · h3 чорний хрестик · b2 чорний хрестик · c2 чорний хрестик · d2 чорний хрестик · e2 чорний хрестик · f2 чорний хрестик · g2 чорний хрестик | a7 чорний хрестик · b7 чорний хрестик · c7 чорний хрестик · d7 чорний хрестик · e7 чорний хрестик · f7 чорний хрестик · g7 чорний хрестик · h7 чорний хрестик · b6 чорний хрестик · c6 чорний хрестик · d6 чорний хрестик · e6 чорний хрестик · f6 чорний хрестик · g6 чорний хрестик · b5 чорний хрестик · g5 чорний хрестик · b4 чорний хрестик · g4 чорний хрестик · a3 чорний хрестик · b3 чорний хрестик · g3 чорний хрестик · h3 чорний хрестик · b2 чорний хрестик · c2 чорний хрестик · d2 чорний хрестик · e2 чорний хрестик · f2 чорний хрестик · g2 чорний хрестик | 2 |
| 1 | a7 чорний хрестик · b7 чорний хрестик · c7 чорний хрестик · d7 чорний хрестик · e7 чорний хрестик · f7 чорний хрестик · g7 чорний хрестик · h7 чорний хрестик · b6 чорний хрестик · c6 чорний хрестик · d6 чорний хрестик · e6 чорний хрестик · f6 чорний хрестик · g6 чорний хрестик · b5 чорний хрестик · g5 чорний хрестик · b4 чорний хрестик · g4 чорний хрестик · a3 чорний хрестик · b3 чорний хрестик · g3 чорний хрестик · h3 чорний хрестик · b2 чорний хрестик · c2 чорний хрестик · d2 чорний хрестик · e2 чорний хрестик · f2 чорний хрестик · g2 чорний хрестик | a7 чорний хрестик · b7 чорний хрестик · c7 чорний хрестик · d7 чорний хрестик · e7 чорний хрестик · f7 чорний хрестик · g7 чорний хрестик · h7 чорний хрестик · b6 чорний хрестик · c6 чорний хрестик · d6 чорний хрестик · e6 чорний хрестик · f6 чорний хрестик · g6 чорний хрестик · b5 чорний хрестик · g5 чорний хрестик · b4 чорний хрестик · g4 чорний хрестик · a3 чорний хрестик · b3 чорний хрестик · g3 чорний хрестик · h3 чорний хрестик · b2 чорний хрестик · c2 чорний хрестик · d2 чорний хрестик · e2 чорний хрестик · f2 чорний хрестик · g2 чорний хрестик | a7 чорний хрестик · b7 чорний хрестик · c7 чорний хрестик · d7 чорний хрестик · e7 чорний хрестик · f7 чорний хрестик · g7 чорний хрестик · h7 чорний хрестик · b6 чорний хрестик · c6 чорний хрестик · d6 чорний хрестик · e6 чорний хрестик · f6 чорний хрестик · g6 чорний хрестик · b5 чорний хрестик · g5 чорний хрестик · b4 чорний хрестик · g4 чорний хрестик · a3 чорний хрестик · b3 чорний хрестик · g3 чорний хрестик · h3 чорний хрестик · b2 чорний хрестик · c2 чорний хрестик · d2 чорний хрестик · e2 чорний хрестик · f2 чорний хрестик · g2 чорний хрестик | a7 чорний хрестик · b7 чорний хрестик · c7 чорний хрестик · d7 чорний хрестик · e7 чорний хрестик · f7 чорний хрестик · g7 чорний хрестик · h7 чорний хрестик · b6 чорний хрестик · c6 чорний хрестик · d6 чорний хрестик · e6 чорний хрестик · f6 чорний хрестик · g6 чорний хрестик · b5 чорний хрестик · g5 чорний хрестик · b4 чорний хрестик · g4 чорний хрестик · a3 чорний хрестик · b3 чорний хрестик · g3 чорний хрестик · h3 чорний хрестик · b2 чорний хрестик · c2 чорний хрестик · d2 чорний хрестик · e2 чорний хрестик · f2 чорний хрестик · g2 чорний хрестик | a7 чорний хрестик · b7 чорний хрестик · c7 чорний хрестик · d7 чорний хрестик · e7 чорний хрестик · f7 чорний хрестик · g7 чорний хрестик · h7 чорний хрестик · b6 чорний хрестик · c6 чорний хрестик · d6 чорний хрестик · e6 чорний хрестик · f6 чорний хрестик · g6 чорний хрестик · b5 чорний хрестик · g5 чорний хрестик · b4 чорний хрестик · g4 чорний хрестик · a3 чорний хрестик · b3 чорний хрестик · g3 чорний хрестик · h3 чорний хрестик · b2 чорний хрестик · c2 чорний хрестик · d2 чорний хрестик · e2 чорний хрестик · f2 чорний хрестик · g2 чорний хрестик | a7 чорний хрестик · b7 чорний хрестик · c7 чорний хрестик · d7 чорний хрестик · e7 чорний хрестик · f7 чорний хрестик · g7 чорний хрестик · h7 чорний хрестик · b6 чорний хрестик · c6 чорний хрестик · d6 чорний хрестик · e6 чорний хрестик · f6 чорний хрестик · g6 чорний хрестик · b5 чорний хрестик · g5 чорний хрестик · b4 чорний хрестик · g4 чорний хрестик · a3 чорний хрестик · b3 чорний хрестик · g3 чорний хрестик · h3 чорний хрестик · b2 чорний хрестик · c2 чорний хрестик · d2 чорний хрестик · e2 чорний хрестик · f2 чорний хрестик · g2 чорний хрестик | a7 чорний хрестик · b7 чорний хрестик · c7 чорний хрестик · d7 чорний хрестик · e7 чорний хрестик · f7 чорний хрестик · g7 чорний хрестик · h7 чорний хрестик · b6 чорний хрестик · c6 чорний хрестик · d6 чорний хрестик · e6 чорний хрестик · f6 чорний хрестик · g6 чорний хрестик · b5 чорний хрестик · g5 чорний хрестик · b4 чорний хрестик · g4 чорний хрестик · a3 чорний хрестик · b3 чорний хрестик · g3 чорний хрестик · h3 чорний хрестик · b2 чорний хрестик · c2 чорний хрестик · d2 чорний хрестик · e2 чорний хрестик · f2 чорний хрестик · g2 чорний хрестик | a7 чорний хрестик · b7 чорний хрестик · c7 чорний хрестик · d7 чорний хрестик · e7 чорний хрестик · f7 чорний хрестик · g7 чорний хрестик · h7 чорний хрестик · b6 чорний хрестик · c6 чорний хрестик · d6 чорний хрестик · e6 чорний хрестик · f6 чорний хрестик · g6 чорний хрестик · b5 чорний хрестик · g5 чорний хрестик · b4 чорний хрестик · g4 чорний хрестик · a3 чорний хрестик · b3 чорний хрестик · g3 чорний хрестик · h3 чорний хрестик · b2 чорний хрестик · c2 чорний хрестик · d2 чорний хрестик · e2 чорний хрестик · f2 чорний хрестик · g2 чорний хрестик | 1 |
|   | a | b | c | d | e | f | g | h |   |

Позиції, коли король і тура сторони, що захищається, розташовані поблизу пішака, є нічийними якщо: (див. діаграму)
- пішак перебуває на вертикалях c, d, e, або f і другій, шостій, або сьомій горизонталях
- пішак розташований на будь-якій клітині по вертикалях b або g
- пішак перебуває на вертикалях a або h і на третій або сьомій горизонталях.

В інших випадках ферзь виграє .

### Приклад з гри
|   | a                                                                                     | b                                                                                     | c                                                                                     | d                                                                                     | e                                                                                     | f                                                                                     | g                                                                                     | h                                                                                     |   |
| 8 | h8 білий ферзь · c7 чорна тура · e6 білий король · b5 чорний пішак · b3 чорний король | h8 білий ферзь · c7 чорна тура · e6 білий король · b5 чорний пішак · b3 чорний король | h8 білий ферзь · c7 чорна тура · e6 білий король · b5 чорний пішак · b3 чорний король | h8 білий ферзь · c7 чорна тура · e6 білий король · b5 чорний пішак · b3 чорний король | h8 білий ферзь · c7 чорна тура · e6 білий король · b5 чорний пішак · b3 чорний король | h8 білий ферзь · c7 чорна тура · e6 білий король · b5 чорний пішак · b3 чорний король | h8 білий ферзь · c7 чорна тура · e6 білий король · b5 чорний пішак · b3 чорний король | h8 білий ферзь · c7 чорна тура · e6 білий король · b5 чорний пішак · b3 чорний король | 8 |
| 7 | h8 білий ферзь · c7 чорна тура · e6 білий король · b5 чорний пішак · b3 чорний король | h8 білий ферзь · c7 чорна тура · e6 білий король · b5 чорний пішак · b3 чорний король | h8 білий ферзь · c7 чорна тура · e6 білий король · b5 чорний пішак · b3 чорний король | h8 білий ферзь · c7 чорна тура · e6 білий король · b5 чорний пішак · b3 чорний король | h8 білий ферзь · c7 чорна тура · e6 білий король · b5 чорний пішак · b3 чорний король | h8 білий ферзь · c7 чорна тура · e6 білий король · b5 чорний пішак · b3 чорний король | h8 білий ферзь · c7 чорна тура · e6 білий король · b5 чорний пішак · b3 чорний король | h8 білий ферзь · c7 чорна тура · e6 білий король · b5 чорний пішак · b3 чорний король | 7 |
| 6 | h8 білий ферзь · c7 чорна тура · e6 білий король · b5 чорний пішак · b3 чорний король | h8 білий ферзь · c7 чорна тура · e6 білий король · b5 чорний пішак · b3 чорний король | h8 білий ферзь · c7 чорна тура · e6 білий король · b5 чорний пішак · b3 чорний король | h8 білий ферзь · c7 чорна тура · e6 білий король · b5 чорний пішак · b3 чорний король | h8 білий ферзь · c7 чорна тура · e6 білий король · b5 чорний пішак · b3 чорний король | h8 білий ферзь · c7 чорна тура · e6 білий король · b5 чорний пішак · b3 чорний король | h8 білий ферзь · c7 чорна тура · e6 білий король · b5 чорний пішак · b3 чорний король | h8 білий ферзь · c7 чорна тура · e6 білий король · b5 чорний пішак · b3 чорний король | 6 |
| 5 | h8 білий ферзь · c7 чорна тура · e6 білий король · b5 чорний пішак · b3 чорний король | h8 білий ферзь · c7 чорна тура · e6 білий король · b5 чорний пішак · b3 чорний король | h8 білий ферзь · c7 чорна тура · e6 білий король · b5 чорний пішак · b3 чорний король | h8 білий ферзь · c7 чорна тура · e6 білий король · b5 чорний пішак · b3 чорний король | h8 білий ферзь · c7 чорна тура · e6 білий король · b5 чорний пішак · b3 чорний король | h8 білий ферзь · c7 чорна тура · e6 білий король · b5 чорний пішак · b3 чорний король | h8 білий ферзь · c7 чорна тура · e6 білий король · b5 чорний пішак · b3 чорний король | h8 білий ферзь · c7 чорна тура · e6 білий король · b5 чорний пішак · b3 чорний король | 5 |
| 4 | h8 білий ферзь · c7 чорна тура · e6 білий король · b5 чорний пішак · b3 чорний король | h8 білий ферзь · c7 чорна тура · e6 білий король · b5 чорний пішак · b3 чорний король | h8 білий ферзь · c7 чорна тура · e6 білий король · b5 чорний пішак · b3 чорний король | h8 білий ферзь · c7 чорна тура · e6 білий король · b5 чорний пішак · b3 чорний король | h8 білий ферзь · c7 чорна тура · e6 білий король · b5 чорний пішак · b3 чорний король | h8 білий ферзь · c7 чорна тура · e6 білий король · b5 чорний пішак · b3 чорний король | h8 білий ферзь · c7 чорна тура · e6 білий король · b5 чорний пішак · b3 чорний король | h8 білий ферзь · c7 чорна тура · e6 білий король · b5 чорний пішак · b3 чорний король | 4 |
| 3 | h8 білий ферзь · c7 чорна тура · e6 білий король · b5 чорний пішак · b3 чорний король | h8 білий ферзь · c7 чорна тура · e6 білий король · b5 чорний пішак · b3 чорний король | h8 білий ферзь · c7 чорна тура · e6 білий король · b5 чорний пішак · b3 чорний король | h8 білий ферзь · c7 чорна тура · e6 білий король · b5 чорний пішак · b3 чорний король | h8 білий ферзь · c7 чорна тура · e6 білий король · b5 чорний пішак · b3 чорний король | h8 білий ферзь · c7 чорна тура · e6 білий король · b5 чорний пішак · b3 чорний король | h8 білий ферзь · c7 чорна тура · e6 білий король · b5 чорний пішак · b3 чорний король | h8 білий ферзь · c7 чорна тура · e6 білий король · b5 чорний пішак · b3 чорний король | 3 |
| 2 | h8 білий ферзь · c7 чорна тура · e6 білий король · b5 чорний пішак · b3 чорний король | h8 білий ферзь · c7 чорна тура · e6 білий король · b5 чорний пішак · b3 чорний король | h8 білий ферзь · c7 чорна тура · e6 білий король · b5 чорний пішак · b3 чорний король | h8 білий ферзь · c7 чорна тура · e6 білий король · b5 чорний пішак · b3 чорний король | h8 білий ферзь · c7 чорна тура · e6 білий король · b5 чорний пішак · b3 чорний король | h8 білий ферзь · c7 чорна тура · e6 білий король · b5 чорний пішак · b3 чорний король | h8 білий ферзь · c7 чорна тура · e6 білий король · b5 чорний пішак · b3 чорний король | h8 білий ферзь · c7 чорна тура · e6 білий король · b5 чорний пішак · b3 чорний король | 2 |
| 1 | h8 білий ферзь · c7 чорна тура · e6 білий король · b5 чорний пішак · b3 чорний король | h8 білий ферзь · c7 чорна тура · e6 білий король · b5 чорний пішак · b3 чорний король | h8 білий ферзь · c7 чорна тура · e6 білий король · b5 чорний пішак · b3 чорний король | h8 білий ферзь · c7 чорна тура · e6 білий король · b5 чорний пішак · b3 чорний король | h8 білий ферзь · c7 чорна тура · e6 білий король · b5 чорний пішак · b3 чорний король | h8 білий ферзь · c7 чорна тура · e6 білий король · b5 чорний пішак · b3 чорний король | h8 білий ферзь · c7 чорна тура · e6 білий король · b5 чорний пішак · b3 чорний король | h8 білий ферзь · c7 чорна тура · e6 білий король · b5 чорний пішак · b3 чорний король | 1 |
|   | a                                                                                     | b                                                                                     | c                                                                                     | d                                                                                     | e                                                                                     | f                                                                                     | g                                                                                     | h                                                                                     |   |

В цій позиції, якщо хід чорних, вони можуть досягнути нічийної фортеці.  
1...b4
2. Kd6 Rc3
3. Kd7
тепер 3...Ka3 і декілька інших ходів досягають фортеці. Але в цій грі чорні помилково зіграли 3...Rd3? і програли .

## Слони протилежного кольору
|   | a | b | c | d | e | f | g | h |   |
| 8 | c7 чорний король · e6 білий слон · f6 чорний пішак · c5 чорний слон · e5 чорний пішак · g5 чорний пішак · e4 білий король · h4 чорний пішак · h3 білий пішак | c7 чорний король · e6 білий слон · f6 чорний пішак · c5 чорний слон · e5 чорний пішак · g5 чорний пішак · e4 білий король · h4 чорний пішак · h3 білий пішак | c7 чорний король · e6 білий слон · f6 чорний пішак · c5 чорний слон · e5 чорний пішак · g5 чорний пішак · e4 білий король · h4 чорний пішак · h3 білий пішак | c7 чорний король · e6 білий слон · f6 чорний пішак · c5 чорний слон · e5 чорний пішак · g5 чорний пішак · e4 білий король · h4 чорний пішак · h3 білий пішак | c7 чорний король · e6 білий слон · f6 чорний пішак · c5 чорний слон · e5 чорний пішак · g5 чорний пішак · e4 білий король · h4 чорний пішак · h3 білий пішак | c7 чорний король · e6 білий слон · f6 чорний пішак · c5 чорний слон · e5 чорний пішак · g5 чорний пішак · e4 білий король · h4 чорний пішак · h3 білий пішак | c7 чорний король · e6 білий слон · f6 чорний пішак · c5 чорний слон · e5 чорний пішак · g5 чорний пішак · e4 білий король · h4 чорний пішак · h3 білий пішак | c7 чорний король · e6 білий слон · f6 чорний пішак · c5 чорний слон · e5 чорний пішак · g5 чорний пішак · e4 білий король · h4 чорний пішак · h3 білий пішак | 8 |
| 7 | c7 чорний король · e6 білий слон · f6 чорний пішак · c5 чорний слон · e5 чорний пішак · g5 чорний пішак · e4 білий король · h4 чорний пішак · h3 білий пішак | c7 чорний король · e6 білий слон · f6 чорний пішак · c5 чорний слон · e5 чорний пішак · g5 чорний пішак · e4 білий король · h4 чорний пішак · h3 білий пішак | c7 чорний король · e6 білий слон · f6 чорний пішак · c5 чорний слон · e5 чорний пішак · g5 чорний пішак · e4 білий король · h4 чорний пішак · h3 білий пішак | c7 чорний король · e6 білий слон · f6 чорний пішак · c5 чорний слон · e5 чорний пішак · g5 чорний пішак · e4 білий король · h4 чорний пішак · h3 білий пішак | c7 чорний король · e6 білий слон · f6 чорний пішак · c5 чорний слон · e5 чорний пішак · g5 чорний пішак · e4 білий король · h4 чорний пішак · h3 білий пішак | c7 чорний король · e6 білий слон · f6 чорний пішак · c5 чорний слон · e5 чорний пішак · g5 чорний пішак · e4 білий король · h4 чорний пішак · h3 білий пішак | c7 чорний король · e6 білий слон · f6 чорний пішак · c5 чорний слон · e5 чорний пішак · g5 чорний пішак · e4 білий король · h4 чорний пішак · h3 білий пішак | c7 чорний король · e6 білий слон · f6 чорний пішак · c5 чорний слон · e5 чорний пішак · g5 чорний пішак · e4 білий король · h4 чорний пішак · h3 білий пішак | 7 |
| 6 | c7 чорний король · e6 білий слон · f6 чорний пішак · c5 чорний слон · e5 чорний пішак · g5 чорний пішак · e4 білий король · h4 чорний пішак · h3 білий пішак | c7 чорний король · e6 білий слон · f6 чорний пішак · c5 чорний слон · e5 чорний пішак · g5 чорний пішак · e4 білий король · h4 чорний пішак · h3 білий пішак | c7 чорний король · e6 білий слон · f6 чорний пішак · c5 чорний слон · e5 чорний пішак · g5 чорний пішак · e4 білий король · h4 чорний пішак · h3 білий пішак | c7 чорний король · e6 білий слон · f6 чорний пішак · c5 чорний слон · e5 чорний пішак · g5 чорний пішак · e4 білий король · h4 чорний пішак · h3 білий пішак | c7 чорний король · e6 білий слон · f6 чорний пішак · c5 чорний слон · e5 чорний пішак · g5 чорний пішак · e4 білий король · h4 чорний пішак · h3 білий пішак | c7 чорний король · e6 білий слон · f6 чорний пішак · c5 чорний слон · e5 чорний пішак · g5 чорний пішак · e4 білий король · h4 чорний пішак · h3 білий пішак | c7 чорний король · e6 білий слон · f6 чорний пішак · c5 чорний слон · e5 чорний пішак · g5 чорний пішак · e4 білий король · h4 чорний пішак · h3 білий пішак | c7 чорний король · e6 білий слон · f6 чорний пішак · c5 чорний слон · e5 чорний пішак · g5 чорний пішак · e4 білий король · h4 чорний пішак · h3 білий пішак | 6 |
| 5 | c7 чорний король · e6 білий слон · f6 чорний пішак · c5 чорний слон · e5 чорний пішак · g5 чорний пішак · e4 білий король · h4 чорний пішак · h3 білий пішак | c7 чорний король · e6 білий слон · f6 чорний пішак · c5 чорний слон · e5 чорний пішак · g5 чорний пішак · e4 білий король · h4 чорний пішак · h3 білий пішак | c7 чорний король · e6 білий слон · f6 чорний пішак · c5 чорний слон · e5 чорний пішак · g5 чорний пішак · e4 білий король · h4 чорний пішак · h3 білий пішак | c7 чорний король · e6 білий слон · f6 чорний пішак · c5 чорний слон · e5 чорний пішак · g5 чорний пішак · e4 білий король · h4 чорний пішак · h3 білий пішак | c7 чорний король · e6 білий слон · f6 чорний пішак · c5 чорний слон · e5 чорний пішак · g5 чорний пішак · e4 білий король · h4 чорний пішак · h3 білий пішак | c7 чорний король · e6 білий слон · f6 чорний пішак · c5 чорний слон · e5 чорний пішак · g5 чорний пішак · e4 білий король · h4 чорний пішак · h3 білий пішак | c7 чорний король · e6 білий слон · f6 чорний пішак · c5 чорний слон · e5 чорний пішак · g5 чорний пішак · e4 білий король · h4 чорний пішак · h3 білий пішак | c7 чорний король · e6 білий слон · f6 чорний пішак · c5 чорний слон · e5 чорний пішак · g5 чорний пішак · e4 білий король · h4 чорний пішак · h3 білий пішак | 5 |
| 4 | c7 чорний король · e6 білий слон · f6 чорний пішак · c5 чорний слон · e5 чорний пішак · g5 чорний пішак · e4 білий король · h4 чорний пішак · h3 білий пішак | c7 чорний король · e6 білий слон · f6 чорний пішак · c5 чорний слон · e5 чорний пішак · g5 чорний пішак · e4 білий король · h4 чорний пішак · h3 білий пішак | c7 чорний король · e6 білий слон · f6 чорний пішак · c5 чорний слон · e5 чорний пішак · g5 чорний пішак · e4 білий король · h4 чорний пішак · h3 білий пішак | c7 чорний король · e6 білий слон · f6 чорний пішак · c5 чорний слон · e5 чорний пішак · g5 чорний пішак · e4 білий король · h4 чорний пішак · h3 білий пішак | c7 чорний король · e6 білий слон · f6 чорний пішак · c5 чорний слон · e5 чорний пішак · g5 чорний пішак · e4 білий король · h4 чорний пішак · h3 білий пішак | c7 чорний король · e6 білий слон · f6 чорний пішак · c5 чорний слон · e5 чорний пішак · g5 чорний пішак · e4 білий король · h4 чорний пішак · h3 білий пішак | c7 чорний король · e6 білий слон · f6 чорний пішак · c5 чорний слон · e5 чорний пішак · g5 чорний пішак · e4 білий король · h4 чорний пішак · h3 білий пішак | c7 чорний король · e6 білий слон · f6 чорний пішак · c5 чорний слон · e5 чорний пішак · g5 чорний пішак · e4 білий король · h4 чорний пішак · h3 білий пішак | 4 |
| 3 | c7 чорний король · e6 білий слон · f6 чорний пішак · c5 чорний слон · e5 чорний пішак · g5 чорний пішак · e4 білий король · h4 чорний пішак · h3 білий пішак | c7 чорний король · e6 білий слон · f6 чорний пішак · c5 чорний слон · e5 чорний пішак · g5 чорний пішак · e4 білий король · h4 чорний пішак · h3 білий пішак | c7 чорний король · e6 білий слон · f6 чорний пішак · c5 чорний слон · e5 чорний пішак · g5 чорний пішак · e4 білий король · h4 чорний пішак · h3 білий пішак | c7 чорний король · e6 білий слон · f6 чорний пішак · c5 чорний слон · e5 чорний пішак · g5 чорний пішак · e4 білий король · h4 чорний пішак · h3 білий пішак | c7 чорний король · e6 білий слон · f6 чорний пішак · c5 чорний слон · e5 чорний пішак · g5 чорний пішак · e4 білий король · h4 чорний пішак · h3 білий пішак | c7 чорний король · e6 білий слон · f6 чорний пішак · c5 чорний слон · e5 чорний пішак · g5 чорний пішак · e4 білий король · h4 чорний пішак · h3 білий пішак | c7 чорний король · e6 білий слон · f6 чорний пішак · c5 чорний слон · e5 чорний пішак · g5 чорний пішак · e4 білий король · h4 чорний пішак · h3 білий пішак | c7 чорний король · e6 білий слон · f6 чорний пішак · c5 чорний слон · e5 чорний пішак · g5 чорний пішак · e4 білий король · h4 чорний пішак · h3 білий пішак | 3 |
| 2 | c7 чорний король · e6 білий слон · f6 чорний пішак · c5 чорний слон · e5 чорний пішак · g5 чорний пішак · e4 білий король · h4 чорний пішак · h3 білий пішак | c7 чорний король · e6 білий слон · f6 чорний пішак · c5 чорний слон · e5 чорний пішак · g5 чорний пішак · e4 білий король · h4 чорний пішак · h3 білий пішак | c7 чорний король · e6 білий слон · f6 чорний пішак · c5 чорний слон · e5 чорний пішак · g5 чорний пішак · e4 білий король · h4 чорний пішак · h3 білий пішак | c7 чорний король · e6 білий слон · f6 чорний пішак · c5 чорний слон · e5 чорний пішак · g5 чорний пішак · e4 білий король · h4 чорний пішак · h3 білий пішак | c7 чорний король · e6 білий слон · f6 чорний пішак · c5 чорний слон · e5 чорний пішак · g5 чорний пішак · e4 білий король · h4 чорний пішак · h3 білий пішак | c7 чорний король · e6 білий слон · f6 чорний пішак · c5 чорний слон · e5 чорний пішак · g5 чорний пішак · e4 білий король · h4 чорний пішак · h3 білий пішак | c7 чорний король · e6 білий слон · f6 чорний пішак · c5 чорний слон · e5 чорний пішак · g5 чорний пішак · e4 білий король · h4 чорний пішак · h3 білий пішак | c7 чорний король · e6 білий слон · f6 чорний пішак · c5 чорний слон · e5 чорний пішак · g5 чорний пішак · e4 білий король · h4 чорний пішак · h3 білий пішак | 2 |
| 1 | c7 чорний король · e6 білий слон · f6 чорний пішак · c5 чорний слон · e5 чорний пішак · g5 чорний пішак · e4 білий король · h4 чорний пішак · h3 білий пішак | c7 чорний король · e6 білий слон · f6 чорний пішак · c5 чорний слон · e5 чорний пішак · g5 чорний пішак · e4 білий король · h4 чорний пішак · h3 білий пішак | c7 чорний король · e6 білий слон · f6 чорний пішак · c5 чорний слон · e5 чорний пішак · g5 чорний пішак · e4 білий король · h4 чорний пішак · h3 білий пішак | c7 чорний король · e6 білий слон · f6 чорний пішак · c5 чорний слон · e5 чорний пішак · g5 чорний пішак · e4 білий король · h4 чорний пішак · h3 білий пішак | c7 чорний король · e6 білий слон · f6 чорний пішак · c5 чорний слон · e5 чорний пішак · g5 чорний пішак · e4 білий король · h4 чорний пішак · h3 білий пішак | c7 чорний король · e6 білий слон · f6 чорний пішак · c5 чорний слон · e5 чорний пішак · g5 чорний пішак · e4 білий король · h4 чорний пішак · h3 білий пішак | c7 чорний король · e6 білий слон · f6 чорний пішак · c5 чорний слон · e5 чорний пішак · g5 чорний пішак · e4 білий король · h4 чорний пішак · h3 білий пішак | c7 чорний король · e6 білий слон · f6 чорний пішак · c5 чорний слон · e5 чорний пішак · g5 чорний пішак · e4 білий король · h4 чорний пішак · h3 білий пішак | 1 |
|   | a | b | c | d | e | f | g | h |   |

В закінченнях зі слонами протилежного кольору, часто можливо досягнути фортеці, і таким чином утримати нічию, коли один з гравців має матеріальну перевагу в один, два, чи іноді навіть три пішаки. Типовим прикладом є позиція на діаграмі справа. Білі, хоча й поступаються трьома пішаками, досягли нічийної фортеці, оскільки чорні не можуть завадити білим контролювати чорні поля.  Білі просто тримають свого слона на діагоналі від h3 до c8 .

### Приклад з гри
|   | a | b | c | d | e | f | g | h |   |
| 8 | f7 чорний пішак · g7 білий король · e6 чорний король · g5 білий слон · f4 білий пішак · g4 чорний слон · h4 білий пішак · g3 білий пішак | f7 чорний пішак · g7 білий король · e6 чорний король · g5 білий слон · f4 білий пішак · g4 чорний слон · h4 білий пішак · g3 білий пішак | f7 чорний пішак · g7 білий король · e6 чорний король · g5 білий слон · f4 білий пішак · g4 чорний слон · h4 білий пішак · g3 білий пішак | f7 чорний пішак · g7 білий король · e6 чорний король · g5 білий слон · f4 білий пішак · g4 чорний слон · h4 білий пішак · g3 білий пішак | f7 чорний пішак · g7 білий король · e6 чорний король · g5 білий слон · f4 білий пішак · g4 чорний слон · h4 білий пішак · g3 білий пішак | f7 чорний пішак · g7 білий король · e6 чорний король · g5 білий слон · f4 білий пішак · g4 чорний слон · h4 білий пішак · g3 білий пішак | f7 чорний пішак · g7 білий король · e6 чорний король · g5 білий слон · f4 білий пішак · g4 чорний слон · h4 білий пішак · g3 білий пішак | f7 чорний пішак · g7 білий король · e6 чорний король · g5 білий слон · f4 білий пішак · g4 чорний слон · h4 білий пішак · g3 білий пішак | 8 |
| 7 | f7 чорний пішак · g7 білий король · e6 чорний король · g5 білий слон · f4 білий пішак · g4 чорний слон · h4 білий пішак · g3 білий пішак | f7 чорний пішак · g7 білий король · e6 чорний король · g5 білий слон · f4 білий пішак · g4 чорний слон · h4 білий пішак · g3 білий пішак | f7 чорний пішак · g7 білий король · e6 чорний король · g5 білий слон · f4 білий пішак · g4 чорний слон · h4 білий пішак · g3 білий пішак | f7 чорний пішак · g7 білий король · e6 чорний король · g5 білий слон · f4 білий пішак · g4 чорний слон · h4 білий пішак · g3 білий пішак | f7 чорний пішак · g7 білий король · e6 чорний король · g5 білий слон · f4 білий пішак · g4 чорний слон · h4 білий пішак · g3 білий пішак | f7 чорний пішак · g7 білий король · e6 чорний король · g5 білий слон · f4 білий пішак · g4 чорний слон · h4 білий пішак · g3 білий пішак | f7 чорний пішак · g7 білий король · e6 чорний король · g5 білий слон · f4 білий пішак · g4 чорний слон · h4 білий пішак · g3 білий пішак | f7 чорний пішак · g7 білий король · e6 чорний король · g5 білий слон · f4 білий пішак · g4 чорний слон · h4 білий пішак · g3 білий пішак | 7 |
| 6 | f7 чорний пішак · g7 білий король · e6 чорний король · g5 білий слон · f4 білий пішак · g4 чорний слон · h4 білий пішак · g3 білий пішак | f7 чорний пішак · g7 білий король · e6 чорний король · g5 білий слон · f4 білий пішак · g4 чорний слон · h4 білий пішак · g3 білий пішак | f7 чорний пішак · g7 білий король · e6 чорний король · g5 білий слон · f4 білий пішак · g4 чорний слон · h4 білий пішак · g3 білий пішак | f7 чорний пішак · g7 білий король · e6 чорний король · g5 білий слон · f4 білий пішак · g4 чорний слон · h4 білий пішак · g3 білий пішак | f7 чорний пішак · g7 білий король · e6 чорний король · g5 білий слон · f4 білий пішак · g4 чорний слон · h4 білий пішак · g3 білий пішак | f7 чорний пішак · g7 білий король · e6 чорний король · g5 білий слон · f4 білий пішак · g4 чорний слон · h4 білий пішак · g3 білий пішак | f7 чорний пішак · g7 білий король · e6 чорний король · g5 білий слон · f4 білий пішак · g4 чорний слон · h4 білий пішак · g3 білий пішак | f7 чорний пішак · g7 білий король · e6 чорний король · g5 білий слон · f4 білий пішак · g4 чорний слон · h4 білий пішак · g3 білий пішак | 6 |
| 5 | f7 чорний пішак · g7 білий король · e6 чорний король · g5 білий слон · f4 білий пішак · g4 чорний слон · h4 білий пішак · g3 білий пішак | f7 чорний пішак · g7 білий король · e6 чорний король · g5 білий слон · f4 білий пішак · g4 чорний слон · h4 білий пішак · g3 білий пішак | f7 чорний пішак · g7 білий король · e6 чорний король · g5 білий слон · f4 білий пішак · g4 чорний слон · h4 білий пішак · g3 білий пішак | f7 чорний пішак · g7 білий король · e6 чорний король · g5 білий слон · f4 білий пішак · g4 чорний слон · h4 білий пішак · g3 білий пішак | f7 чорний пішак · g7 білий король · e6 чорний король · g5 білий слон · f4 білий пішак · g4 чорний слон · h4 білий пішак · g3 білий пішак | f7 чорний пішак · g7 білий король · e6 чорний король · g5 білий слон · f4 білий пішак · g4 чорний слон · h4 білий пішак · g3 білий пішак | f7 чорний пішак · g7 білий король · e6 чорний король · g5 білий слон · f4 білий пішак · g4 чорний слон · h4 білий пішак · g3 білий пішак | f7 чорний пішак · g7 білий король · e6 чорний король · g5 білий слон · f4 білий пішак · g4 чорний слон · h4 білий пішак · g3 білий пішак | 5 |
| 4 | f7 чорний пішак · g7 білий король · e6 чорний король · g5 білий слон · f4 білий пішак · g4 чорний слон · h4 білий пішак · g3 білий пішак | f7 чорний пішак · g7 білий король · e6 чорний король · g5 білий слон · f4 білий пішак · g4 чорний слон · h4 білий пішак · g3 білий пішак | f7 чорний пішак · g7 білий король · e6 чорний король · g5 білий слон · f4 білий пішак · g4 чорний слон · h4 білий пішак · g3 білий пішак | f7 чорний пішак · g7 білий король · e6 чорний король · g5 білий слон · f4 білий пішак · g4 чорний слон · h4 білий пішак · g3 білий пішак | f7 чорний пішак · g7 білий король · e6 чорний король · g5 білий слон · f4 білий пішак · g4 чорний слон · h4 білий пішак · g3 білий пішак | f7 чорний пішак · g7 білий король · e6 чорний король · g5 білий слон · f4 білий пішак · g4 чорний слон · h4 білий пішак · g3 білий пішак | f7 чорний пішак · g7 білий король · e6 чорний король · g5 білий слон · f4 білий пішак · g4 чорний слон · h4 білий пішак · g3 білий пішак | f7 чорний пішак · g7 білий король · e6 чорний король · g5 білий слон · f4 білий пішак · g4 чорний слон · h4 білий пішак · g3 білий пішак | 4 |
| 3 | f7 чорний пішак · g7 білий король · e6 чорний король · g5 білий слон · f4 білий пішак · g4 чорний слон · h4 білий пішак · g3 білий пішак | f7 чорний пішак · g7 білий король · e6 чорний король · g5 білий слон · f4 білий пішак · g4 чорний слон · h4 білий пішак · g3 білий пішак | f7 чорний пішак · g7 білий король · e6 чорний король · g5 білий слон · f4 білий пішак · g4 чорний слон · h4 білий пішак · g3 білий пішак | f7 чорний пішак · g7 білий король · e6 чорний король · g5 білий слон · f4 білий пішак · g4 чорний слон · h4 білий пішак · g3 білий пішак | f7 чорний пішак · g7 білий король · e6 чорний король · g5 білий слон · f4 білий пішак · g4 чорний слон · h4 білий пішак · g3 білий пішак | f7 чорний пішак · g7 білий король · e6 чорний король · g5 білий слон · f4 білий пішак · g4 чорний слон · h4 білий пішак · g3 білий пішак | f7 чорний пішак · g7 білий король · e6 чорний король · g5 білий слон · f4 білий пішак · g4 чорний слон · h4 білий пішак · g3 білий пішак | f7 чорний пішак · g7 білий король · e6 чорний король · g5 білий слон · f4 білий пішак · g4 чорний слон · h4 білий пішак · g3 білий пішак | 3 |
| 2 | f7 чорний пішак · g7 білий король · e6 чорний король · g5 білий слон · f4 білий пішак · g4 чорний слон · h4 білий пішак · g3 білий пішак | f7 чорний пішак · g7 білий король · e6 чорний король · g5 білий слон · f4 білий пішак · g4 чорний слон · h4 білий пішак · g3 білий пішак | f7 чорний пішак · g7 білий король · e6 чорний король · g5 білий слон · f4 білий пішак · g4 чорний слон · h4 білий пішак · g3 білий пішак | f7 чорний пішак · g7 білий король · e6 чорний король · g5 білий слон · f4 білий пішак · g4 чорний слон · h4 білий пішак · g3 білий пішак | f7 чорний пішак · g7 білий король · e6 чорний король · g5 білий слон · f4 білий пішак · g4 чорний слон · h4 білий пішак · g3 білий пішак | f7 чорний пішак · g7 білий король · e6 чорний король · g5 білий слон · f4 білий пішак · g4 чорний слон · h4 білий пішак · g3 білий пішак | f7 чорний пішак · g7 білий король · e6 чорний король · g5 білий слон · f4 білий пішак · g4 чорний слон · h4 білий пішак · g3 білий пішак | f7 чорний пішак · g7 білий король · e6 чорний король · g5 білий слон · f4 білий пішак · g4 чорний слон · h4 білий пішак · g3 білий пішак | 2 |
| 1 | f7 чорний пішак · g7 білий король · e6 чорний король · g5 білий слон · f4 білий пішак · g4 чорний слон · h4 білий пішак · g3 білий пішак | f7 чорний пішак · g7 білий король · e6 чорний король · g5 білий слон · f4 білий пішак · g4 чорний слон · h4 білий пішак · g3 білий пішак | f7 чорний пішак · g7 білий король · e6 чорний король · g5 білий слон · f4 білий пішак · g4 чорний слон · h4 білий пішак · g3 білий пішак | f7 чорний пішак · g7 білий король · e6 чорний король · g5 білий слон · f4 білий пішак · g4 чорний слон · h4 білий пішак · g3 білий пішак | f7 чорний пішак · g7 білий король · e6 чорний король · g5 білий слон · f4 білий пішак · g4 чорний слон · h4 білий пішак · g3 білий пішак | f7 чорний пішак · g7 білий король · e6 чорний король · g5 білий слон · f4 білий пішак · g4 чорний слон · h4 білий пішак · g3 білий пішак | f7 чорний пішак · g7 білий король · e6 чорний король · g5 білий слон · f4 білий пішак · g4 чорний слон · h4 білий пішак · g3 білий пішак | f7 чорний пішак · g7 білий король · e6 чорний король · g5 білий слон · f4 білий пішак · g4 чорний слон · h4 білий пішак · g3 білий пішак | 1 |
|   | a | b | c | d | e | f | g | h |   |

В закінченні з пішаками протилежного кольору, позиційні фактори можуть бути більш важливими ніж матеріальні. В цій позиції чорні жертвують пішака (тепер поступаючись трьома пішаками) щоб встановити фортецю.
1... Kf5!
2. Kxf7 Bh5+
3. Kg7 Bd1
4. Be7 ½-½
Після 4... Be2 5. Kh6 Bd1 6. h5 чорні просто очікують граючи 6... Be2 .

## Захисний периметр (пішакова фортеця)
Захисний периметр це техніка досягнення нічиєї при якій гравець, що поступається матеріалом або чимось іншим, будує ланцюг з пішаків, непроникний для фігур суперника. На відміну від інших форм фортеці, захисний периметр можна побудувати в мітельшпілі з багатьма фігурами на дошці.
|   | a | b | c | d | e | f | g | h |   |
| 8 | d8 білий слон · b7 чорна тура · e7 чорний пішак · a6 чорна тура · d6 чорний пішак · f6 чорний пішак · a5 чорний слон · b5 чорний король · c5 чорний пішак · e5 білий пішак · g5 чорний пішак · b4 чорний пішак · d4 білий пішак · f4 білий пішак · g4 білий пішак · h4 чорний пішак · a3 чорний пішак · c3 білий пішак · h3 білий пішак · a2 білий пішак · b2 білий пішак · c2 білий слон · e2 білий король | d8 білий слон · b7 чорна тура · e7 чорний пішак · a6 чорна тура · d6 чорний пішак · f6 чорний пішак · a5 чорний слон · b5 чорний король · c5 чорний пішак · e5 білий пішак · g5 чорний пішак · b4 чорний пішак · d4 білий пішак · f4 білий пішак · g4 білий пішак · h4 чорний пішак · a3 чорний пішак · c3 білий пішак · h3 білий пішак · a2 білий пішак · b2 білий пішак · c2 білий слон · e2 білий король | d8 білий слон · b7 чорна тура · e7 чорний пішак · a6 чорна тура · d6 чорний пішак · f6 чорний пішак · a5 чорний слон · b5 чорний король · c5 чорний пішак · e5 білий пішак · g5 чорний пішак · b4 чорний пішак · d4 білий пішак · f4 білий пішак · g4 білий пішак · h4 чорний пішак · a3 чорний пішак · c3 білий пішак · h3 білий пішак · a2 білий пішак · b2 білий пішак · c2 білий слон · e2 білий король | d8 білий слон · b7 чорна тура · e7 чорний пішак · a6 чорна тура · d6 чорний пішак · f6 чорний пішак · a5 чорний слон · b5 чорний король · c5 чорний пішак · e5 білий пішак · g5 чорний пішак · b4 чорний пішак · d4 білий пішак · f4 білий пішак · g4 білий пішак · h4 чорний пішак · a3 чорний пішак · c3 білий пішак · h3 білий пішак · a2 білий пішак · b2 білий пішак · c2 білий слон · e2 білий король | d8 білий слон · b7 чорна тура · e7 чорний пішак · a6 чорна тура · d6 чорний пішак · f6 чорний пішак · a5 чорний слон · b5 чорний король · c5 чорний пішак · e5 білий пішак · g5 чорний пішак · b4 чорний пішак · d4 білий пішак · f4 білий пішак · g4 білий пішак · h4 чорний пішак · a3 чорний пішак · c3 білий пішак · h3 білий пішак · a2 білий пішак · b2 білий пішак · c2 білий слон · e2 білий король | d8 білий слон · b7 чорна тура · e7 чорний пішак · a6 чорна тура · d6 чорний пішак · f6 чорний пішак · a5 чорний слон · b5 чорний король · c5 чорний пішак · e5 білий пішак · g5 чорний пішак · b4 чорний пішак · d4 білий пішак · f4 білий пішак · g4 білий пішак · h4 чорний пішак · a3 чорний пішак · c3 білий пішак · h3 білий пішак · a2 білий пішак · b2 білий пішак · c2 білий слон · e2 білий король | d8 білий слон · b7 чорна тура · e7 чорний пішак · a6 чорна тура · d6 чорний пішак · f6 чорний пішак · a5 чорний слон · b5 чорний король · c5 чорний пішак · e5 білий пішак · g5 чорний пішак · b4 чорний пішак · d4 білий пішак · f4 білий пішак · g4 білий пішак · h4 чорний пішак · a3 чорний пішак · c3 білий пішак · h3 білий пішак · a2 білий пішак · b2 білий пішак · c2 білий слон · e2 білий король | d8 білий слон · b7 чорна тура · e7 чорний пішак · a6 чорна тура · d6 чорний пішак · f6 чорний пішак · a5 чорний слон · b5 чорний король · c5 чорний пішак · e5 білий пішак · g5 чорний пішак · b4 чорний пішак · d4 білий пішак · f4 білий пішак · g4 білий пішак · h4 чорний пішак · a3 чорний пішак · c3 білий пішак · h3 білий пішак · a2 білий пішак · b2 білий пішак · c2 білий слон · e2 білий король | 8 |
| 7 | d8 білий слон · b7 чорна тура · e7 чорний пішак · a6 чорна тура · d6 чорний пішак · f6 чорний пішак · a5 чорний слон · b5 чорний король · c5 чорний пішак · e5 білий пішак · g5 чорний пішак · b4 чорний пішак · d4 білий пішак · f4 білий пішак · g4 білий пішак · h4 чорний пішак · a3 чорний пішак · c3 білий пішак · h3 білий пішак · a2 білий пішак · b2 білий пішак · c2 білий слон · e2 білий король | d8 білий слон · b7 чорна тура · e7 чорний пішак · a6 чорна тура · d6 чорний пішак · f6 чорний пішак · a5 чорний слон · b5 чорний король · c5 чорний пішак · e5 білий пішак · g5 чорний пішак · b4 чорний пішак · d4 білий пішак · f4 білий пішак · g4 білий пішак · h4 чорний пішак · a3 чорний пішак · c3 білий пішак · h3 білий пішак · a2 білий пішак · b2 білий пішак · c2 білий слон · e2 білий король | d8 білий слон · b7 чорна тура · e7 чорний пішак · a6 чорна тура · d6 чорний пішак · f6 чорний пішак · a5 чорний слон · b5 чорний король · c5 чорний пішак · e5 білий пішак · g5 чорний пішак · b4 чорний пішак · d4 білий пішак · f4 білий пішак · g4 білий пішак · h4 чорний пішак · a3 чорний пішак · c3 білий пішак · h3 білий пішак · a2 білий пішак · b2 білий пішак · c2 білий слон · e2 білий король | d8 білий слон · b7 чорна тура · e7 чорний пішак · a6 чорна тура · d6 чорний пішак · f6 чорний пішак · a5 чорний слон · b5 чорний король · c5 чорний пішак · e5 білий пішак · g5 чорний пішак · b4 чорний пішак · d4 білий пішак · f4 білий пішак · g4 білий пішак · h4 чорний пішак · a3 чорний пішак · c3 білий пішак · h3 білий пішак · a2 білий пішак · b2 білий пішак · c2 білий слон · e2 білий король | d8 білий слон · b7 чорна тура · e7 чорний пішак · a6 чорна тура · d6 чорний пішак · f6 чорний пішак · a5 чорний слон · b5 чорний король · c5 чорний пішак · e5 білий пішак · g5 чорний пішак · b4 чорний пішак · d4 білий пішак · f4 білий пішак · g4 білий пішак · h4 чорний пішак · a3 чорний пішак · c3 білий пішак · h3 білий пішак · a2 білий пішак · b2 білий пішак · c2 білий слон · e2 білий король | d8 білий слон · b7 чорна тура · e7 чорний пішак · a6 чорна тура · d6 чорний пішак · f6 чорний пішак · a5 чорний слон · b5 чорний король · c5 чорний пішак · e5 білий пішак · g5 чорний пішак · b4 чорний пішак · d4 білий пішак · f4 білий пішак · g4 білий пішак · h4 чорний пішак · a3 чорний пішак · c3 білий пішак · h3 білий пішак · a2 білий пішак · b2 білий пішак · c2 білий слон · e2 білий король | d8 білий слон · b7 чорна тура · e7 чорний пішак · a6 чорна тура · d6 чорний пішак · f6 чорний пішак · a5 чорний слон · b5 чорний король · c5 чорний пішак · e5 білий пішак · g5 чорний пішак · b4 чорний пішак · d4 білий пішак · f4 білий пішак · g4 білий пішак · h4 чорний пішак · a3 чорний пішак · c3 білий пішак · h3 білий пішак · a2 білий пішак · b2 білий пішак · c2 білий слон · e2 білий король | d8 білий слон · b7 чорна тура · e7 чорний пішак · a6 чорна тура · d6 чорний пішак · f6 чорний пішак · a5 чорний слон · b5 чорний король · c5 чорний пішак · e5 білий пішак · g5 чорний пішак · b4 чорний пішак · d4 білий пішак · f4 білий пішак · g4 білий пішак · h4 чорний пішак · a3 чорний пішак · c3 білий пішак · h3 білий пішак · a2 білий пішак · b2 білий пішак · c2 білий слон · e2 білий король | 7 |
| 6 | d8 білий слон · b7 чорна тура · e7 чорний пішак · a6 чорна тура · d6 чорний пішак · f6 чорний пішак · a5 чорний слон · b5 чорний король · c5 чорний пішак · e5 білий пішак · g5 чорний пішак · b4 чорний пішак · d4 білий пішак · f4 білий пішак · g4 білий пішак · h4 чорний пішак · a3 чорний пішак · c3 білий пішак · h3 білий пішак · a2 білий пішак · b2 білий пішак · c2 білий слон · e2 білий король | d8 білий слон · b7 чорна тура · e7 чорний пішак · a6 чорна тура · d6 чорний пішак · f6 чорний пішак · a5 чорний слон · b5 чорний король · c5 чорний пішак · e5 білий пішак · g5 чорний пішак · b4 чорний пішак · d4 білий пішак · f4 білий пішак · g4 білий пішак · h4 чорний пішак · a3 чорний пішак · c3 білий пішак · h3 білий пішак · a2 білий пішак · b2 білий пішак · c2 білий слон · e2 білий король | d8 білий слон · b7 чорна тура · e7 чорний пішак · a6 чорна тура · d6 чорний пішак · f6 чорний пішак · a5 чорний слон · b5 чорний король · c5 чорний пішак · e5 білий пішак · g5 чорний пішак · b4 чорний пішак · d4 білий пішак · f4 білий пішак · g4 білий пішак · h4 чорний пішак · a3 чорний пішак · c3 білий пішак · h3 білий пішак · a2 білий пішак · b2 білий пішак · c2 білий слон · e2 білий король | d8 білий слон · b7 чорна тура · e7 чорний пішак · a6 чорна тура · d6 чорний пішак · f6 чорний пішак · a5 чорний слон · b5 чорний король · c5 чорний пішак · e5 білий пішак · g5 чорний пішак · b4 чорний пішак · d4 білий пішак · f4 білий пішак · g4 білий пішак · h4 чорний пішак · a3 чорний пішак · c3 білий пішак · h3 білий пішак · a2 білий пішак · b2 білий пішак · c2 білий слон · e2 білий король | d8 білий слон · b7 чорна тура · e7 чорний пішак · a6 чорна тура · d6 чорний пішак · f6 чорний пішак · a5 чорний слон · b5 чорний король · c5 чорний пішак · e5 білий пішак · g5 чорний пішак · b4 чорний пішак · d4 білий пішак · f4 білий пішак · g4 білий пішак · h4 чорний пішак · a3 чорний пішак · c3 білий пішак · h3 білий пішак · a2 білий пішак · b2 білий пішак · c2 білий слон · e2 білий король | d8 білий слон · b7 чорна тура · e7 чорний пішак · a6 чорна тура · d6 чорний пішак · f6 чорний пішак · a5 чорний слон · b5 чорний король · c5 чорний пішак · e5 білий пішак · g5 чорний пішак · b4 чорний пішак · d4 білий пішак · f4 білий пішак · g4 білий пішак · h4 чорний пішак · a3 чорний пішак · c3 білий пішак · h3 білий пішак · a2 білий пішак · b2 білий пішак · c2 білий слон · e2 білий король | d8 білий слон · b7 чорна тура · e7 чорний пішак · a6 чорна тура · d6 чорний пішак · f6 чорний пішак · a5 чорний слон · b5 чорний король · c5 чорний пішак · e5 білий пішак · g5 чорний пішак · b4 чорний пішак · d4 білий пішак · f4 білий пішак · g4 білий пішак · h4 чорний пішак · a3 чорний пішак · c3 білий пішак · h3 білий пішак · a2 білий пішак · b2 білий пішак · c2 білий слон · e2 білий король | d8 білий слон · b7 чорна тура · e7 чорний пішак · a6 чорна тура · d6 чорний пішак · f6 чорний пішак · a5 чорний слон · b5 чорний король · c5 чорний пішак · e5 білий пішак · g5 чорний пішак · b4 чорний пішак · d4 білий пішак · f4 білий пішак · g4 білий пішак · h4 чорний пішак · a3 чорний пішак · c3 білий пішак · h3 білий пішак · a2 білий пішак · b2 білий пішак · c2 білий слон · e2 білий король | 6 |
| 5 | d8 білий слон · b7 чорна тура · e7 чорний пішак · a6 чорна тура · d6 чорний пішак · f6 чорний пішак · a5 чорний слон · b5 чорний король · c5 чорний пішак · e5 білий пішак · g5 чорний пішак · b4 чорний пішак · d4 білий пішак · f4 білий пішак · g4 білий пішак · h4 чорний пішак · a3 чорний пішак · c3 білий пішак · h3 білий пішак · a2 білий пішак · b2 білий пішак · c2 білий слон · e2 білий король | d8 білий слон · b7 чорна тура · e7 чорний пішак · a6 чорна тура · d6 чорний пішак · f6 чорний пішак · a5 чорний слон · b5 чорний король · c5 чорний пішак · e5 білий пішак · g5 чорний пішак · b4 чорний пішак · d4 білий пішак · f4 білий пішак · g4 білий пішак · h4 чорний пішак · a3 чорний пішак · c3 білий пішак · h3 білий пішак · a2 білий пішак · b2 білий пішак · c2 білий слон · e2 білий король | d8 білий слон · b7 чорна тура · e7 чорний пішак · a6 чорна тура · d6 чорний пішак · f6 чорний пішак · a5 чорний слон · b5 чорний король · c5 чорний пішак · e5 білий пішак · g5 чорний пішак · b4 чорний пішак · d4 білий пішак · f4 білий пішак · g4 білий пішак · h4 чорний пішак · a3 чорний пішак · c3 білий пішак · h3 білий пішак · a2 білий пішак · b2 білий пішак · c2 білий слон · e2 білий король | d8 білий слон · b7 чорна тура · e7 чорний пішак · a6 чорна тура · d6 чорний пішак · f6 чорний пішак · a5 чорний слон · b5 чорний король · c5 чорний пішак · e5 білий пішак · g5 чорний пішак · b4 чорний пішак · d4 білий пішак · f4 білий пішак · g4 білий пішак · h4 чорний пішак · a3 чорний пішак · c3 білий пішак · h3 білий пішак · a2 білий пішак · b2 білий пішак · c2 білий слон · e2 білий король | d8 білий слон · b7 чорна тура · e7 чорний пішак · a6 чорна тура · d6 чорний пішак · f6 чорний пішак · a5 чорний слон · b5 чорний король · c5 чорний пішак · e5 білий пішак · g5 чорний пішак · b4 чорний пішак · d4 білий пішак · f4 білий пішак · g4 білий пішак · h4 чорний пішак · a3 чорний пішак · c3 білий пішак · h3 білий пішак · a2 білий пішак · b2 білий пішак · c2 білий слон · e2 білий король | d8 білий слон · b7 чорна тура · e7 чорний пішак · a6 чорна тура · d6 чорний пішак · f6 чорний пішак · a5 чорний слон · b5 чорний король · c5 чорний пішак · e5 білий пішак · g5 чорний пішак · b4 чорний пішак · d4 білий пішак · f4 білий пішак · g4 білий пішак · h4 чорний пішак · a3 чорний пішак · c3 білий пішак · h3 білий пішак · a2 білий пішак · b2 білий пішак · c2 білий слон · e2 білий король | d8 білий слон · b7 чорна тура · e7 чорний пішак · a6 чорна тура · d6 чорний пішак · f6 чорний пішак · a5 чорний слон · b5 чорний король · c5 чорний пішак · e5 білий пішак · g5 чорний пішак · b4 чорний пішак · d4 білий пішак · f4 білий пішак · g4 білий пішак · h4 чорний пішак · a3 чорний пішак · c3 білий пішак · h3 білий пішак · a2 білий пішак · b2 білий пішак · c2 білий слон · e2 білий король | d8 білий слон · b7 чорна тура · e7 чорний пішак · a6 чорна тура · d6 чорний пішак · f6 чорний пішак · a5 чорний слон · b5 чорний король · c5 чорний пішак · e5 білий пішак · g5 чорний пішак · b4 чорний пішак · d4 білий пішак · f4 білий пішак · g4 білий пішак · h4 чорний пішак · a3 чорний пішак · c3 білий пішак · h3 білий пішак · a2 білий пішак · b2 білий пішак · c2 білий слон · e2 білий король | 5 |
| 4 | d8 білий слон · b7 чорна тура · e7 чорний пішак · a6 чорна тура · d6 чорний пішак · f6 чорний пішак · a5 чорний слон · b5 чорний король · c5 чорний пішак · e5 білий пішак · g5 чорний пішак · b4 чорний пішак · d4 білий пішак · f4 білий пішак · g4 білий пішак · h4 чорний пішак · a3 чорний пішак · c3 білий пішак · h3 білий пішак · a2 білий пішак · b2 білий пішак · c2 білий слон · e2 білий король | d8 білий слон · b7 чорна тура · e7 чорний пішак · a6 чорна тура · d6 чорний пішак · f6 чорний пішак · a5 чорний слон · b5 чорний король · c5 чорний пішак · e5 білий пішак · g5 чорний пішак · b4 чорний пішак · d4 білий пішак · f4 білий пішак · g4 білий пішак · h4 чорний пішак · a3 чорний пішак · c3 білий пішак · h3 білий пішак · a2 білий пішак · b2 білий пішак · c2 білий слон · e2 білий король | d8 білий слон · b7 чорна тура · e7 чорний пішак · a6 чорна тура · d6 чорний пішак · f6 чорний пішак · a5 чорний слон · b5 чорний король · c5 чорний пішак · e5 білий пішак · g5 чорний пішак · b4 чорний пішак · d4 білий пішак · f4 білий пішак · g4 білий пішак · h4 чорний пішак · a3 чорний пішак · c3 білий пішак · h3 білий пішак · a2 білий пішак · b2 білий пішак · c2 білий слон · e2 білий король | d8 білий слон · b7 чорна тура · e7 чорний пішак · a6 чорна тура · d6 чорний пішак · f6 чорний пішак · a5 чорний слон · b5 чорний король · c5 чорний пішак · e5 білий пішак · g5 чорний пішак · b4 чорний пішак · d4 білий пішак · f4 білий пішак · g4 білий пішак · h4 чорний пішак · a3 чорний пішак · c3 білий пішак · h3 білий пішак · a2 білий пішак · b2 білий пішак · c2 білий слон · e2 білий король | d8 білий слон · b7 чорна тура · e7 чорний пішак · a6 чорна тура · d6 чорний пішак · f6 чорний пішак · a5 чорний слон · b5 чорний король · c5 чорний пішак · e5 білий пішак · g5 чорний пішак · b4 чорний пішак · d4 білий пішак · f4 білий пішак · g4 білий пішак · h4 чорний пішак · a3 чорний пішак · c3 білий пішак · h3 білий пішак · a2 білий пішак · b2 білий пішак · c2 білий слон · e2 білий король | d8 білий слон · b7 чорна тура · e7 чорний пішак · a6 чорна тура · d6 чорний пішак · f6 чорний пішак · a5 чорний слон · b5 чорний король · c5 чорний пішак · e5 білий пішак · g5 чорний пішак · b4 чорний пішак · d4 білий пішак · f4 білий пішак · g4 білий пішак · h4 чорний пішак · a3 чорний пішак · c3 білий пішак · h3 білий пішак · a2 білий пішак · b2 білий пішак · c2 білий слон · e2 білий король | d8 білий слон · b7 чорна тура · e7 чорний пішак · a6 чорна тура · d6 чорний пішак · f6 чорний пішак · a5 чорний слон · b5 чорний король · c5 чорний пішак · e5 білий пішак · g5 чорний пішак · b4 чорний пішак · d4 білий пішак · f4 білий пішак · g4 білий пішак · h4 чорний пішак · a3 чорний пішак · c3 білий пішак · h3 білий пішак · a2 білий пішак · b2 білий пішак · c2 білий слон · e2 білий король | d8 білий слон · b7 чорна тура · e7 чорний пішак · a6 чорна тура · d6 чорний пішак · f6 чорний пішак · a5 чорний слон · b5 чорний король · c5 чорний пішак · e5 білий пішак · g5 чорний пішак · b4 чорний пішак · d4 білий пішак · f4 білий пішак · g4 білий пішак · h4 чорний пішак · a3 чорний пішак · c3 білий пішак · h3 білий пішак · a2 білий пішак · b2 білий пішак · c2 білий слон · e2 білий король | 4 |
| 3 | d8 білий слон · b7 чорна тура · e7 чорний пішак · a6 чорна тура · d6 чорний пішак · f6 чорний пішак · a5 чорний слон · b5 чорний король · c5 чорний пішак · e5 білий пішак · g5 чорний пішак · b4 чорний пішак · d4 білий пішак · f4 білий пішак · g4 білий пішак · h4 чорний пішак · a3 чорний пішак · c3 білий пішак · h3 білий пішак · a2 білий пішак · b2 білий пішак · c2 білий слон · e2 білий король | d8 білий слон · b7 чорна тура · e7 чорний пішак · a6 чорна тура · d6 чорний пішак · f6 чорний пішак · a5 чорний слон · b5 чорний король · c5 чорний пішак · e5 білий пішак · g5 чорний пішак · b4 чорний пішак · d4 білий пішак · f4 білий пішак · g4 білий пішак · h4 чорний пішак · a3 чорний пішак · c3 білий пішак · h3 білий пішак · a2 білий пішак · b2 білий пішак · c2 білий слон · e2 білий король | d8 білий слон · b7 чорна тура · e7 чорний пішак · a6 чорна тура · d6 чорний пішак · f6 чорний пішак · a5 чорний слон · b5 чорний король · c5 чорний пішак · e5 білий пішак · g5 чорний пішак · b4 чорний пішак · d4 білий пішак · f4 білий пішак · g4 білий пішак · h4 чорний пішак · a3 чорний пішак · c3 білий пішак · h3 білий пішак · a2 білий пішак · b2 білий пішак · c2 білий слон · e2 білий король | d8 білий слон · b7 чорна тура · e7 чорний пішак · a6 чорна тура · d6 чорний пішак · f6 чорний пішак · a5 чорний слон · b5 чорний король · c5 чорний пішак · e5 білий пішак · g5 чорний пішак · b4 чорний пішак · d4 білий пішак · f4 білий пішак · g4 білий пішак · h4 чорний пішак · a3 чорний пішак · c3 білий пішак · h3 білий пішак · a2 білий пішак · b2 білий пішак · c2 білий слон · e2 білий король | d8 білий слон · b7 чорна тура · e7 чорний пішак · a6 чорна тура · d6 чорний пішак · f6 чорний пішак · a5 чорний слон · b5 чорний король · c5 чорний пішак · e5 білий пішак · g5 чорний пішак · b4 чорний пішак · d4 білий пішак · f4 білий пішак · g4 білий пішак · h4 чорний пішак · a3 чорний пішак · c3 білий пішак · h3 білий пішак · a2 білий пішак · b2 білий пішак · c2 білий слон · e2 білий король | d8 білий слон · b7 чорна тура · e7 чорний пішак · a6 чорна тура · d6 чорний пішак · f6 чорний пішак · a5 чорний слон · b5 чорний король · c5 чорний пішак · e5 білий пішак · g5 чорний пішак · b4 чорний пішак · d4 білий пішак · f4 білий пішак · g4 білий пішак · h4 чорний пішак · a3 чорний пішак · c3 білий пішак · h3 білий пішак · a2 білий пішак · b2 білий пішак · c2 білий слон · e2 білий король | d8 білий слон · b7 чорна тура · e7 чорний пішак · a6 чорна тура · d6 чорний пішак · f6 чорний пішак · a5 чорний слон · b5 чорний король · c5 чорний пішак · e5 білий пішак · g5 чорний пішак · b4 чорний пішак · d4 білий пішак · f4 білий пішак · g4 білий пішак · h4 чорний пішак · a3 чорний пішак · c3 білий пішак · h3 білий пішак · a2 білий пішак · b2 білий пішак · c2 білий слон · e2 білий король | d8 білий слон · b7 чорна тура · e7 чорний пішак · a6 чорна тура · d6 чорний пішак · f6 чорний пішак · a5 чорний слон · b5 чорний король · c5 чорний пішак · e5 білий пішак · g5 чорний пішак · b4 чорний пішак · d4 білий пішак · f4 білий пішак · g4 білий пішак · h4 чорний пішак · a3 чорний пішак · c3 білий пішак · h3 білий пішак · a2 білий пішак · b2 білий пішак · c2 білий слон · e2 білий король | 3 |
| 2 | d8 білий слон · b7 чорна тура · e7 чорний пішак · a6 чорна тура · d6 чорний пішак · f6 чорний пішак · a5 чорний слон · b5 чорний король · c5 чорний пішак · e5 білий пішак · g5 чорний пішак · b4 чорний пішак · d4 білий пішак · f4 білий пішак · g4 білий пішак · h4 чорний пішак · a3 чорний пішак · c3 білий пішак · h3 білий пішак · a2 білий пішак · b2 білий пішак · c2 білий слон · e2 білий король | d8 білий слон · b7 чорна тура · e7 чорний пішак · a6 чорна тура · d6 чорний пішак · f6 чорний пішак · a5 чорний слон · b5 чорний король · c5 чорний пішак · e5 білий пішак · g5 чорний пішак · b4 чорний пішак · d4 білий пішак · f4 білий пішак · g4 білий пішак · h4 чорний пішак · a3 чорний пішак · c3 білий пішак · h3 білий пішак · a2 білий пішак · b2 білий пішак · c2 білий слон · e2 білий король | d8 білий слон · b7 чорна тура · e7 чорний пішак · a6 чорна тура · d6 чорний пішак · f6 чорний пішак · a5 чорний слон · b5 чорний король · c5 чорний пішак · e5 білий пішак · g5 чорний пішак · b4 чорний пішак · d4 білий пішак · f4 білий пішак · g4 білий пішак · h4 чорний пішак · a3 чорний пішак · c3 білий пішак · h3 білий пішак · a2 білий пішак · b2 білий пішак · c2 білий слон · e2 білий король | d8 білий слон · b7 чорна тура · e7 чорний пішак · a6 чорна тура · d6 чорний пішак · f6 чорний пішак · a5 чорний слон · b5 чорний король · c5 чорний пішак · e5 білий пішак · g5 чорний пішак · b4 чорний пішак · d4 білий пішак · f4 білий пішак · g4 білий пішак · h4 чорний пішак · a3 чорний пішак · c3 білий пішак · h3 білий пішак · a2 білий пішак · b2 білий пішак · c2 білий слон · e2 білий король | d8 білий слон · b7 чорна тура · e7 чорний пішак · a6 чорна тура · d6 чорний пішак · f6 чорний пішак · a5 чорний слон · b5 чорний король · c5 чорний пішак · e5 білий пішак · g5 чорний пішак · b4 чорний пішак · d4 білий пішак · f4 білий пішак · g4 білий пішак · h4 чорний пішак · a3 чорний пішак · c3 білий пішак · h3 білий пішак · a2 білий пішак · b2 білий пішак · c2 білий слон · e2 білий король | d8 білий слон · b7 чорна тура · e7 чорний пішак · a6 чорна тура · d6 чорний пішак · f6 чорний пішак · a5 чорний слон · b5 чорний король · c5 чорний пішак · e5 білий пішак · g5 чорний пішак · b4 чорний пішак · d4 білий пішак · f4 білий пішак · g4 білий пішак · h4 чорний пішак · a3 чорний пішак · c3 білий пішак · h3 білий пішак · a2 білий пішак · b2 білий пішак · c2 білий слон · e2 білий король | d8 білий слон · b7 чорна тура · e7 чорний пішак · a6 чорна тура · d6 чорний пішак · f6 чорний пішак · a5 чорний слон · b5 чорний король · c5 чорний пішак · e5 білий пішак · g5 чорний пішак · b4 чорний пішак · d4 білий пішак · f4 білий пішак · g4 білий пішак · h4 чорний пішак · a3 чорний пішак · c3 білий пішак · h3 білий пішак · a2 білий пішак · b2 білий пішак · c2 білий слон · e2 білий король | d8 білий слон · b7 чорна тура · e7 чорний пішак · a6 чорна тура · d6 чорний пішак · f6 чорний пішак · a5 чорний слон · b5 чорний король · c5 чорний пішак · e5 білий пішак · g5 чорний пішак · b4 чорний пішак · d4 білий пішак · f4 білий пішак · g4 білий пішак · h4 чорний пішак · a3 чорний пішак · c3 білий пішак · h3 білий пішак · a2 білий пішак · b2 білий пішак · c2 білий слон · e2 білий король | 2 |
| 1 | d8 білий слон · b7 чорна тура · e7 чорний пішак · a6 чорна тура · d6 чорний пішак · f6 чорний пішак · a5 чорний слон · b5 чорний король · c5 чорний пішак · e5 білий пішак · g5 чорний пішак · b4 чорний пішак · d4 білий пішак · f4 білий пішак · g4 білий пішак · h4 чорний пішак · a3 чорний пішак · c3 білий пішак · h3 білий пішак · a2 білий пішак · b2 білий пішак · c2 білий слон · e2 білий король | d8 білий слон · b7 чорна тура · e7 чорний пішак · a6 чорна тура · d6 чорний пішак · f6 чорний пішак · a5 чорний слон · b5 чорний король · c5 чорний пішак · e5 білий пішак · g5 чорний пішак · b4 чорний пішак · d4 білий пішак · f4 білий пішак · g4 білий пішак · h4 чорний пішак · a3 чорний пішак · c3 білий пішак · h3 білий пішак · a2 білий пішак · b2 білий пішак · c2 білий слон · e2 білий король | d8 білий слон · b7 чорна тура · e7 чорний пішак · a6 чорна тура · d6 чорний пішак · f6 чорний пішак · a5 чорний слон · b5 чорний король · c5 чорний пішак · e5 білий пішак · g5 чорний пішак · b4 чорний пішак · d4 білий пішак · f4 білий пішак · g4 білий пішак · h4 чорний пішак · a3 чорний пішак · c3 білий пішак · h3 білий пішак · a2 білий пішак · b2 білий пішак · c2 білий слон · e2 білий король | d8 білий слон · b7 чорна тура · e7 чорний пішак · a6 чорна тура · d6 чорний пішак · f6 чорний пішак · a5 чорний слон · b5 чорний король · c5 чорний пішак · e5 білий пішак · g5 чорний пішак · b4 чорний пішак · d4 білий пішак · f4 білий пішак · g4 білий пішак · h4 чорний пішак · a3 чорний пішак · c3 білий пішак · h3 білий пішак · a2 білий пішак · b2 білий пішак · c2 білий слон · e2 білий король | d8 білий слон · b7 чорна тура · e7 чорний пішак · a6 чорна тура · d6 чорний пішак · f6 чорний пішак · a5 чорний слон · b5 чорний король · c5 чорний пішак · e5 білий пішак · g5 чорний пішак · b4 чорний пішак · d4 білий пішак · f4 білий пішак · g4 білий пішак · h4 чорний пішак · a3 чорний пішак · c3 білий пішак · h3 білий пішак · a2 білий пішак · b2 білий пішак · c2 білий слон · e2 білий король | d8 білий слон · b7 чорна тура · e7 чорний пішак · a6 чорна тура · d6 чорний пішак · f6 чорний пішак · a5 чорний слон · b5 чорний король · c5 чорний пішак · e5 білий пішак · g5 чорний пішак · b4 чорний пішак · d4 білий пішак · f4 білий пішак · g4 білий пішак · h4 чорний пішак · a3 чорний пішак · c3 білий пішак · h3 білий пішак · a2 білий пішак · b2 білий пішак · c2 білий слон · e2 білий король | d8 білий слон · b7 чорна тура · e7 чорний пішак · a6 чорна тура · d6 чорний пішак · f6 чорний пішак · a5 чорний слон · b5 чорний король · c5 чорний пішак · e5 білий пішак · g5 чорний пішак · b4 чорний пішак · d4 білий пішак · f4 білий пішак · g4 білий пішак · h4 чорний пішак · a3 чорний пішак · c3 білий пішак · h3 білий пішак · a2 білий пішак · b2 білий пішак · c2 білий слон · e2 білий король | d8 білий слон · b7 чорна тура · e7 чорний пішак · a6 чорна тура · d6 чорний пішак · f6 чорний пішак · a5 чорний слон · b5 чорний король · c5 чорний пішак · e5 білий пішак · g5 чорний пішак · b4 чорний пішак · d4 білий пішак · f4 білий пішак · g4 білий пішак · h4 чорний пішак · a3 чорний пішак · c3 білий пішак · h3 білий пішак · a2 білий пішак · b2 білий пішак · c2 білий слон · e2 білий король | 1 |
|   | a | b | c | d | e | f | g | h |   |

|   | a | b | c | d | e | f | g | h |   |
| 8 | d8 чорний король · b7 чорна тура · e7 чорний пішак · a6 чорна тура · d6 чорний пішак · e6 білий пішак · f6 чорний пішак · a5 чорний слон · c5 чорний пішак · d5 білий пішак · f5 білий пішак · g5 чорний пішак · b4 чорний пішак · c4 білий пішак · g4 білий пішак · h4 чорний пішак · a3 чорний пішак · b3 білий пішак · h3 білий пішак · a2 білий пішак · e2 білий король | d8 чорний король · b7 чорна тура · e7 чорний пішак · a6 чорна тура · d6 чорний пішак · e6 білий пішак · f6 чорний пішак · a5 чорний слон · c5 чорний пішак · d5 білий пішак · f5 білий пішак · g5 чорний пішак · b4 чорний пішак · c4 білий пішак · g4 білий пішак · h4 чорний пішак · a3 чорний пішак · b3 білий пішак · h3 білий пішак · a2 білий пішак · e2 білий король | d8 чорний король · b7 чорна тура · e7 чорний пішак · a6 чорна тура · d6 чорний пішак · e6 білий пішак · f6 чорний пішак · a5 чорний слон · c5 чорний пішак · d5 білий пішак · f5 білий пішак · g5 чорний пішак · b4 чорний пішак · c4 білий пішак · g4 білий пішак · h4 чорний пішак · a3 чорний пішак · b3 білий пішак · h3 білий пішак · a2 білий пішак · e2 білий король | d8 чорний король · b7 чорна тура · e7 чорний пішак · a6 чорна тура · d6 чорний пішак · e6 білий пішак · f6 чорний пішак · a5 чорний слон · c5 чорний пішак · d5 білий пішак · f5 білий пішак · g5 чорний пішак · b4 чорний пішак · c4 білий пішак · g4 білий пішак · h4 чорний пішак · a3 чорний пішак · b3 білий пішак · h3 білий пішак · a2 білий пішак · e2 білий король | d8 чорний король · b7 чорна тура · e7 чорний пішак · a6 чорна тура · d6 чорний пішак · e6 білий пішак · f6 чорний пішак · a5 чорний слон · c5 чорний пішак · d5 білий пішак · f5 білий пішак · g5 чорний пішак · b4 чорний пішак · c4 білий пішак · g4 білий пішак · h4 чорний пішак · a3 чорний пішак · b3 білий пішак · h3 білий пішак · a2 білий пішак · e2 білий король | d8 чорний король · b7 чорна тура · e7 чорний пішак · a6 чорна тура · d6 чорний пішак · e6 білий пішак · f6 чорний пішак · a5 чорний слон · c5 чорний пішак · d5 білий пішак · f5 білий пішак · g5 чорний пішак · b4 чорний пішак · c4 білий пішак · g4 білий пішак · h4 чорний пішак · a3 чорний пішак · b3 білий пішак · h3 білий пішак · a2 білий пішак · e2 білий король | d8 чорний король · b7 чорна тура · e7 чорний пішак · a6 чорна тура · d6 чорний пішак · e6 білий пішак · f6 чорний пішак · a5 чорний слон · c5 чорний пішак · d5 білий пішак · f5 білий пішак · g5 чорний пішак · b4 чорний пішак · c4 білий пішак · g4 білий пішак · h4 чорний пішак · a3 чорний пішак · b3 білий пішак · h3 білий пішак · a2 білий пішак · e2 білий король | d8 чорний король · b7 чорна тура · e7 чорний пішак · a6 чорна тура · d6 чорний пішак · e6 білий пішак · f6 чорний пішак · a5 чорний слон · c5 чорний пішак · d5 білий пішак · f5 білий пішак · g5 чорний пішак · b4 чорний пішак · c4 білий пішак · g4 білий пішак · h4 чорний пішак · a3 чорний пішак · b3 білий пішак · h3 білий пішак · a2 білий пішак · e2 білий король | 8 |
| 7 | d8 чорний король · b7 чорна тура · e7 чорний пішак · a6 чорна тура · d6 чорний пішак · e6 білий пішак · f6 чорний пішак · a5 чорний слон · c5 чорний пішак · d5 білий пішак · f5 білий пішак · g5 чорний пішак · b4 чорний пішак · c4 білий пішак · g4 білий пішак · h4 чорний пішак · a3 чорний пішак · b3 білий пішак · h3 білий пішак · a2 білий пішак · e2 білий король | d8 чорний король · b7 чорна тура · e7 чорний пішак · a6 чорна тура · d6 чорний пішак · e6 білий пішак · f6 чорний пішак · a5 чорний слон · c5 чорний пішак · d5 білий пішак · f5 білий пішак · g5 чорний пішак · b4 чорний пішак · c4 білий пішак · g4 білий пішак · h4 чорний пішак · a3 чорний пішак · b3 білий пішак · h3 білий пішак · a2 білий пішак · e2 білий король | d8 чорний король · b7 чорна тура · e7 чорний пішак · a6 чорна тура · d6 чорний пішак · e6 білий пішак · f6 чорний пішак · a5 чорний слон · c5 чорний пішак · d5 білий пішак · f5 білий пішак · g5 чорний пішак · b4 чорний пішак · c4 білий пішак · g4 білий пішак · h4 чорний пішак · a3 чорний пішак · b3 білий пішак · h3 білий пішак · a2 білий пішак · e2 білий король | d8 чорний король · b7 чорна тура · e7 чорний пішак · a6 чорна тура · d6 чорний пішак · e6 білий пішак · f6 чорний пішак · a5 чорний слон · c5 чорний пішак · d5 білий пішак · f5 білий пішак · g5 чорний пішак · b4 чорний пішак · c4 білий пішак · g4 білий пішак · h4 чорний пішак · a3 чорний пішак · b3 білий пішак · h3 білий пішак · a2 білий пішак · e2 білий король | d8 чорний король · b7 чорна тура · e7 чорний пішак · a6 чорна тура · d6 чорний пішак · e6 білий пішак · f6 чорний пішак · a5 чорний слон · c5 чорний пішак · d5 білий пішак · f5 білий пішак · g5 чорний пішак · b4 чорний пішак · c4 білий пішак · g4 білий пішак · h4 чорний пішак · a3 чорний пішак · b3 білий пішак · h3 білий пішак · a2 білий пішак · e2 білий король | d8 чорний король · b7 чорна тура · e7 чорний пішак · a6 чорна тура · d6 чорний пішак · e6 білий пішак · f6 чорний пішак · a5 чорний слон · c5 чорний пішак · d5 білий пішак · f5 білий пішак · g5 чорний пішак · b4 чорний пішак · c4 білий пішак · g4 білий пішак · h4 чорний пішак · a3 чорний пішак · b3 білий пішак · h3 білий пішак · a2 білий пішак · e2 білий король | d8 чорний король · b7 чорна тура · e7 чорний пішак · a6 чорна тура · d6 чорний пішак · e6 білий пішак · f6 чорний пішак · a5 чорний слон · c5 чорний пішак · d5 білий пішак · f5 білий пішак · g5 чорний пішак · b4 чорний пішак · c4 білий пішак · g4 білий пішак · h4 чорний пішак · a3 чорний пішак · b3 білий пішак · h3 білий пішак · a2 білий пішак · e2 білий король | d8 чорний король · b7 чорна тура · e7 чорний пішак · a6 чорна тура · d6 чорний пішак · e6 білий пішак · f6 чорний пішак · a5 чорний слон · c5 чорний пішак · d5 білий пішак · f5 білий пішак · g5 чорний пішак · b4 чорний пішак · c4 білий пішак · g4 білий пішак · h4 чорний пішак · a3 чорний пішак · b3 білий пішак · h3 білий пішак · a2 білий пішак · e2 білий король | 7 |
| 6 | d8 чорний король · b7 чорна тура · e7 чорний пішак · a6 чорна тура · d6 чорний пішак · e6 білий пішак · f6 чорний пішак · a5 чорний слон · c5 чорний пішак · d5 білий пішак · f5 білий пішак · g5 чорний пішак · b4 чорний пішак · c4 білий пішак · g4 білий пішак · h4 чорний пішак · a3 чорний пішак · b3 білий пішак · h3 білий пішак · a2 білий пішак · e2 білий король | d8 чорний король · b7 чорна тура · e7 чорний пішак · a6 чорна тура · d6 чорний пішак · e6 білий пішак · f6 чорний пішак · a5 чорний слон · c5 чорний пішак · d5 білий пішак · f5 білий пішак · g5 чорний пішак · b4 чорний пішак · c4 білий пішак · g4 білий пішак · h4 чорний пішак · a3 чорний пішак · b3 білий пішак · h3 білий пішак · a2 білий пішак · e2 білий король | d8 чорний король · b7 чорна тура · e7 чорний пішак · a6 чорна тура · d6 чорний пішак · e6 білий пішак · f6 чорний пішак · a5 чорний слон · c5 чорний пішак · d5 білий пішак · f5 білий пішак · g5 чорний пішак · b4 чорний пішак · c4 білий пішак · g4 білий пішак · h4 чорний пішак · a3 чорний пішак · b3 білий пішак · h3 білий пішак · a2 білий пішак · e2 білий король | d8 чорний король · b7 чорна тура · e7 чорний пішак · a6 чорна тура · d6 чорний пішак · e6 білий пішак · f6 чорний пішак · a5 чорний слон · c5 чорний пішак · d5 білий пішак · f5 білий пішак · g5 чорний пішак · b4 чорний пішак · c4 білий пішак · g4 білий пішак · h4 чорний пішак · a3 чорний пішак · b3 білий пішак · h3 білий пішак · a2 білий пішак · e2 білий король | d8 чорний король · b7 чорна тура · e7 чорний пішак · a6 чорна тура · d6 чорний пішак · e6 білий пішак · f6 чорний пішак · a5 чорний слон · c5 чорний пішак · d5 білий пішак · f5 білий пішак · g5 чорний пішак · b4 чорний пішак · c4 білий пішак · g4 білий пішак · h4 чорний пішак · a3 чорний пішак · b3 білий пішак · h3 білий пішак · a2 білий пішак · e2 білий король | d8 чорний король · b7 чорна тура · e7 чорний пішак · a6 чорна тура · d6 чорний пішак · e6 білий пішак · f6 чорний пішак · a5 чорний слон · c5 чорний пішак · d5 білий пішак · f5 білий пішак · g5 чорний пішак · b4 чорний пішак · c4 білий пішак · g4 білий пішак · h4 чорний пішак · a3 чорний пішак · b3 білий пішак · h3 білий пішак · a2 білий пішак · e2 білий король | d8 чорний король · b7 чорна тура · e7 чорний пішак · a6 чорна тура · d6 чорний пішак · e6 білий пішак · f6 чорний пішак · a5 чорний слон · c5 чорний пішак · d5 білий пішак · f5 білий пішак · g5 чорний пішак · b4 чорний пішак · c4 білий пішак · g4 білий пішак · h4 чорний пішак · a3 чорний пішак · b3 білий пішак · h3 білий пішак · a2 білий пішак · e2 білий король | d8 чорний король · b7 чорна тура · e7 чорний пішак · a6 чорна тура · d6 чорний пішак · e6 білий пішак · f6 чорний пішак · a5 чорний слон · c5 чорний пішак · d5 білий пішак · f5 білий пішак · g5 чорний пішак · b4 чорний пішак · c4 білий пішак · g4 білий пішак · h4 чорний пішак · a3 чорний пішак · b3 білий пішак · h3 білий пішак · a2 білий пішак · e2 білий король | 6 |
| 5 | d8 чорний король · b7 чорна тура · e7 чорний пішак · a6 чорна тура · d6 чорний пішак · e6 білий пішак · f6 чорний пішак · a5 чорний слон · c5 чорний пішак · d5 білий пішак · f5 білий пішак · g5 чорний пішак · b4 чорний пішак · c4 білий пішак · g4 білий пішак · h4 чорний пішак · a3 чорний пішак · b3 білий пішак · h3 білий пішак · a2 білий пішак · e2 білий король | d8 чорний король · b7 чорна тура · e7 чорний пішак · a6 чорна тура · d6 чорний пішак · e6 білий пішак · f6 чорний пішак · a5 чорний слон · c5 чорний пішак · d5 білий пішак · f5 білий пішак · g5 чорний пішак · b4 чорний пішак · c4 білий пішак · g4 білий пішак · h4 чорний пішак · a3 чорний пішак · b3 білий пішак · h3 білий пішак · a2 білий пішак · e2 білий король | d8 чорний король · b7 чорна тура · e7 чорний пішак · a6 чорна тура · d6 чорний пішак · e6 білий пішак · f6 чорний пішак · a5 чорний слон · c5 чорний пішак · d5 білий пішак · f5 білий пішак · g5 чорний пішак · b4 чорний пішак · c4 білий пішак · g4 білий пішак · h4 чорний пішак · a3 чорний пішак · b3 білий пішак · h3 білий пішак · a2 білий пішак · e2 білий король | d8 чорний король · b7 чорна тура · e7 чорний пішак · a6 чорна тура · d6 чорний пішак · e6 білий пішак · f6 чорний пішак · a5 чорний слон · c5 чорний пішак · d5 білий пішак · f5 білий пішак · g5 чорний пішак · b4 чорний пішак · c4 білий пішак · g4 білий пішак · h4 чорний пішак · a3 чорний пішак · b3 білий пішак · h3 білий пішак · a2 білий пішак · e2 білий король | d8 чорний король · b7 чорна тура · e7 чорний пішак · a6 чорна тура · d6 чорний пішак · e6 білий пішак · f6 чорний пішак · a5 чорний слон · c5 чорний пішак · d5 білий пішак · f5 білий пішак · g5 чорний пішак · b4 чорний пішак · c4 білий пішак · g4 білий пішак · h4 чорний пішак · a3 чорний пішак · b3 білий пішак · h3 білий пішак · a2 білий пішак · e2 білий король | d8 чорний король · b7 чорна тура · e7 чорний пішак · a6 чорна тура · d6 чорний пішак · e6 білий пішак · f6 чорний пішак · a5 чорний слон · c5 чорний пішак · d5 білий пішак · f5 білий пішак · g5 чорний пішак · b4 чорний пішак · c4 білий пішак · g4 білий пішак · h4 чорний пішак · a3 чорний пішак · b3 білий пішак · h3 білий пішак · a2 білий пішак · e2 білий король | d8 чорний король · b7 чорна тура · e7 чорний пішак · a6 чорна тура · d6 чорний пішак · e6 білий пішак · f6 чорний пішак · a5 чорний слон · c5 чорний пішак · d5 білий пішак · f5 білий пішак · g5 чорний пішак · b4 чорний пішак · c4 білий пішак · g4 білий пішак · h4 чорний пішак · a3 чорний пішак · b3 білий пішак · h3 білий пішак · a2 білий пішак · e2 білий король | d8 чорний король · b7 чорна тура · e7 чорний пішак · a6 чорна тура · d6 чорний пішак · e6 білий пішак · f6 чорний пішак · a5 чорний слон · c5 чорний пішак · d5 білий пішак · f5 білий пішак · g5 чорний пішак · b4 чорний пішак · c4 білий пішак · g4 білий пішак · h4 чорний пішак · a3 чорний пішак · b3 білий пішак · h3 білий пішак · a2 білий пішак · e2 білий король | 5 |
| 4 | d8 чорний король · b7 чорна тура · e7 чорний пішак · a6 чорна тура · d6 чорний пішак · e6 білий пішак · f6 чорний пішак · a5 чорний слон · c5 чорний пішак · d5 білий пішак · f5 білий пішак · g5 чорний пішак · b4 чорний пішак · c4 білий пішак · g4 білий пішак · h4 чорний пішак · a3 чорний пішак · b3 білий пішак · h3 білий пішак · a2 білий пішак · e2 білий король | d8 чорний король · b7 чорна тура · e7 чорний пішак · a6 чорна тура · d6 чорний пішак · e6 білий пішак · f6 чорний пішак · a5 чорний слон · c5 чорний пішак · d5 білий пішак · f5 білий пішак · g5 чорний пішак · b4 чорний пішак · c4 білий пішак · g4 білий пішак · h4 чорний пішак · a3 чорний пішак · b3 білий пішак · h3 білий пішак · a2 білий пішак · e2 білий король | d8 чорний король · b7 чорна тура · e7 чорний пішак · a6 чорна тура · d6 чорний пішак · e6 білий пішак · f6 чорний пішак · a5 чорний слон · c5 чорний пішак · d5 білий пішак · f5 білий пішак · g5 чорний пішак · b4 чорний пішак · c4 білий пішак · g4 білий пішак · h4 чорний пішак · a3 чорний пішак · b3 білий пішак · h3 білий пішак · a2 білий пішак · e2 білий король | d8 чорний король · b7 чорна тура · e7 чорний пішак · a6 чорна тура · d6 чорний пішак · e6 білий пішак · f6 чорний пішак · a5 чорний слон · c5 чорний пішак · d5 білий пішак · f5 білий пішак · g5 чорний пішак · b4 чорний пішак · c4 білий пішак · g4 білий пішак · h4 чорний пішак · a3 чорний пішак · b3 білий пішак · h3 білий пішак · a2 білий пішак · e2 білий король | d8 чорний король · b7 чорна тура · e7 чорний пішак · a6 чорна тура · d6 чорний пішак · e6 білий пішак · f6 чорний пішак · a5 чорний слон · c5 чорний пішак · d5 білий пішак · f5 білий пішак · g5 чорний пішак · b4 чорний пішак · c4 білий пішак · g4 білий пішак · h4 чорний пішак · a3 чорний пішак · b3 білий пішак · h3 білий пішак · a2 білий пішак · e2 білий король | d8 чорний король · b7 чорна тура · e7 чорний пішак · a6 чорна тура · d6 чорний пішак · e6 білий пішак · f6 чорний пішак · a5 чорний слон · c5 чорний пішак · d5 білий пішак · f5 білий пішак · g5 чорний пішак · b4 чорний пішак · c4 білий пішак · g4 білий пішак · h4 чорний пішак · a3 чорний пішак · b3 білий пішак · h3 білий пішак · a2 білий пішак · e2 білий король | d8 чорний король · b7 чорна тура · e7 чорний пішак · a6 чорна тура · d6 чорний пішак · e6 білий пішак · f6 чорний пішак · a5 чорний слон · c5 чорний пішак · d5 білий пішак · f5 білий пішак · g5 чорний пішак · b4 чорний пішак · c4 білий пішак · g4 білий пішак · h4 чорний пішак · a3 чорний пішак · b3 білий пішак · h3 білий пішак · a2 білий пішак · e2 білий король | d8 чорний король · b7 чорна тура · e7 чорний пішак · a6 чорна тура · d6 чорний пішак · e6 білий пішак · f6 чорний пішак · a5 чорний слон · c5 чорний пішак · d5 білий пішак · f5 білий пішак · g5 чорний пішак · b4 чорний пішак · c4 білий пішак · g4 білий пішак · h4 чорний пішак · a3 чорний пішак · b3 білий пішак · h3 білий пішак · a2 білий пішак · e2 білий король | 4 |
| 3 | d8 чорний король · b7 чорна тура · e7 чорний пішак · a6 чорна тура · d6 чорний пішак · e6 білий пішак · f6 чорний пішак · a5 чорний слон · c5 чорний пішак · d5 білий пішак · f5 білий пішак · g5 чорний пішак · b4 чорний пішак · c4 білий пішак · g4 білий пішак · h4 чорний пішак · a3 чорний пішак · b3 білий пішак · h3 білий пішак · a2 білий пішак · e2 білий король | d8 чорний король · b7 чорна тура · e7 чорний пішак · a6 чорна тура · d6 чорний пішак · e6 білий пішак · f6 чорний пішак · a5 чорний слон · c5 чорний пішак · d5 білий пішак · f5 білий пішак · g5 чорний пішак · b4 чорний пішак · c4 білий пішак · g4 білий пішак · h4 чорний пішак · a3 чорний пішак · b3 білий пішак · h3 білий пішак · a2 білий пішак · e2 білий король | d8 чорний король · b7 чорна тура · e7 чорний пішак · a6 чорна тура · d6 чорний пішак · e6 білий пішак · f6 чорний пішак · a5 чорний слон · c5 чорний пішак · d5 білий пішак · f5 білий пішак · g5 чорний пішак · b4 чорний пішак · c4 білий пішак · g4 білий пішак · h4 чорний пішак · a3 чорний пішак · b3 білий пішак · h3 білий пішак · a2 білий пішак · e2 білий король | d8 чорний король · b7 чорна тура · e7 чорний пішак · a6 чорна тура · d6 чорний пішак · e6 білий пішак · f6 чорний пішак · a5 чорний слон · c5 чорний пішак · d5 білий пішак · f5 білий пішак · g5 чорний пішак · b4 чорний пішак · c4 білий пішак · g4 білий пішак · h4 чорний пішак · a3 чорний пішак · b3 білий пішак · h3 білий пішак · a2 білий пішак · e2 білий король | d8 чорний король · b7 чорна тура · e7 чорний пішак · a6 чорна тура · d6 чорний пішак · e6 білий пішак · f6 чорний пішак · a5 чорний слон · c5 чорний пішак · d5 білий пішак · f5 білий пішак · g5 чорний пішак · b4 чорний пішак · c4 білий пішак · g4 білий пішак · h4 чорний пішак · a3 чорний пішак · b3 білий пішак · h3 білий пішак · a2 білий пішак · e2 білий король | d8 чорний король · b7 чорна тура · e7 чорний пішак · a6 чорна тура · d6 чорний пішак · e6 білий пішак · f6 чорний пішак · a5 чорний слон · c5 чорний пішак · d5 білий пішак · f5 білий пішак · g5 чорний пішак · b4 чорний пішак · c4 білий пішак · g4 білий пішак · h4 чорний пішак · a3 чорний пішак · b3 білий пішак · h3 білий пішак · a2 білий пішак · e2 білий король | d8 чорний король · b7 чорна тура · e7 чорний пішак · a6 чорна тура · d6 чорний пішак · e6 білий пішак · f6 чорний пішак · a5 чорний слон · c5 чорний пішак · d5 білий пішак · f5 білий пішак · g5 чорний пішак · b4 чорний пішак · c4 білий пішак · g4 білий пішак · h4 чорний пішак · a3 чорний пішак · b3 білий пішак · h3 білий пішак · a2 білий пішак · e2 білий король | d8 чорний король · b7 чорна тура · e7 чорний пішак · a6 чорна тура · d6 чорний пішак · e6 білий пішак · f6 чорний пішак · a5 чорний слон · c5 чорний пішак · d5 білий пішак · f5 білий пішак · g5 чорний пішак · b4 чорний пішак · c4 білий пішак · g4 білий пішак · h4 чорний пішак · a3 чорний пішак · b3 білий пішак · h3 білий пішак · a2 білий пішак · e2 білий король | 3 |
| 2 | d8 чорний король · b7 чорна тура · e7 чорний пішак · a6 чорна тура · d6 чорний пішак · e6 білий пішак · f6 чорний пішак · a5 чорний слон · c5 чорний пішак · d5 білий пішак · f5 білий пішак · g5 чорний пішак · b4 чорний пішак · c4 білий пішак · g4 білий пішак · h4 чорний пішак · a3 чорний пішак · b3 білий пішак · h3 білий пішак · a2 білий пішак · e2 білий король | d8 чорний король · b7 чорна тура · e7 чорний пішак · a6 чорна тура · d6 чорний пішак · e6 білий пішак · f6 чорний пішак · a5 чорний слон · c5 чорний пішак · d5 білий пішак · f5 білий пішак · g5 чорний пішак · b4 чорний пішак · c4 білий пішак · g4 білий пішак · h4 чорний пішак · a3 чорний пішак · b3 білий пішак · h3 білий пішак · a2 білий пішак · e2 білий король | d8 чорний король · b7 чорна тура · e7 чорний пішак · a6 чорна тура · d6 чорний пішак · e6 білий пішак · f6 чорний пішак · a5 чорний слон · c5 чорний пішак · d5 білий пішак · f5 білий пішак · g5 чорний пішак · b4 чорний пішак · c4 білий пішак · g4 білий пішак · h4 чорний пішак · a3 чорний пішак · b3 білий пішак · h3 білий пішак · a2 білий пішак · e2 білий король | d8 чорний король · b7 чорна тура · e7 чорний пішак · a6 чорна тура · d6 чорний пішак · e6 білий пішак · f6 чорний пішак · a5 чорний слон · c5 чорний пішак · d5 білий пішак · f5 білий пішак · g5 чорний пішак · b4 чорний пішак · c4 білий пішак · g4 білий пішак · h4 чорний пішак · a3 чорний пішак · b3 білий пішак · h3 білий пішак · a2 білий пішак · e2 білий король | d8 чорний король · b7 чорна тура · e7 чорний пішак · a6 чорна тура · d6 чорний пішак · e6 білий пішак · f6 чорний пішак · a5 чорний слон · c5 чорний пішак · d5 білий пішак · f5 білий пішак · g5 чорний пішак · b4 чорний пішак · c4 білий пішак · g4 білий пішак · h4 чорний пішак · a3 чорний пішак · b3 білий пішак · h3 білий пішак · a2 білий пішак · e2 білий король | d8 чорний король · b7 чорна тура · e7 чорний пішак · a6 чорна тура · d6 чорний пішак · e6 білий пішак · f6 чорний пішак · a5 чорний слон · c5 чорний пішак · d5 білий пішак · f5 білий пішак · g5 чорний пішак · b4 чорний пішак · c4 білий пішак · g4 білий пішак · h4 чорний пішак · a3 чорний пішак · b3 білий пішак · h3 білий пішак · a2 білий пішак · e2 білий король | d8 чорний король · b7 чорна тура · e7 чорний пішак · a6 чорна тура · d6 чорний пішак · e6 білий пішак · f6 чорний пішак · a5 чорний слон · c5 чорний пішак · d5 білий пішак · f5 білий пішак · g5 чорний пішак · b4 чорний пішак · c4 білий пішак · g4 білий пішак · h4 чорний пішак · a3 чорний пішак · b3 білий пішак · h3 білий пішак · a2 білий пішак · e2 білий король | d8 чорний король · b7 чорна тура · e7 чорний пішак · a6 чорна тура · d6 чорний пішак · e6 білий пішак · f6 чорний пішак · a5 чорний слон · c5 чорний пішак · d5 білий пішак · f5 білий пішак · g5 чорний пішак · b4 чорний пішак · c4 білий пішак · g4 білий пішак · h4 чорний пішак · a3 чорний пішак · b3 білий пішак · h3 білий пішак · a2 білий пішак · e2 білий король | 2 |
| 1 | d8 чорний король · b7 чорна тура · e7 чорний пішак · a6 чорна тура · d6 чорний пішак · e6 білий пішак · f6 чорний пішак · a5 чорний слон · c5 чорний пішак · d5 білий пішак · f5 білий пішак · g5 чорний пішак · b4 чорний пішак · c4 білий пішак · g4 білий пішак · h4 чорний пішак · a3 чорний пішак · b3 білий пішак · h3 білий пішак · a2 білий пішак · e2 білий король | d8 чорний король · b7 чорна тура · e7 чорний пішак · a6 чорна тура · d6 чорний пішак · e6 білий пішак · f6 чорний пішак · a5 чорний слон · c5 чорний пішак · d5 білий пішак · f5 білий пішак · g5 чорний пішак · b4 чорний пішак · c4 білий пішак · g4 білий пішак · h4 чорний пішак · a3 чорний пішак · b3 білий пішак · h3 білий пішак · a2 білий пішак · e2 білий король | d8 чорний король · b7 чорна тура · e7 чорний пішак · a6 чорна тура · d6 чорний пішак · e6 білий пішак · f6 чорний пішак · a5 чорний слон · c5 чорний пішак · d5 білий пішак · f5 білий пішак · g5 чорний пішак · b4 чорний пішак · c4 білий пішак · g4 білий пішак · h4 чорний пішак · a3 чорний пішак · b3 білий пішак · h3 білий пішак · a2 білий пішак · e2 білий король | d8 чорний король · b7 чорна тура · e7 чорний пішак · a6 чорна тура · d6 чорний пішак · e6 білий пішак · f6 чорний пішак · a5 чорний слон · c5 чорний пішак · d5 білий пішак · f5 білий пішак · g5 чорний пішак · b4 чорний пішак · c4 білий пішак · g4 білий пішак · h4 чорний пішак · a3 чорний пішак · b3 білий пішак · h3 білий пішак · a2 білий пішак · e2 білий король | d8 чорний король · b7 чорна тура · e7 чорний пішак · a6 чорна тура · d6 чорний пішак · e6 білий пішак · f6 чорний пішак · a5 чорний слон · c5 чорний пішак · d5 білий пішак · f5 білий пішак · g5 чорний пішак · b4 чорний пішак · c4 білий пішак · g4 білий пішак · h4 чорний пішак · a3 чорний пішак · b3 білий пішак · h3 білий пішак · a2 білий пішак · e2 білий король | d8 чорний король · b7 чорна тура · e7 чорний пішак · a6 чорна тура · d6 чорний пішак · e6 білий пішак · f6 чорний пішак · a5 чорний слон · c5 чорний пішак · d5 білий пішак · f5 білий пішак · g5 чорний пішак · b4 чорний пішак · c4 білий пішак · g4 білий пішак · h4 чорний пішак · a3 чорний пішак · b3 білий пішак · h3 білий пішак · a2 білий пішак · e2 білий король | d8 чорний король · b7 чорна тура · e7 чорний пішак · a6 чорна тура · d6 чорний пішак · e6 білий пішак · f6 чорний пішак · a5 чорний слон · c5 чорний пішак · d5 білий пішак · f5 білий пішак · g5 чорний пішак · b4 чорний пішак · c4 білий пішак · g4 білий пішак · h4 чорний пішак · a3 чорний пішак · b3 білий пішак · h3 білий пішак · a2 білий пішак · e2 білий король | d8 чорний король · b7 чорна тура · e7 чорний пішак · a6 чорна тура · d6 чорний пішак · e6 білий пішак · f6 чорний пішак · a5 чорний слон · c5 чорний пішак · d5 білий пішак · f5 білий пішак · g5 чорний пішак · b4 чорний пішак · c4 білий пішак · g4 білий пішак · h4 чорний пішак · a3 чорний пішак · b3 білий пішак · h3 білий пішак · a2 білий пішак · e2 білий король | 1 |
|   | a | b | c | d | e | f | g | h |   |

На діаграмі зліва зображений шаховий етюд W.E. Rudolph (La Strategie 1912), що демонструє захисний периметр. Білі вже значно поступаються матеріалом, але форсують нічию скидаючи решту фігур, щоб побудувати непроникний захисний периметр з пішаків. Білі досягають нічиєї шляхом 1.Ba4+! Kxa4 (1...Kc4?? 2.Bb3+! Kb5 3.Ba4+ повторення позиції) 2.b3+ Kb5 3.c4+ Kc6 4.d5+ Kd7 5.e6+! Kxd8 6.f5! (діаграма справа). Тепер чорні мають перевагу у дві тури і слона (зазвичай приголомшлива матеріальна перевага) але не мають шансів прорватися через захисний периметр білих.  Все, що можуть зробити чорні щоб виграти, це поставити туру на b5, c6, і т.д., і сподіватись, що білі поб'ють її. Білі гарантують собі нічию не звертаючи уваги на запропоновану жертву і просто ходячи королем туди-сюди .
|   | a | b | c | d | e | f | g | h |   |
| 8 | c8 чорний король · a7 чорний ферзь · c7 чорний пішак · d6 чорний пішак · a5 чорний пішак · b5 білий пішак · c5 чорний пішак · d5 білий пішак · e5 чорний пішак · g5 чорний пішак · h5 чорний пішак · a4 білий кінь · c4 білий пішак · e4 білий пішак · f4 чорний пішак · a3 білий пішак · f3 білий пішак · g3 чорний слон · h3 білий пішак · a2 білий король · b2 білий ферзь · g2 білий пішак | c8 чорний король · a7 чорний ферзь · c7 чорний пішак · d6 чорний пішак · a5 чорний пішак · b5 білий пішак · c5 чорний пішак · d5 білий пішак · e5 чорний пішак · g5 чорний пішак · h5 чорний пішак · a4 білий кінь · c4 білий пішак · e4 білий пішак · f4 чорний пішак · a3 білий пішак · f3 білий пішак · g3 чорний слон · h3 білий пішак · a2 білий король · b2 білий ферзь · g2 білий пішак | c8 чорний король · a7 чорний ферзь · c7 чорний пішак · d6 чорний пішак · a5 чорний пішак · b5 білий пішак · c5 чорний пішак · d5 білий пішак · e5 чорний пішак · g5 чорний пішак · h5 чорний пішак · a4 білий кінь · c4 білий пішак · e4 білий пішак · f4 чорний пішак · a3 білий пішак · f3 білий пішак · g3 чорний слон · h3 білий пішак · a2 білий король · b2 білий ферзь · g2 білий пішак | c8 чорний король · a7 чорний ферзь · c7 чорний пішак · d6 чорний пішак · a5 чорний пішак · b5 білий пішак · c5 чорний пішак · d5 білий пішак · e5 чорний пішак · g5 чорний пішак · h5 чорний пішак · a4 білий кінь · c4 білий пішак · e4 білий пішак · f4 чорний пішак · a3 білий пішак · f3 білий пішак · g3 чорний слон · h3 білий пішак · a2 білий король · b2 білий ферзь · g2 білий пішак | c8 чорний король · a7 чорний ферзь · c7 чорний пішак · d6 чорний пішак · a5 чорний пішак · b5 білий пішак · c5 чорний пішак · d5 білий пішак · e5 чорний пішак · g5 чорний пішак · h5 чорний пішак · a4 білий кінь · c4 білий пішак · e4 білий пішак · f4 чорний пішак · a3 білий пішак · f3 білий пішак · g3 чорний слон · h3 білий пішак · a2 білий король · b2 білий ферзь · g2 білий пішак | c8 чорний король · a7 чорний ферзь · c7 чорний пішак · d6 чорний пішак · a5 чорний пішак · b5 білий пішак · c5 чорний пішак · d5 білий пішак · e5 чорний пішак · g5 чорний пішак · h5 чорний пішак · a4 білий кінь · c4 білий пішак · e4 білий пішак · f4 чорний пішак · a3 білий пішак · f3 білий пішак · g3 чорний слон · h3 білий пішак · a2 білий король · b2 білий ферзь · g2 білий пішак | c8 чорний король · a7 чорний ферзь · c7 чорний пішак · d6 чорний пішак · a5 чорний пішак · b5 білий пішак · c5 чорний пішак · d5 білий пішак · e5 чорний пішак · g5 чорний пішак · h5 чорний пішак · a4 білий кінь · c4 білий пішак · e4 білий пішак · f4 чорний пішак · a3 білий пішак · f3 білий пішак · g3 чорний слон · h3 білий пішак · a2 білий король · b2 білий ферзь · g2 білий пішак | c8 чорний король · a7 чорний ферзь · c7 чорний пішак · d6 чорний пішак · a5 чорний пішак · b5 білий пішак · c5 чорний пішак · d5 білий пішак · e5 чорний пішак · g5 чорний пішак · h5 чорний пішак · a4 білий кінь · c4 білий пішак · e4 білий пішак · f4 чорний пішак · a3 білий пішак · f3 білий пішак · g3 чорний слон · h3 білий пішак · a2 білий король · b2 білий ферзь · g2 білий пішак | 8 |
| 7 | c8 чорний король · a7 чорний ферзь · c7 чорний пішак · d6 чорний пішак · a5 чорний пішак · b5 білий пішак · c5 чорний пішак · d5 білий пішак · e5 чорний пішак · g5 чорний пішак · h5 чорний пішак · a4 білий кінь · c4 білий пішак · e4 білий пішак · f4 чорний пішак · a3 білий пішак · f3 білий пішак · g3 чорний слон · h3 білий пішак · a2 білий король · b2 білий ферзь · g2 білий пішак | c8 чорний король · a7 чорний ферзь · c7 чорний пішак · d6 чорний пішак · a5 чорний пішак · b5 білий пішак · c5 чорний пішак · d5 білий пішак · e5 чорний пішак · g5 чорний пішак · h5 чорний пішак · a4 білий кінь · c4 білий пішак · e4 білий пішак · f4 чорний пішак · a3 білий пішак · f3 білий пішак · g3 чорний слон · h3 білий пішак · a2 білий король · b2 білий ферзь · g2 білий пішак | c8 чорний король · a7 чорний ферзь · c7 чорний пішак · d6 чорний пішак · a5 чорний пішак · b5 білий пішак · c5 чорний пішак · d5 білий пішак · e5 чорний пішак · g5 чорний пішак · h5 чорний пішак · a4 білий кінь · c4 білий пішак · e4 білий пішак · f4 чорний пішак · a3 білий пішак · f3 білий пішак · g3 чорний слон · h3 білий пішак · a2 білий король · b2 білий ферзь · g2 білий пішак | c8 чорний король · a7 чорний ферзь · c7 чорний пішак · d6 чорний пішак · a5 чорний пішак · b5 білий пішак · c5 чорний пішак · d5 білий пішак · e5 чорний пішак · g5 чорний пішак · h5 чорний пішак · a4 білий кінь · c4 білий пішак · e4 білий пішак · f4 чорний пішак · a3 білий пішак · f3 білий пішак · g3 чорний слон · h3 білий пішак · a2 білий король · b2 білий ферзь · g2 білий пішак | c8 чорний король · a7 чорний ферзь · c7 чорний пішак · d6 чорний пішак · a5 чорний пішак · b5 білий пішак · c5 чорний пішак · d5 білий пішак · e5 чорний пішак · g5 чорний пішак · h5 чорний пішак · a4 білий кінь · c4 білий пішак · e4 білий пішак · f4 чорний пішак · a3 білий пішак · f3 білий пішак · g3 чорний слон · h3 білий пішак · a2 білий король · b2 білий ферзь · g2 білий пішак | c8 чорний король · a7 чорний ферзь · c7 чорний пішак · d6 чорний пішак · a5 чорний пішак · b5 білий пішак · c5 чорний пішак · d5 білий пішак · e5 чорний пішак · g5 чорний пішак · h5 чорний пішак · a4 білий кінь · c4 білий пішак · e4 білий пішак · f4 чорний пішак · a3 білий пішак · f3 білий пішак · g3 чорний слон · h3 білий пішак · a2 білий король · b2 білий ферзь · g2 білий пішак | c8 чорний король · a7 чорний ферзь · c7 чорний пішак · d6 чорний пішак · a5 чорний пішак · b5 білий пішак · c5 чорний пішак · d5 білий пішак · e5 чорний пішак · g5 чорний пішак · h5 чорний пішак · a4 білий кінь · c4 білий пішак · e4 білий пішак · f4 чорний пішак · a3 білий пішак · f3 білий пішак · g3 чорний слон · h3 білий пішак · a2 білий король · b2 білий ферзь · g2 білий пішак | c8 чорний король · a7 чорний ферзь · c7 чорний пішак · d6 чорний пішак · a5 чорний пішак · b5 білий пішак · c5 чорний пішак · d5 білий пішак · e5 чорний пішак · g5 чорний пішак · h5 чорний пішак · a4 білий кінь · c4 білий пішак · e4 білий пішак · f4 чорний пішак · a3 білий пішак · f3 білий пішак · g3 чорний слон · h3 білий пішак · a2 білий король · b2 білий ферзь · g2 білий пішак | 7 |
| 6 | c8 чорний король · a7 чорний ферзь · c7 чорний пішак · d6 чорний пішак · a5 чорний пішак · b5 білий пішак · c5 чорний пішак · d5 білий пішак · e5 чорний пішак · g5 чорний пішак · h5 чорний пішак · a4 білий кінь · c4 білий пішак · e4 білий пішак · f4 чорний пішак · a3 білий пішак · f3 білий пішак · g3 чорний слон · h3 білий пішак · a2 білий король · b2 білий ферзь · g2 білий пішак | c8 чорний король · a7 чорний ферзь · c7 чорний пішак · d6 чорний пішак · a5 чорний пішак · b5 білий пішак · c5 чорний пішак · d5 білий пішак · e5 чорний пішак · g5 чорний пішак · h5 чорний пішак · a4 білий кінь · c4 білий пішак · e4 білий пішак · f4 чорний пішак · a3 білий пішак · f3 білий пішак · g3 чорний слон · h3 білий пішак · a2 білий король · b2 білий ферзь · g2 білий пішак | c8 чорний король · a7 чорний ферзь · c7 чорний пішак · d6 чорний пішак · a5 чорний пішак · b5 білий пішак · c5 чорний пішак · d5 білий пішак · e5 чорний пішак · g5 чорний пішак · h5 чорний пішак · a4 білий кінь · c4 білий пішак · e4 білий пішак · f4 чорний пішак · a3 білий пішак · f3 білий пішак · g3 чорний слон · h3 білий пішак · a2 білий король · b2 білий ферзь · g2 білий пішак | c8 чорний король · a7 чорний ферзь · c7 чорний пішак · d6 чорний пішак · a5 чорний пішак · b5 білий пішак · c5 чорний пішак · d5 білий пішак · e5 чорний пішак · g5 чорний пішак · h5 чорний пішак · a4 білий кінь · c4 білий пішак · e4 білий пішак · f4 чорний пішак · a3 білий пішак · f3 білий пішак · g3 чорний слон · h3 білий пішак · a2 білий король · b2 білий ферзь · g2 білий пішак | c8 чорний король · a7 чорний ферзь · c7 чорний пішак · d6 чорний пішак · a5 чорний пішак · b5 білий пішак · c5 чорний пішак · d5 білий пішак · e5 чорний пішак · g5 чорний пішак · h5 чорний пішак · a4 білий кінь · c4 білий пішак · e4 білий пішак · f4 чорний пішак · a3 білий пішак · f3 білий пішак · g3 чорний слон · h3 білий пішак · a2 білий король · b2 білий ферзь · g2 білий пішак | c8 чорний король · a7 чорний ферзь · c7 чорний пішак · d6 чорний пішак · a5 чорний пішак · b5 білий пішак · c5 чорний пішак · d5 білий пішак · e5 чорний пішак · g5 чорний пішак · h5 чорний пішак · a4 білий кінь · c4 білий пішак · e4 білий пішак · f4 чорний пішак · a3 білий пішак · f3 білий пішак · g3 чорний слон · h3 білий пішак · a2 білий король · b2 білий ферзь · g2 білий пішак | c8 чорний король · a7 чорний ферзь · c7 чорний пішак · d6 чорний пішак · a5 чорний пішак · b5 білий пішак · c5 чорний пішак · d5 білий пішак · e5 чорний пішак · g5 чорний пішак · h5 чорний пішак · a4 білий кінь · c4 білий пішак · e4 білий пішак · f4 чорний пішак · a3 білий пішак · f3 білий пішак · g3 чорний слон · h3 білий пішак · a2 білий король · b2 білий ферзь · g2 білий пішак | c8 чорний король · a7 чорний ферзь · c7 чорний пішак · d6 чорний пішак · a5 чорний пішак · b5 білий пішак · c5 чорний пішак · d5 білий пішак · e5 чорний пішак · g5 чорний пішак · h5 чорний пішак · a4 білий кінь · c4 білий пішак · e4 білий пішак · f4 чорний пішак · a3 білий пішак · f3 білий пішак · g3 чорний слон · h3 білий пішак · a2 білий король · b2 білий ферзь · g2 білий пішак | 6 |
| 5 | c8 чорний король · a7 чорний ферзь · c7 чорний пішак · d6 чорний пішак · a5 чорний пішак · b5 білий пішак · c5 чорний пішак · d5 білий пішак · e5 чорний пішак · g5 чорний пішак · h5 чорний пішак · a4 білий кінь · c4 білий пішак · e4 білий пішак · f4 чорний пішак · a3 білий пішак · f3 білий пішак · g3 чорний слон · h3 білий пішак · a2 білий король · b2 білий ферзь · g2 білий пішак | c8 чорний король · a7 чорний ферзь · c7 чорний пішак · d6 чорний пішак · a5 чорний пішак · b5 білий пішак · c5 чорний пішак · d5 білий пішак · e5 чорний пішак · g5 чорний пішак · h5 чорний пішак · a4 білий кінь · c4 білий пішак · e4 білий пішак · f4 чорний пішак · a3 білий пішак · f3 білий пішак · g3 чорний слон · h3 білий пішак · a2 білий король · b2 білий ферзь · g2 білий пішак | c8 чорний король · a7 чорний ферзь · c7 чорний пішак · d6 чорний пішак · a5 чорний пішак · b5 білий пішак · c5 чорний пішак · d5 білий пішак · e5 чорний пішак · g5 чорний пішак · h5 чорний пішак · a4 білий кінь · c4 білий пішак · e4 білий пішак · f4 чорний пішак · a3 білий пішак · f3 білий пішак · g3 чорний слон · h3 білий пішак · a2 білий король · b2 білий ферзь · g2 білий пішак | c8 чорний король · a7 чорний ферзь · c7 чорний пішак · d6 чорний пішак · a5 чорний пішак · b5 білий пішак · c5 чорний пішак · d5 білий пішак · e5 чорний пішак · g5 чорний пішак · h5 чорний пішак · a4 білий кінь · c4 білий пішак · e4 білий пішак · f4 чорний пішак · a3 білий пішак · f3 білий пішак · g3 чорний слон · h3 білий пішак · a2 білий король · b2 білий ферзь · g2 білий пішак | c8 чорний король · a7 чорний ферзь · c7 чорний пішак · d6 чорний пішак · a5 чорний пішак · b5 білий пішак · c5 чорний пішак · d5 білий пішак · e5 чорний пішак · g5 чорний пішак · h5 чорний пішак · a4 білий кінь · c4 білий пішак · e4 білий пішак · f4 чорний пішак · a3 білий пішак · f3 білий пішак · g3 чорний слон · h3 білий пішак · a2 білий король · b2 білий ферзь · g2 білий пішак | c8 чорний король · a7 чорний ферзь · c7 чорний пішак · d6 чорний пішак · a5 чорний пішак · b5 білий пішак · c5 чорний пішак · d5 білий пішак · e5 чорний пішак · g5 чорний пішак · h5 чорний пішак · a4 білий кінь · c4 білий пішак · e4 білий пішак · f4 чорний пішак · a3 білий пішак · f3 білий пішак · g3 чорний слон · h3 білий пішак · a2 білий король · b2 білий ферзь · g2 білий пішак | c8 чорний король · a7 чорний ферзь · c7 чорний пішак · d6 чорний пішак · a5 чорний пішак · b5 білий пішак · c5 чорний пішак · d5 білий пішак · e5 чорний пішак · g5 чорний пішак · h5 чорний пішак · a4 білий кінь · c4 білий пішак · e4 білий пішак · f4 чорний пішак · a3 білий пішак · f3 білий пішак · g3 чорний слон · h3 білий пішак · a2 білий король · b2 білий ферзь · g2 білий пішак | c8 чорний король · a7 чорний ферзь · c7 чорний пішак · d6 чорний пішак · a5 чорний пішак · b5 білий пішак · c5 чорний пішак · d5 білий пішак · e5 чорний пішак · g5 чорний пішак · h5 чорний пішак · a4 білий кінь · c4 білий пішак · e4 білий пішак · f4 чорний пішак · a3 білий пішак · f3 білий пішак · g3 чорний слон · h3 білий пішак · a2 білий король · b2 білий ферзь · g2 білий пішак | 5 |
| 4 | c8 чорний король · a7 чорний ферзь · c7 чорний пішак · d6 чорний пішак · a5 чорний пішак · b5 білий пішак · c5 чорний пішак · d5 білий пішак · e5 чорний пішак · g5 чорний пішак · h5 чорний пішак · a4 білий кінь · c4 білий пішак · e4 білий пішак · f4 чорний пішак · a3 білий пішак · f3 білий пішак · g3 чорний слон · h3 білий пішак · a2 білий король · b2 білий ферзь · g2 білий пішак | c8 чорний король · a7 чорний ферзь · c7 чорний пішак · d6 чорний пішак · a5 чорний пішак · b5 білий пішак · c5 чорний пішак · d5 білий пішак · e5 чорний пішак · g5 чорний пішак · h5 чорний пішак · a4 білий кінь · c4 білий пішак · e4 білий пішак · f4 чорний пішак · a3 білий пішак · f3 білий пішак · g3 чорний слон · h3 білий пішак · a2 білий король · b2 білий ферзь · g2 білий пішак | c8 чорний король · a7 чорний ферзь · c7 чорний пішак · d6 чорний пішак · a5 чорний пішак · b5 білий пішак · c5 чорний пішак · d5 білий пішак · e5 чорний пішак · g5 чорний пішак · h5 чорний пішак · a4 білий кінь · c4 білий пішак · e4 білий пішак · f4 чорний пішак · a3 білий пішак · f3 білий пішак · g3 чорний слон · h3 білий пішак · a2 білий король · b2 білий ферзь · g2 білий пішак | c8 чорний король · a7 чорний ферзь · c7 чорний пішак · d6 чорний пішак · a5 чорний пішак · b5 білий пішак · c5 чорний пішак · d5 білий пішак · e5 чорний пішак · g5 чорний пішак · h5 чорний пішак · a4 білий кінь · c4 білий пішак · e4 білий пішак · f4 чорний пішак · a3 білий пішак · f3 білий пішак · g3 чорний слон · h3 білий пішак · a2 білий король · b2 білий ферзь · g2 білий пішак | c8 чорний король · a7 чорний ферзь · c7 чорний пішак · d6 чорний пішак · a5 чорний пішак · b5 білий пішак · c5 чорний пішак · d5 білий пішак · e5 чорний пішак · g5 чорний пішак · h5 чорний пішак · a4 білий кінь · c4 білий пішак · e4 білий пішак · f4 чорний пішак · a3 білий пішак · f3 білий пішак · g3 чорний слон · h3 білий пішак · a2 білий король · b2 білий ферзь · g2 білий пішак | c8 чорний король · a7 чорний ферзь · c7 чорний пішак · d6 чорний пішак · a5 чорний пішак · b5 білий пішак · c5 чорний пішак · d5 білий пішак · e5 чорний пішак · g5 чорний пішак · h5 чорний пішак · a4 білий кінь · c4 білий пішак · e4 білий пішак · f4 чорний пішак · a3 білий пішак · f3 білий пішак · g3 чорний слон · h3 білий пішак · a2 білий король · b2 білий ферзь · g2 білий пішак | c8 чорний король · a7 чорний ферзь · c7 чорний пішак · d6 чорний пішак · a5 чорний пішак · b5 білий пішак · c5 чорний пішак · d5 білий пішак · e5 чорний пішак · g5 чорний пішак · h5 чорний пішак · a4 білий кінь · c4 білий пішак · e4 білий пішак · f4 чорний пішак · a3 білий пішак · f3 білий пішак · g3 чорний слон · h3 білий пішак · a2 білий король · b2 білий ферзь · g2 білий пішак | c8 чорний король · a7 чорний ферзь · c7 чорний пішак · d6 чорний пішак · a5 чорний пішак · b5 білий пішак · c5 чорний пішак · d5 білий пішак · e5 чорний пішак · g5 чорний пішак · h5 чорний пішак · a4 білий кінь · c4 білий пішак · e4 білий пішак · f4 чорний пішак · a3 білий пішак · f3 білий пішак · g3 чорний слон · h3 білий пішак · a2 білий король · b2 білий ферзь · g2 білий пішак | 4 |
| 3 | c8 чорний король · a7 чорний ферзь · c7 чорний пішак · d6 чорний пішак · a5 чорний пішак · b5 білий пішак · c5 чорний пішак · d5 білий пішак · e5 чорний пішак · g5 чорний пішак · h5 чорний пішак · a4 білий кінь · c4 білий пішак · e4 білий пішак · f4 чорний пішак · a3 білий пішак · f3 білий пішак · g3 чорний слон · h3 білий пішак · a2 білий король · b2 білий ферзь · g2 білий пішак | c8 чорний король · a7 чорний ферзь · c7 чорний пішак · d6 чорний пішак · a5 чорний пішак · b5 білий пішак · c5 чорний пішак · d5 білий пішак · e5 чорний пішак · g5 чорний пішак · h5 чорний пішак · a4 білий кінь · c4 білий пішак · e4 білий пішак · f4 чорний пішак · a3 білий пішак · f3 білий пішак · g3 чорний слон · h3 білий пішак · a2 білий король · b2 білий ферзь · g2 білий пішак | c8 чорний король · a7 чорний ферзь · c7 чорний пішак · d6 чорний пішак · a5 чорний пішак · b5 білий пішак · c5 чорний пішак · d5 білий пішак · e5 чорний пішак · g5 чорний пішак · h5 чорний пішак · a4 білий кінь · c4 білий пішак · e4 білий пішак · f4 чорний пішак · a3 білий пішак · f3 білий пішак · g3 чорний слон · h3 білий пішак · a2 білий король · b2 білий ферзь · g2 білий пішак | c8 чорний король · a7 чорний ферзь · c7 чорний пішак · d6 чорний пішак · a5 чорний пішак · b5 білий пішак · c5 чорний пішак · d5 білий пішак · e5 чорний пішак · g5 чорний пішак · h5 чорний пішак · a4 білий кінь · c4 білий пішак · e4 білий пішак · f4 чорний пішак · a3 білий пішак · f3 білий пішак · g3 чорний слон · h3 білий пішак · a2 білий король · b2 білий ферзь · g2 білий пішак | c8 чорний король · a7 чорний ферзь · c7 чорний пішак · d6 чорний пішак · a5 чорний пішак · b5 білий пішак · c5 чорний пішак · d5 білий пішак · e5 чорний пішак · g5 чорний пішак · h5 чорний пішак · a4 білий кінь · c4 білий пішак · e4 білий пішак · f4 чорний пішак · a3 білий пішак · f3 білий пішак · g3 чорний слон · h3 білий пішак · a2 білий король · b2 білий ферзь · g2 білий пішак | c8 чорний король · a7 чорний ферзь · c7 чорний пішак · d6 чорний пішак · a5 чорний пішак · b5 білий пішак · c5 чорний пішак · d5 білий пішак · e5 чорний пішак · g5 чорний пішак · h5 чорний пішак · a4 білий кінь · c4 білий пішак · e4 білий пішак · f4 чорний пішак · a3 білий пішак · f3 білий пішак · g3 чорний слон · h3 білий пішак · a2 білий король · b2 білий ферзь · g2 білий пішак | c8 чорний король · a7 чорний ферзь · c7 чорний пішак · d6 чорний пішак · a5 чорний пішак · b5 білий пішак · c5 чорний пішак · d5 білий пішак · e5 чорний пішак · g5 чорний пішак · h5 чорний пішак · a4 білий кінь · c4 білий пішак · e4 білий пішак · f4 чорний пішак · a3 білий пішак · f3 білий пішак · g3 чорний слон · h3 білий пішак · a2 білий король · b2 білий ферзь · g2 білий пішак | c8 чорний король · a7 чорний ферзь · c7 чорний пішак · d6 чорний пішак · a5 чорний пішак · b5 білий пішак · c5 чорний пішак · d5 білий пішак · e5 чорний пішак · g5 чорний пішак · h5 чорний пішак · a4 білий кінь · c4 білий пішак · e4 білий пішак · f4 чорний пішак · a3 білий пішак · f3 білий пішак · g3 чорний слон · h3 білий пішак · a2 білий король · b2 білий ферзь · g2 білий пішак | 3 |
| 2 | c8 чорний король · a7 чорний ферзь · c7 чорний пішак · d6 чорний пішак · a5 чорний пішак · b5 білий пішак · c5 чорний пішак · d5 білий пішак · e5 чорний пішак · g5 чорний пішак · h5 чорний пішак · a4 білий кінь · c4 білий пішак · e4 білий пішак · f4 чорний пішак · a3 білий пішак · f3 білий пішак · g3 чорний слон · h3 білий пішак · a2 білий король · b2 білий ферзь · g2 білий пішак | c8 чорний король · a7 чорний ферзь · c7 чорний пішак · d6 чорний пішак · a5 чорний пішак · b5 білий пішак · c5 чорний пішак · d5 білий пішак · e5 чорний пішак · g5 чорний пішак · h5 чорний пішак · a4 білий кінь · c4 білий пішак · e4 білий пішак · f4 чорний пішак · a3 білий пішак · f3 білий пішак · g3 чорний слон · h3 білий пішак · a2 білий король · b2 білий ферзь · g2 білий пішак | c8 чорний король · a7 чорний ферзь · c7 чорний пішак · d6 чорний пішак · a5 чорний пішак · b5 білий пішак · c5 чорний пішак · d5 білий пішак · e5 чорний пішак · g5 чорний пішак · h5 чорний пішак · a4 білий кінь · c4 білий пішак · e4 білий пішак · f4 чорний пішак · a3 білий пішак · f3 білий пішак · g3 чорний слон · h3 білий пішак · a2 білий король · b2 білий ферзь · g2 білий пішак | c8 чорний король · a7 чорний ферзь · c7 чорний пішак · d6 чорний пішак · a5 чорний пішак · b5 білий пішак · c5 чорний пішак · d5 білий пішак · e5 чорний пішак · g5 чорний пішак · h5 чорний пішак · a4 білий кінь · c4 білий пішак · e4 білий пішак · f4 чорний пішак · a3 білий пішак · f3 білий пішак · g3 чорний слон · h3 білий пішак · a2 білий король · b2 білий ферзь · g2 білий пішак | c8 чорний король · a7 чорний ферзь · c7 чорний пішак · d6 чорний пішак · a5 чорний пішак · b5 білий пішак · c5 чорний пішак · d5 білий пішак · e5 чорний пішак · g5 чорний пішак · h5 чорний пішак · a4 білий кінь · c4 білий пішак · e4 білий пішак · f4 чорний пішак · a3 білий пішак · f3 білий пішак · g3 чорний слон · h3 білий пішак · a2 білий король · b2 білий ферзь · g2 білий пішак | c8 чорний король · a7 чорний ферзь · c7 чорний пішак · d6 чорний пішак · a5 чорний пішак · b5 білий пішак · c5 чорний пішак · d5 білий пішак · e5 чорний пішак · g5 чорний пішак · h5 чорний пішак · a4 білий кінь · c4 білий пішак · e4 білий пішак · f4 чорний пішак · a3 білий пішак · f3 білий пішак · g3 чорний слон · h3 білий пішак · a2 білий король · b2 білий ферзь · g2 білий пішак | c8 чорний король · a7 чорний ферзь · c7 чорний пішак · d6 чорний пішак · a5 чорний пішак · b5 білий пішак · c5 чорний пішак · d5 білий пішак · e5 чорний пішак · g5 чорний пішак · h5 чорний пішак · a4 білий кінь · c4 білий пішак · e4 білий пішак · f4 чорний пішак · a3 білий пішак · f3 білий пішак · g3 чорний слон · h3 білий пішак · a2 білий король · b2 білий ферзь · g2 білий пішак | c8 чорний король · a7 чорний ферзь · c7 чорний пішак · d6 чорний пішак · a5 чорний пішак · b5 білий пішак · c5 чорний пішак · d5 білий пішак · e5 чорний пішак · g5 чорний пішак · h5 чорний пішак · a4 білий кінь · c4 білий пішак · e4 білий пішак · f4 чорний пішак · a3 білий пішак · f3 білий пішак · g3 чорний слон · h3 білий пішак · a2 білий король · b2 білий ферзь · g2 білий пішак | 2 |
| 1 | c8 чорний король · a7 чорний ферзь · c7 чорний пішак · d6 чорний пішак · a5 чорний пішак · b5 білий пішак · c5 чорний пішак · d5 білий пішак · e5 чорний пішак · g5 чорний пішак · h5 чорний пішак · a4 білий кінь · c4 білий пішак · e4 білий пішак · f4 чорний пішак · a3 білий пішак · f3 білий пішак · g3 чорний слон · h3 білий пішак · a2 білий король · b2 білий ферзь · g2 білий пішак | c8 чорний король · a7 чорний ферзь · c7 чорний пішак · d6 чорний пішак · a5 чорний пішак · b5 білий пішак · c5 чорний пішак · d5 білий пішак · e5 чорний пішак · g5 чорний пішак · h5 чорний пішак · a4 білий кінь · c4 білий пішак · e4 білий пішак · f4 чорний пішак · a3 білий пішак · f3 білий пішак · g3 чорний слон · h3 білий пішак · a2 білий король · b2 білий ферзь · g2 білий пішак | c8 чорний король · a7 чорний ферзь · c7 чорний пішак · d6 чорний пішак · a5 чорний пішак · b5 білий пішак · c5 чорний пішак · d5 білий пішак · e5 чорний пішак · g5 чорний пішак · h5 чорний пішак · a4 білий кінь · c4 білий пішак · e4 білий пішак · f4 чорний пішак · a3 білий пішак · f3 білий пішак · g3 чорний слон · h3 білий пішак · a2 білий король · b2 білий ферзь · g2 білий пішак | c8 чорний король · a7 чорний ферзь · c7 чорний пішак · d6 чорний пішак · a5 чорний пішак · b5 білий пішак · c5 чорний пішак · d5 білий пішак · e5 чорний пішак · g5 чорний пішак · h5 чорний пішак · a4 білий кінь · c4 білий пішак · e4 білий пішак · f4 чорний пішак · a3 білий пішак · f3 білий пішак · g3 чорний слон · h3 білий пішак · a2 білий король · b2 білий ферзь · g2 білий пішак | c8 чорний король · a7 чорний ферзь · c7 чорний пішак · d6 чорний пішак · a5 чорний пішак · b5 білий пішак · c5 чорний пішак · d5 білий пішак · e5 чорний пішак · g5 чорний пішак · h5 чорний пішак · a4 білий кінь · c4 білий пішак · e4 білий пішак · f4 чорний пішак · a3 білий пішак · f3 білий пішак · g3 чорний слон · h3 білий пішак · a2 білий король · b2 білий ферзь · g2 білий пішак | c8 чорний король · a7 чорний ферзь · c7 чорний пішак · d6 чорний пішак · a5 чорний пішак · b5 білий пішак · c5 чорний пішак · d5 білий пішак · e5 чорний пішак · g5 чорний пішак · h5 чорний пішак · a4 білий кінь · c4 білий пішак · e4 білий пішак · f4 чорний пішак · a3 білий пішак · f3 білий пішак · g3 чорний слон · h3 білий пішак · a2 білий король · b2 білий ферзь · g2 білий пішак | c8 чорний король · a7 чорний ферзь · c7 чорний пішак · d6 чорний пішак · a5 чорний пішак · b5 білий пішак · c5 чорний пішак · d5 білий пішак · e5 чорний пішак · g5 чорний пішак · h5 чорний пішак · a4 білий кінь · c4 білий пішак · e4 білий пішак · f4 чорний пішак · a3 білий пішак · f3 білий пішак · g3 чорний слон · h3 білий пішак · a2 білий король · b2 білий ферзь · g2 білий пішак | c8 чорний король · a7 чорний ферзь · c7 чорний пішак · d6 чорний пішак · a5 чорний пішак · b5 білий пішак · c5 чорний пішак · d5 білий пішак · e5 чорний пішак · g5 чорний пішак · h5 чорний пішак · a4 білий кінь · c4 білий пішак · e4 білий пішак · f4 чорний пішак · a3 білий пішак · f3 білий пішак · g3 чорний слон · h3 білий пішак · a2 білий король · b2 білий ферзь · g2 білий пішак | 1 |
|   | a | b | c | d | e | f | g | h |   |

|   | a | b | c | d | e | f | g | h |   |
| 8 | c8 чорний король · b6 чорний пішак · d6 чорний пішак · a5 чорний пішак · b5 білий пішак · c5 чорний пішак · d5 білий пішак · e5 чорний пішак · c4 білий пішак · e4 білий пішак · f4 чорний пішак · h4 чорний пішак · a3 білий пішак · f3 білий пішак · g3 чорний слон · h3 білий пішак · a2 білий король · d2 білий ферзь | c8 чорний король · b6 чорний пішак · d6 чорний пішак · a5 чорний пішак · b5 білий пішак · c5 чорний пішак · d5 білий пішак · e5 чорний пішак · c4 білий пішак · e4 білий пішак · f4 чорний пішак · h4 чорний пішак · a3 білий пішак · f3 білий пішак · g3 чорний слон · h3 білий пішак · a2 білий король · d2 білий ферзь | c8 чорний король · b6 чорний пішак · d6 чорний пішак · a5 чорний пішак · b5 білий пішак · c5 чорний пішак · d5 білий пішак · e5 чорний пішак · c4 білий пішак · e4 білий пішак · f4 чорний пішак · h4 чорний пішак · a3 білий пішак · f3 білий пішак · g3 чорний слон · h3 білий пішак · a2 білий король · d2 білий ферзь | c8 чорний король · b6 чорний пішак · d6 чорний пішак · a5 чорний пішак · b5 білий пішак · c5 чорний пішак · d5 білий пішак · e5 чорний пішак · c4 білий пішак · e4 білий пішак · f4 чорний пішак · h4 чорний пішак · a3 білий пішак · f3 білий пішак · g3 чорний слон · h3 білий пішак · a2 білий король · d2 білий ферзь | c8 чорний король · b6 чорний пішак · d6 чорний пішак · a5 чорний пішак · b5 білий пішак · c5 чорний пішак · d5 білий пішак · e5 чорний пішак · c4 білий пішак · e4 білий пішак · f4 чорний пішак · h4 чорний пішак · a3 білий пішак · f3 білий пішак · g3 чорний слон · h3 білий пішак · a2 білий король · d2 білий ферзь | c8 чорний король · b6 чорний пішак · d6 чорний пішак · a5 чорний пішак · b5 білий пішак · c5 чорний пішак · d5 білий пішак · e5 чорний пішак · c4 білий пішак · e4 білий пішак · f4 чорний пішак · h4 чорний пішак · a3 білий пішак · f3 білий пішак · g3 чорний слон · h3 білий пішак · a2 білий король · d2 білий ферзь | c8 чорний король · b6 чорний пішак · d6 чорний пішак · a5 чорний пішак · b5 білий пішак · c5 чорний пішак · d5 білий пішак · e5 чорний пішак · c4 білий пішак · e4 білий пішак · f4 чорний пішак · h4 чорний пішак · a3 білий пішак · f3 білий пішак · g3 чорний слон · h3 білий пішак · a2 білий король · d2 білий ферзь | c8 чорний король · b6 чорний пішак · d6 чорний пішак · a5 чорний пішак · b5 білий пішак · c5 чорний пішак · d5 білий пішак · e5 чорний пішак · c4 білий пішак · e4 білий пішак · f4 чорний пішак · h4 чорний пішак · a3 білий пішак · f3 білий пішак · g3 чорний слон · h3 білий пішак · a2 білий король · d2 білий ферзь | 8 |
| 7 | c8 чорний король · b6 чорний пішак · d6 чорний пішак · a5 чорний пішак · b5 білий пішак · c5 чорний пішак · d5 білий пішак · e5 чорний пішак · c4 білий пішак · e4 білий пішак · f4 чорний пішак · h4 чорний пішак · a3 білий пішак · f3 білий пішак · g3 чорний слон · h3 білий пішак · a2 білий король · d2 білий ферзь | c8 чорний король · b6 чорний пішак · d6 чорний пішак · a5 чорний пішак · b5 білий пішак · c5 чорний пішак · d5 білий пішак · e5 чорний пішак · c4 білий пішак · e4 білий пішак · f4 чорний пішак · h4 чорний пішак · a3 білий пішак · f3 білий пішак · g3 чорний слон · h3 білий пішак · a2 білий король · d2 білий ферзь | c8 чорний король · b6 чорний пішак · d6 чорний пішак · a5 чорний пішак · b5 білий пішак · c5 чорний пішак · d5 білий пішак · e5 чорний пішак · c4 білий пішак · e4 білий пішак · f4 чорний пішак · h4 чорний пішак · a3 білий пішак · f3 білий пішак · g3 чорний слон · h3 білий пішак · a2 білий король · d2 білий ферзь | c8 чорний король · b6 чорний пішак · d6 чорний пішак · a5 чорний пішак · b5 білий пішак · c5 чорний пішак · d5 білий пішак · e5 чорний пішак · c4 білий пішак · e4 білий пішак · f4 чорний пішак · h4 чорний пішак · a3 білий пішак · f3 білий пішак · g3 чорний слон · h3 білий пішак · a2 білий король · d2 білий ферзь | c8 чорний король · b6 чорний пішак · d6 чорний пішак · a5 чорний пішак · b5 білий пішак · c5 чорний пішак · d5 білий пішак · e5 чорний пішак · c4 білий пішак · e4 білий пішак · f4 чорний пішак · h4 чорний пішак · a3 білий пішак · f3 білий пішак · g3 чорний слон · h3 білий пішак · a2 білий король · d2 білий ферзь | c8 чорний король · b6 чорний пішак · d6 чорний пішак · a5 чорний пішак · b5 білий пішак · c5 чорний пішак · d5 білий пішак · e5 чорний пішак · c4 білий пішак · e4 білий пішак · f4 чорний пішак · h4 чорний пішак · a3 білий пішак · f3 білий пішак · g3 чорний слон · h3 білий пішак · a2 білий король · d2 білий ферзь | c8 чорний король · b6 чорний пішак · d6 чорний пішак · a5 чорний пішак · b5 білий пішак · c5 чорний пішак · d5 білий пішак · e5 чорний пішак · c4 білий пішак · e4 білий пішак · f4 чорний пішак · h4 чорний пішак · a3 білий пішак · f3 білий пішак · g3 чорний слон · h3 білий пішак · a2 білий король · d2 білий ферзь | c8 чорний король · b6 чорний пішак · d6 чорний пішак · a5 чорний пішак · b5 білий пішак · c5 чорний пішак · d5 білий пішак · e5 чорний пішак · c4 білий пішак · e4 білий пішак · f4 чорний пішак · h4 чорний пішак · a3 білий пішак · f3 білий пішак · g3 чорний слон · h3 білий пішак · a2 білий король · d2 білий ферзь | 7 |
| 6 | c8 чорний король · b6 чорний пішак · d6 чорний пішак · a5 чорний пішак · b5 білий пішак · c5 чорний пішак · d5 білий пішак · e5 чорний пішак · c4 білий пішак · e4 білий пішак · f4 чорний пішак · h4 чорний пішак · a3 білий пішак · f3 білий пішак · g3 чорний слон · h3 білий пішак · a2 білий король · d2 білий ферзь | c8 чорний король · b6 чорний пішак · d6 чорний пішак · a5 чорний пішак · b5 білий пішак · c5 чорний пішак · d5 білий пішак · e5 чорний пішак · c4 білий пішак · e4 білий пішак · f4 чорний пішак · h4 чорний пішак · a3 білий пішак · f3 білий пішак · g3 чорний слон · h3 білий пішак · a2 білий король · d2 білий ферзь | c8 чорний король · b6 чорний пішак · d6 чорний пішак · a5 чорний пішак · b5 білий пішак · c5 чорний пішак · d5 білий пішак · e5 чорний пішак · c4 білий пішак · e4 білий пішак · f4 чорний пішак · h4 чорний пішак · a3 білий пішак · f3 білий пішак · g3 чорний слон · h3 білий пішак · a2 білий король · d2 білий ферзь | c8 чорний король · b6 чорний пішак · d6 чорний пішак · a5 чорний пішак · b5 білий пішак · c5 чорний пішак · d5 білий пішак · e5 чорний пішак · c4 білий пішак · e4 білий пішак · f4 чорний пішак · h4 чорний пішак · a3 білий пішак · f3 білий пішак · g3 чорний слон · h3 білий пішак · a2 білий король · d2 білий ферзь | c8 чорний король · b6 чорний пішак · d6 чорний пішак · a5 чорний пішак · b5 білий пішак · c5 чорний пішак · d5 білий пішак · e5 чорний пішак · c4 білий пішак · e4 білий пішак · f4 чорний пішак · h4 чорний пішак · a3 білий пішак · f3 білий пішак · g3 чорний слон · h3 білий пішак · a2 білий король · d2 білий ферзь | c8 чорний король · b6 чорний пішак · d6 чорний пішак · a5 чорний пішак · b5 білий пішак · c5 чорний пішак · d5 білий пішак · e5 чорний пішак · c4 білий пішак · e4 білий пішак · f4 чорний пішак · h4 чорний пішак · a3 білий пішак · f3 білий пішак · g3 чорний слон · h3 білий пішак · a2 білий король · d2 білий ферзь | c8 чорний король · b6 чорний пішак · d6 чорний пішак · a5 чорний пішак · b5 білий пішак · c5 чорний пішак · d5 білий пішак · e5 чорний пішак · c4 білий пішак · e4 білий пішак · f4 чорний пішак · h4 чорний пішак · a3 білий пішак · f3 білий пішак · g3 чорний слон · h3 білий пішак · a2 білий король · d2 білий ферзь | c8 чорний король · b6 чорний пішак · d6 чорний пішак · a5 чорний пішак · b5 білий пішак · c5 чорний пішак · d5 білий пішак · e5 чорний пішак · c4 білий пішак · e4 білий пішак · f4 чорний пішак · h4 чорний пішак · a3 білий пішак · f3 білий пішак · g3 чорний слон · h3 білий пішак · a2 білий король · d2 білий ферзь | 6 |
| 5 | c8 чорний король · b6 чорний пішак · d6 чорний пішак · a5 чорний пішак · b5 білий пішак · c5 чорний пішак · d5 білий пішак · e5 чорний пішак · c4 білий пішак · e4 білий пішак · f4 чорний пішак · h4 чорний пішак · a3 білий пішак · f3 білий пішак · g3 чорний слон · h3 білий пішак · a2 білий король · d2 білий ферзь | c8 чорний король · b6 чорний пішак · d6 чорний пішак · a5 чорний пішак · b5 білий пішак · c5 чорний пішак · d5 білий пішак · e5 чорний пішак · c4 білий пішак · e4 білий пішак · f4 чорний пішак · h4 чорний пішак · a3 білий пішак · f3 білий пішак · g3 чорний слон · h3 білий пішак · a2 білий король · d2 білий ферзь | c8 чорний король · b6 чорний пішак · d6 чорний пішак · a5 чорний пішак · b5 білий пішак · c5 чорний пішак · d5 білий пішак · e5 чорний пішак · c4 білий пішак · e4 білий пішак · f4 чорний пішак · h4 чорний пішак · a3 білий пішак · f3 білий пішак · g3 чорний слон · h3 білий пішак · a2 білий король · d2 білий ферзь | c8 чорний король · b6 чорний пішак · d6 чорний пішак · a5 чорний пішак · b5 білий пішак · c5 чорний пішак · d5 білий пішак · e5 чорний пішак · c4 білий пішак · e4 білий пішак · f4 чорний пішак · h4 чорний пішак · a3 білий пішак · f3 білий пішак · g3 чорний слон · h3 білий пішак · a2 білий король · d2 білий ферзь | c8 чорний король · b6 чорний пішак · d6 чорний пішак · a5 чорний пішак · b5 білий пішак · c5 чорний пішак · d5 білий пішак · e5 чорний пішак · c4 білий пішак · e4 білий пішак · f4 чорний пішак · h4 чорний пішак · a3 білий пішак · f3 білий пішак · g3 чорний слон · h3 білий пішак · a2 білий король · d2 білий ферзь | c8 чорний король · b6 чорний пішак · d6 чорний пішак · a5 чорний пішак · b5 білий пішак · c5 чорний пішак · d5 білий пішак · e5 чорний пішак · c4 білий пішак · e4 білий пішак · f4 чорний пішак · h4 чорний пішак · a3 білий пішак · f3 білий пішак · g3 чорний слон · h3 білий пішак · a2 білий король · d2 білий ферзь | c8 чорний король · b6 чорний пішак · d6 чорний пішак · a5 чорний пішак · b5 білий пішак · c5 чорний пішак · d5 білий пішак · e5 чорний пішак · c4 білий пішак · e4 білий пішак · f4 чорний пішак · h4 чорний пішак · a3 білий пішак · f3 білий пішак · g3 чорний слон · h3 білий пішак · a2 білий король · d2 білий ферзь | c8 чорний король · b6 чорний пішак · d6 чорний пішак · a5 чорний пішак · b5 білий пішак · c5 чорний пішак · d5 білий пішак · e5 чорний пішак · c4 білий пішак · e4 білий пішак · f4 чорний пішак · h4 чорний пішак · a3 білий пішак · f3 білий пішак · g3 чорний слон · h3 білий пішак · a2 білий король · d2 білий ферзь | 5 |
| 4 | c8 чорний король · b6 чорний пішак · d6 чорний пішак · a5 чорний пішак · b5 білий пішак · c5 чорний пішак · d5 білий пішак · e5 чорний пішак · c4 білий пішак · e4 білий пішак · f4 чорний пішак · h4 чорний пішак · a3 білий пішак · f3 білий пішак · g3 чорний слон · h3 білий пішак · a2 білий король · d2 білий ферзь | c8 чорний король · b6 чорний пішак · d6 чорний пішак · a5 чорний пішак · b5 білий пішак · c5 чорний пішак · d5 білий пішак · e5 чорний пішак · c4 білий пішак · e4 білий пішак · f4 чорний пішак · h4 чорний пішак · a3 білий пішак · f3 білий пішак · g3 чорний слон · h3 білий пішак · a2 білий король · d2 білий ферзь | c8 чорний король · b6 чорний пішак · d6 чорний пішак · a5 чорний пішак · b5 білий пішак · c5 чорний пішак · d5 білий пішак · e5 чорний пішак · c4 білий пішак · e4 білий пішак · f4 чорний пішак · h4 чорний пішак · a3 білий пішак · f3 білий пішак · g3 чорний слон · h3 білий пішак · a2 білий король · d2 білий ферзь | c8 чорний король · b6 чорний пішак · d6 чорний пішак · a5 чорний пішак · b5 білий пішак · c5 чорний пішак · d5 білий пішак · e5 чорний пішак · c4 білий пішак · e4 білий пішак · f4 чорний пішак · h4 чорний пішак · a3 білий пішак · f3 білий пішак · g3 чорний слон · h3 білий пішак · a2 білий король · d2 білий ферзь | c8 чорний король · b6 чорний пішак · d6 чорний пішак · a5 чорний пішак · b5 білий пішак · c5 чорний пішак · d5 білий пішак · e5 чорний пішак · c4 білий пішак · e4 білий пішак · f4 чорний пішак · h4 чорний пішак · a3 білий пішак · f3 білий пішак · g3 чорний слон · h3 білий пішак · a2 білий король · d2 білий ферзь | c8 чорний король · b6 чорний пішак · d6 чорний пішак · a5 чорний пішак · b5 білий пішак · c5 чорний пішак · d5 білий пішак · e5 чорний пішак · c4 білий пішак · e4 білий пішак · f4 чорний пішак · h4 чорний пішак · a3 білий пішак · f3 білий пішак · g3 чорний слон · h3 білий пішак · a2 білий король · d2 білий ферзь | c8 чорний король · b6 чорний пішак · d6 чорний пішак · a5 чорний пішак · b5 білий пішак · c5 чорний пішак · d5 білий пішак · e5 чорний пішак · c4 білий пішак · e4 білий пішак · f4 чорний пішак · h4 чорний пішак · a3 білий пішак · f3 білий пішак · g3 чорний слон · h3 білий пішак · a2 білий король · d2 білий ферзь | c8 чорний король · b6 чорний пішак · d6 чорний пішак · a5 чорний пішак · b5 білий пішак · c5 чорний пішак · d5 білий пішак · e5 чорний пішак · c4 білий пішак · e4 білий пішак · f4 чорний пішак · h4 чорний пішак · a3 білий пішак · f3 білий пішак · g3 чорний слон · h3 білий пішак · a2 білий король · d2 білий ферзь | 4 |
| 3 | c8 чорний король · b6 чорний пішак · d6 чорний пішак · a5 чорний пішак · b5 білий пішак · c5 чорний пішак · d5 білий пішак · e5 чорний пішак · c4 білий пішак · e4 білий пішак · f4 чорний пішак · h4 чорний пішак · a3 білий пішак · f3 білий пішак · g3 чорний слон · h3 білий пішак · a2 білий король · d2 білий ферзь | c8 чорний король · b6 чорний пішак · d6 чорний пішак · a5 чорний пішак · b5 білий пішак · c5 чорний пішак · d5 білий пішак · e5 чорний пішак · c4 білий пішак · e4 білий пішак · f4 чорний пішак · h4 чорний пішак · a3 білий пішак · f3 білий пішак · g3 чорний слон · h3 білий пішак · a2 білий король · d2 білий ферзь | c8 чорний король · b6 чорний пішак · d6 чорний пішак · a5 чорний пішак · b5 білий пішак · c5 чорний пішак · d5 білий пішак · e5 чорний пішак · c4 білий пішак · e4 білий пішак · f4 чорний пішак · h4 чорний пішак · a3 білий пішак · f3 білий пішак · g3 чорний слон · h3 білий пішак · a2 білий король · d2 білий ферзь | c8 чорний король · b6 чорний пішак · d6 чорний пішак · a5 чорний пішак · b5 білий пішак · c5 чорний пішак · d5 білий пішак · e5 чорний пішак · c4 білий пішак · e4 білий пішак · f4 чорний пішак · h4 чорний пішак · a3 білий пішак · f3 білий пішак · g3 чорний слон · h3 білий пішак · a2 білий король · d2 білий ферзь | c8 чорний король · b6 чорний пішак · d6 чорний пішак · a5 чорний пішак · b5 білий пішак · c5 чорний пішак · d5 білий пішак · e5 чорний пішак · c4 білий пішак · e4 білий пішак · f4 чорний пішак · h4 чорний пішак · a3 білий пішак · f3 білий пішак · g3 чорний слон · h3 білий пішак · a2 білий король · d2 білий ферзь | c8 чорний король · b6 чорний пішак · d6 чорний пішак · a5 чорний пішак · b5 білий пішак · c5 чорний пішак · d5 білий пішак · e5 чорний пішак · c4 білий пішак · e4 білий пішак · f4 чорний пішак · h4 чорний пішак · a3 білий пішак · f3 білий пішак · g3 чорний слон · h3 білий пішак · a2 білий король · d2 білий ферзь | c8 чорний король · b6 чорний пішак · d6 чорний пішак · a5 чорний пішак · b5 білий пішак · c5 чорний пішак · d5 білий пішак · e5 чорний пішак · c4 білий пішак · e4 білий пішак · f4 чорний пішак · h4 чорний пішак · a3 білий пішак · f3 білий пішак · g3 чорний слон · h3 білий пішак · a2 білий король · d2 білий ферзь | c8 чорний король · b6 чорний пішак · d6 чорний пішак · a5 чорний пішак · b5 білий пішак · c5 чорний пішак · d5 білий пішак · e5 чорний пішак · c4 білий пішак · e4 білий пішак · f4 чорний пішак · h4 чорний пішак · a3 білий пішак · f3 білий пішак · g3 чорний слон · h3 білий пішак · a2 білий король · d2 білий ферзь | 3 |
| 2 | c8 чорний король · b6 чорний пішак · d6 чорний пішак · a5 чорний пішак · b5 білий пішак · c5 чорний пішак · d5 білий пішак · e5 чорний пішак · c4 білий пішак · e4 білий пішак · f4 чорний пішак · h4 чорний пішак · a3 білий пішак · f3 білий пішак · g3 чорний слон · h3 білий пішак · a2 білий король · d2 білий ферзь | c8 чорний король · b6 чорний пішак · d6 чорний пішак · a5 чорний пішак · b5 білий пішак · c5 чорний пішак · d5 білий пішак · e5 чорний пішак · c4 білий пішак · e4 білий пішак · f4 чорний пішак · h4 чорний пішак · a3 білий пішак · f3 білий пішак · g3 чорний слон · h3 білий пішак · a2 білий король · d2 білий ферзь | c8 чорний король · b6 чорний пішак · d6 чорний пішак · a5 чорний пішак · b5 білий пішак · c5 чорний пішак · d5 білий пішак · e5 чорний пішак · c4 білий пішак · e4 білий пішак · f4 чорний пішак · h4 чорний пішак · a3 білий пішак · f3 білий пішак · g3 чорний слон · h3 білий пішак · a2 білий король · d2 білий ферзь | c8 чорний король · b6 чорний пішак · d6 чорний пішак · a5 чорний пішак · b5 білий пішак · c5 чорний пішак · d5 білий пішак · e5 чорний пішак · c4 білий пішак · e4 білий пішак · f4 чорний пішак · h4 чорний пішак · a3 білий пішак · f3 білий пішак · g3 чорний слон · h3 білий пішак · a2 білий король · d2 білий ферзь | c8 чорний король · b6 чорний пішак · d6 чорний пішак · a5 чорний пішак · b5 білий пішак · c5 чорний пішак · d5 білий пішак · e5 чорний пішак · c4 білий пішак · e4 білий пішак · f4 чорний пішак · h4 чорний пішак · a3 білий пішак · f3 білий пішак · g3 чорний слон · h3 білий пішак · a2 білий король · d2 білий ферзь | c8 чорний король · b6 чорний пішак · d6 чорний пішак · a5 чорний пішак · b5 білий пішак · c5 чорний пішак · d5 білий пішак · e5 чорний пішак · c4 білий пішак · e4 білий пішак · f4 чорний пішак · h4 чорний пішак · a3 білий пішак · f3 білий пішак · g3 чорний слон · h3 білий пішак · a2 білий король · d2 білий ферзь | c8 чорний король · b6 чорний пішак · d6 чорний пішак · a5 чорний пішак · b5 білий пішак · c5 чорний пішак · d5 білий пішак · e5 чорний пішак · c4 білий пішак · e4 білий пішак · f4 чорний пішак · h4 чорний пішак · a3 білий пішак · f3 білий пішак · g3 чорний слон · h3 білий пішак · a2 білий король · d2 білий ферзь | c8 чорний король · b6 чорний пішак · d6 чорний пішак · a5 чорний пішак · b5 білий пішак · c5 чорний пішак · d5 білий пішак · e5 чорний пішак · c4 білий пішак · e4 білий пішак · f4 чорний пішак · h4 чорний пішак · a3 білий пішак · f3 білий пішак · g3 чорний слон · h3 білий пішак · a2 білий король · d2 білий ферзь | 2 |
| 1 | c8 чорний король · b6 чорний пішак · d6 чорний пішак · a5 чорний пішак · b5 білий пішак · c5 чорний пішак · d5 білий пішак · e5 чорний пішак · c4 білий пішак · e4 білий пішак · f4 чорний пішак · h4 чорний пішак · a3 білий пішак · f3 білий пішак · g3 чорний слон · h3 білий пішак · a2 білий король · d2 білий ферзь | c8 чорний король · b6 чорний пішак · d6 чорний пішак · a5 чорний пішак · b5 білий пішак · c5 чорний пішак · d5 білий пішак · e5 чорний пішак · c4 білий пішак · e4 білий пішак · f4 чорний пішак · h4 чорний пішак · a3 білий пішак · f3 білий пішак · g3 чорний слон · h3 білий пішак · a2 білий король · d2 білий ферзь | c8 чорний король · b6 чорний пішак · d6 чорний пішак · a5 чорний пішак · b5 білий пішак · c5 чорний пішак · d5 білий пішак · e5 чорний пішак · c4 білий пішак · e4 білий пішак · f4 чорний пішак · h4 чорний пішак · a3 білий пішак · f3 білий пішак · g3 чорний слон · h3 білий пішак · a2 білий король · d2 білий ферзь | c8 чорний король · b6 чорний пішак · d6 чорний пішак · a5 чорний пішак · b5 білий пішак · c5 чорний пішак · d5 білий пішак · e5 чорний пішак · c4 білий пішак · e4 білий пішак · f4 чорний пішак · h4 чорний пішак · a3 білий пішак · f3 білий пішак · g3 чорний слон · h3 білий пішак · a2 білий король · d2 білий ферзь | c8 чорний король · b6 чорний пішак · d6 чорний пішак · a5 чорний пішак · b5 білий пішак · c5 чорний пішак · d5 білий пішак · e5 чорний пішак · c4 білий пішак · e4 білий пішак · f4 чорний пішак · h4 чорний пішак · a3 білий пішак · f3 білий пішак · g3 чорний слон · h3 білий пішак · a2 білий король · d2 білий ферзь | c8 чорний король · b6 чорний пішак · d6 чорний пішак · a5 чорний пішак · b5 білий пішак · c5 чорний пішак · d5 білий пішак · e5 чорний пішак · c4 білий пішак · e4 білий пішак · f4 чорний пішак · h4 чорний пішак · a3 білий пішак · f3 білий пішак · g3 чорний слон · h3 білий пішак · a2 білий король · d2 білий ферзь | c8 чорний король · b6 чорний пішак · d6 чорний пішак · a5 чорний пішак · b5 білий пішак · c5 чорний пішак · d5 білий пішак · e5 чорний пішак · c4 білий пішак · e4 білий пішак · f4 чорний пішак · h4 чорний пішак · a3 білий пішак · f3 білий пішак · g3 чорний слон · h3 білий пішак · a2 білий король · d2 білий ферзь | c8 чорний король · b6 чорний пішак · d6 чорний пішак · a5 чорний пішак · b5 білий пішак · c5 чорний пішак · d5 білий пішак · e5 чорний пішак · c4 білий пішак · e4 білий пішак · f4 чорний пішак · h4 чорний пішак · a3 білий пішак · f3 білий пішак · g3 чорний слон · h3 білий пішак · a2 білий король · d2 білий ферзь | 1 |
|   | a | b | c | d | e | f | g | h |   |

Попередня гра може видатись дивною, але чорні досягли схожого захисного периметра в грі 1970 року між
Аршаком Петросяном та Газаєм (діаграма зліва). На діаграмі зліва чорні перебувають у важкому становищі, оскільки білі можуть атакувати й виграти пішака а примусом, і тоді ніякої контргри. Чорні спробували дивовижний хід 45...Qb6!?, на що білі відповіли очевидним 46.Nxb6+? Це виявилось вирішальною помилкою, яка дала змогу чорним побудувати непроникну фортецю. Білим потрібно було продовжувати проводити свій план з виграшу пішака а, наприклад ходом 46.Qc1 (загрожуючи 47.Nxb6+ cxb6 48.h4! gxh4 49.Qh1 і Qh3, з виграшем) Qa7 47.Qd2 після чого Kb3, Nc3, Ka4, і Na2-c1-b3. 46...cxb6 Тепер чорні загрожують 47...h4, закриваючи своїми пішаками цілу шахівницю, а отже білі пробують пробити оборону. 47.h4 gxh4 48.Qd2 h3! 49.gxh3 інакше 49...h2 нічия. 49...h4! (діаграма справа) чорні побудували фортецю і тепер гарантують собі нічию просто ходячи королем туди-сюди.  .

## Інші приклади
Нижче приведені деякі інші фортеці .

### Фортеці проти слона
|   | a                                                                   | b                                                                   | c                                                                   | d                                                                   | e                                                                   | f                                                                   | g                                                                   | h                                                                   |   |
| 8 | a7 білий слон · b7 чорний король · b6 білий пішак · c5 білий король | a7 білий слон · b7 чорний король · b6 білий пішак · c5 білий король | a7 білий слон · b7 чорний король · b6 білий пішак · c5 білий король | a7 білий слон · b7 чорний король · b6 білий пішак · c5 білий король | a7 білий слон · b7 чорний король · b6 білий пішак · c5 білий король | a7 білий слон · b7 чорний король · b6 білий пішак · c5 білий король | a7 білий слон · b7 чорний король · b6 білий пішак · c5 білий король | a7 білий слон · b7 чорний король · b6 білий пішак · c5 білий король | 8 |
| 7 | a7 білий слон · b7 чорний король · b6 білий пішак · c5 білий король | a7 білий слон · b7 чорний король · b6 білий пішак · c5 білий король | a7 білий слон · b7 чорний король · b6 білий пішак · c5 білий король | a7 білий слон · b7 чорний король · b6 білий пішак · c5 білий король | a7 білий слон · b7 чорний король · b6 білий пішак · c5 білий король | a7 білий слон · b7 чорний король · b6 білий пішак · c5 білий король | a7 білий слон · b7 чорний король · b6 білий пішак · c5 білий король | a7 білий слон · b7 чорний король · b6 білий пішак · c5 білий король | 7 |
| 6 | a7 білий слон · b7 чорний король · b6 білий пішак · c5 білий король | a7 білий слон · b7 чорний король · b6 білий пішак · c5 білий король | a7 білий слон · b7 чорний король · b6 білий пішак · c5 білий король | a7 білий слон · b7 чорний король · b6 білий пішак · c5 білий король | a7 білий слон · b7 чорний король · b6 білий пішак · c5 білий король | a7 білий слон · b7 чорний король · b6 білий пішак · c5 білий король | a7 білий слон · b7 чорний король · b6 білий пішак · c5 білий король | a7 білий слон · b7 чорний король · b6 білий пішак · c5 білий король | 6 |
| 5 | a7 білий слон · b7 чорний король · b6 білий пішак · c5 білий король | a7 білий слон · b7 чорний король · b6 білий пішак · c5 білий король | a7 білий слон · b7 чорний король · b6 білий пішак · c5 білий король | a7 білий слон · b7 чорний король · b6 білий пішак · c5 білий король | a7 білий слон · b7 чорний король · b6 білий пішак · c5 білий король | a7 білий слон · b7 чорний король · b6 білий пішак · c5 білий король | a7 білий слон · b7 чорний король · b6 білий пішак · c5 білий король | a7 білий слон · b7 чорний король · b6 білий пішак · c5 білий король | 5 |
| 4 | a7 білий слон · b7 чорний король · b6 білий пішак · c5 білий король | a7 білий слон · b7 чорний король · b6 білий пішак · c5 білий король | a7 білий слон · b7 чорний король · b6 білий пішак · c5 білий король | a7 білий слон · b7 чорний король · b6 білий пішак · c5 білий король | a7 білий слон · b7 чорний король · b6 білий пішак · c5 білий король | a7 білий слон · b7 чорний король · b6 білий пішак · c5 білий король | a7 білий слон · b7 чорний король · b6 білий пішак · c5 білий король | a7 білий слон · b7 чорний король · b6 білий пішак · c5 білий король | 4 |
| 3 | a7 білий слон · b7 чорний король · b6 білий пішак · c5 білий король | a7 білий слон · b7 чорний король · b6 білий пішак · c5 білий король | a7 білий слон · b7 чорний король · b6 білий пішак · c5 білий король | a7 білий слон · b7 чорний король · b6 білий пішак · c5 білий король | a7 білий слон · b7 чорний король · b6 білий пішак · c5 білий король | a7 білий слон · b7 чорний король · b6 білий пішак · c5 білий король | a7 білий слон · b7 чорний король · b6 білий пішак · c5 білий король | a7 білий слон · b7 чорний король · b6 білий пішак · c5 білий король | 3 |
| 2 | a7 білий слон · b7 чорний король · b6 білий пішак · c5 білий король | a7 білий слон · b7 чорний король · b6 білий пішак · c5 білий король | a7 білий слон · b7 чорний король · b6 білий пішак · c5 білий король | a7 білий слон · b7 чорний король · b6 білий пішак · c5 білий король | a7 білий слон · b7 чорний король · b6 білий пішак · c5 білий король | a7 білий слон · b7 чорний король · b6 білий пішак · c5 білий король | a7 білий слон · b7 чорний король · b6 білий пішак · c5 білий король | a7 білий слон · b7 чорний король · b6 білий пішак · c5 білий король | 2 |
| 1 | a7 білий слон · b7 чорний король · b6 білий пішак · c5 білий король | a7 білий слон · b7 чорний король · b6 білий пішак · c5 білий король | a7 білий слон · b7 чорний король · b6 білий пішак · c5 білий король | a7 білий слон · b7 чорний король · b6 білий пішак · c5 білий король | a7 білий слон · b7 чорний король · b6 білий пішак · c5 білий король | a7 білий слон · b7 чорний король · b6 білий пішак · c5 білий король | a7 білий слон · b7 чорний король · b6 білий пішак · c5 білий король | a7 білий слон · b7 чорний король · b6 білий пішак · c5 білий король | 1 |
|   | a                                                                   | b                                                                   | c                                                                   | d                                                                   | e                                                                   | f                                                                   | g                                                                   | h                                                                   |   |

|   | a                                                                                     | b                                                                                     | c                                                                                     | d                                                                                     | e                                                                                     | f                                                                                     | g                                                                                     | h                                                                                     |   |
| 8 | b8 чорний король · a7 чорний пішак · a6 білий пішак · b5 білий король · d5 білий слон | b8 чорний король · a7 чорний пішак · a6 білий пішак · b5 білий король · d5 білий слон | b8 чорний король · a7 чорний пішак · a6 білий пішак · b5 білий король · d5 білий слон | b8 чорний король · a7 чорний пішак · a6 білий пішак · b5 білий король · d5 білий слон | b8 чорний король · a7 чорний пішак · a6 білий пішак · b5 білий король · d5 білий слон | b8 чорний король · a7 чорний пішак · a6 білий пішак · b5 білий король · d5 білий слон | b8 чорний король · a7 чорний пішак · a6 білий пішак · b5 білий король · d5 білий слон | b8 чорний король · a7 чорний пішак · a6 білий пішак · b5 білий король · d5 білий слон | 8 |
| 7 | b8 чорний король · a7 чорний пішак · a6 білий пішак · b5 білий король · d5 білий слон | b8 чорний король · a7 чорний пішак · a6 білий пішак · b5 білий король · d5 білий слон | b8 чорний король · a7 чорний пішак · a6 білий пішак · b5 білий король · d5 білий слон | b8 чорний король · a7 чорний пішак · a6 білий пішак · b5 білий король · d5 білий слон | b8 чорний король · a7 чорний пішак · a6 білий пішак · b5 білий король · d5 білий слон | b8 чорний король · a7 чорний пішак · a6 білий пішак · b5 білий король · d5 білий слон | b8 чорний король · a7 чорний пішак · a6 білий пішак · b5 білий король · d5 білий слон | b8 чорний король · a7 чорний пішак · a6 білий пішак · b5 білий король · d5 білий слон | 7 |
| 6 | b8 чорний король · a7 чорний пішак · a6 білий пішак · b5 білий король · d5 білий слон | b8 чорний король · a7 чорний пішак · a6 білий пішак · b5 білий король · d5 білий слон | b8 чорний король · a7 чорний пішак · a6 білий пішак · b5 білий король · d5 білий слон | b8 чорний король · a7 чорний пішак · a6 білий пішак · b5 білий король · d5 білий слон | b8 чорний король · a7 чорний пішак · a6 білий пішак · b5 білий король · d5 білий слон | b8 чорний король · a7 чорний пішак · a6 білий пішак · b5 білий король · d5 білий слон | b8 чорний король · a7 чорний пішак · a6 білий пішак · b5 білий король · d5 білий слон | b8 чорний король · a7 чорний пішак · a6 білий пішак · b5 білий король · d5 білий слон | 6 |
| 5 | b8 чорний король · a7 чорний пішак · a6 білий пішак · b5 білий король · d5 білий слон | b8 чорний король · a7 чорний пішак · a6 білий пішак · b5 білий король · d5 білий слон | b8 чорний король · a7 чорний пішак · a6 білий пішак · b5 білий король · d5 білий слон | b8 чорний король · a7 чорний пішак · a6 білий пішак · b5 білий король · d5 білий слон | b8 чорний король · a7 чорний пішак · a6 білий пішак · b5 білий король · d5 білий слон | b8 чорний король · a7 чорний пішак · a6 білий пішак · b5 білий король · d5 білий слон | b8 чорний король · a7 чорний пішак · a6 білий пішак · b5 білий король · d5 білий слон | b8 чорний король · a7 чорний пішак · a6 білий пішак · b5 білий король · d5 білий слон | 5 |
| 4 | b8 чорний король · a7 чорний пішак · a6 білий пішак · b5 білий король · d5 білий слон | b8 чорний король · a7 чорний пішак · a6 білий пішак · b5 білий король · d5 білий слон | b8 чорний король · a7 чорний пішак · a6 білий пішак · b5 білий король · d5 білий слон | b8 чорний король · a7 чорний пішак · a6 білий пішак · b5 білий король · d5 білий слон | b8 чорний король · a7 чорний пішак · a6 білий пішак · b5 білий король · d5 білий слон | b8 чорний король · a7 чорний пішак · a6 білий пішак · b5 білий король · d5 білий слон | b8 чорний король · a7 чорний пішак · a6 білий пішак · b5 білий король · d5 білий слон | b8 чорний король · a7 чорний пішак · a6 білий пішак · b5 білий король · d5 білий слон | 4 |
| 3 | b8 чорний король · a7 чорний пішак · a6 білий пішак · b5 білий король · d5 білий слон | b8 чорний король · a7 чорний пішак · a6 білий пішак · b5 білий король · d5 білий слон | b8 чорний король · a7 чорний пішак · a6 білий пішак · b5 білий король · d5 білий слон | b8 чорний король · a7 чорний пішак · a6 білий пішак · b5 білий король · d5 білий слон | b8 чорний король · a7 чорний пішак · a6 білий пішак · b5 білий король · d5 білий слон | b8 чорний король · a7 чорний пішак · a6 білий пішак · b5 білий король · d5 білий слон | b8 чорний король · a7 чорний пішак · a6 білий пішак · b5 білий король · d5 білий слон | b8 чорний король · a7 чорний пішак · a6 білий пішак · b5 білий король · d5 білий слон | 3 |
| 2 | b8 чорний король · a7 чорний пішак · a6 білий пішак · b5 білий король · d5 білий слон | b8 чорний король · a7 чорний пішак · a6 білий пішак · b5 білий король · d5 білий слон | b8 чорний король · a7 чорний пішак · a6 білий пішак · b5 білий король · d5 білий слон | b8 чорний король · a7 чорний пішак · a6 білий пішак · b5 білий король · d5 білий слон | b8 чорний король · a7 чорний пішак · a6 білий пішак · b5 білий король · d5 білий слон | b8 чорний король · a7 чорний пішак · a6 білий пішак · b5 білий король · d5 білий слон | b8 чорний король · a7 чорний пішак · a6 білий пішак · b5 білий король · d5 білий слон | b8 чорний король · a7 чорний пішак · a6 білий пішак · b5 білий король · d5 білий слон | 2 |
| 1 | b8 чорний король · a7 чорний пішак · a6 білий пішак · b5 білий король · d5 білий слон | b8 чорний король · a7 чорний пішак · a6 білий пішак · b5 білий король · d5 білий слон | b8 чорний король · a7 чорний пішак · a6 білий пішак · b5 білий король · d5 білий слон | b8 чорний король · a7 чорний пішак · a6 білий пішак · b5 білий король · d5 білий слон | b8 чорний король · a7 чорний пішак · a6 білий пішак · b5 білий король · d5 білий слон | b8 чорний король · a7 чорний пішак · a6 білий пішак · b5 білий король · d5 білий слон | b8 чорний король · a7 чорний пішак · a6 білий пішак · b5 білий король · d5 білий слон | b8 чорний король · a7 чорний пішак · a6 білий пішак · b5 білий король · d5 білий слон | 1 |
|   | a                                                                                     | b                                                                                     | c                                                                                     | d                                                                                     | e                                                                                     | f                                                                                     | g                                                                                     | h                                                                                     |   |

### Фортеці проти коня
|   | a                                                                     | b                                                                     | c                                                                     | d                                                                     | e                                                                     | f                                                                     | g                                                                     | h                                                                     |   |
| 8 | a7 чорний кінь · e2 білий король · h2 чорний пішак · h1 чорний король | a7 чорний кінь · e2 білий король · h2 чорний пішак · h1 чорний король | a7 чорний кінь · e2 білий король · h2 чорний пішак · h1 чорний король | a7 чорний кінь · e2 білий король · h2 чорний пішак · h1 чорний король | a7 чорний кінь · e2 білий король · h2 чорний пішак · h1 чорний король | a7 чорний кінь · e2 білий король · h2 чорний пішак · h1 чорний король | a7 чорний кінь · e2 білий король · h2 чорний пішак · h1 чорний король | a7 чорний кінь · e2 білий король · h2 чорний пішак · h1 чорний король | 8 |
| 7 | a7 чорний кінь · e2 білий король · h2 чорний пішак · h1 чорний король | a7 чорний кінь · e2 білий король · h2 чорний пішак · h1 чорний король | a7 чорний кінь · e2 білий король · h2 чорний пішак · h1 чорний король | a7 чорний кінь · e2 білий король · h2 чорний пішак · h1 чорний король | a7 чорний кінь · e2 білий король · h2 чорний пішак · h1 чорний король | a7 чорний кінь · e2 білий король · h2 чорний пішак · h1 чорний король | a7 чорний кінь · e2 білий король · h2 чорний пішак · h1 чорний король | a7 чорний кінь · e2 білий король · h2 чорний пішак · h1 чорний король | 7 |
| 6 | a7 чорний кінь · e2 білий король · h2 чорний пішак · h1 чорний король | a7 чорний кінь · e2 білий король · h2 чорний пішак · h1 чорний король | a7 чорний кінь · e2 білий король · h2 чорний пішак · h1 чорний король | a7 чорний кінь · e2 білий король · h2 чорний пішак · h1 чорний король | a7 чорний кінь · e2 білий король · h2 чорний пішак · h1 чорний король | a7 чорний кінь · e2 білий король · h2 чорний пішак · h1 чорний король | a7 чорний кінь · e2 білий король · h2 чорний пішак · h1 чорний король | a7 чорний кінь · e2 білий король · h2 чорний пішак · h1 чорний король | 6 |
| 5 | a7 чорний кінь · e2 білий король · h2 чорний пішак · h1 чорний король | a7 чорний кінь · e2 білий король · h2 чорний пішак · h1 чорний король | a7 чорний кінь · e2 білий король · h2 чорний пішак · h1 чорний король | a7 чорний кінь · e2 білий король · h2 чорний пішак · h1 чорний король | a7 чорний кінь · e2 білий король · h2 чорний пішак · h1 чорний король | a7 чорний кінь · e2 білий король · h2 чорний пішак · h1 чорний король | a7 чорний кінь · e2 білий король · h2 чорний пішак · h1 чорний король | a7 чорний кінь · e2 білий король · h2 чорний пішак · h1 чорний король | 5 |
| 4 | a7 чорний кінь · e2 білий король · h2 чорний пішак · h1 чорний король | a7 чорний кінь · e2 білий король · h2 чорний пішак · h1 чорний король | a7 чорний кінь · e2 білий король · h2 чорний пішак · h1 чорний король | a7 чорний кінь · e2 білий король · h2 чорний пішак · h1 чорний король | a7 чорний кінь · e2 білий король · h2 чорний пішак · h1 чорний король | a7 чорний кінь · e2 білий король · h2 чорний пішак · h1 чорний король | a7 чорний кінь · e2 білий король · h2 чорний пішак · h1 чорний король | a7 чорний кінь · e2 білий король · h2 чорний пішак · h1 чорний король | 4 |
| 3 | a7 чорний кінь · e2 білий король · h2 чорний пішак · h1 чорний король | a7 чорний кінь · e2 білий король · h2 чорний пішак · h1 чорний король | a7 чорний кінь · e2 білий король · h2 чорний пішак · h1 чорний король | a7 чорний кінь · e2 білий король · h2 чорний пішак · h1 чорний король | a7 чорний кінь · e2 білий король · h2 чорний пішак · h1 чорний король | a7 чорний кінь · e2 білий король · h2 чорний пішак · h1 чорний король | a7 чорний кінь · e2 білий король · h2 чорний пішак · h1 чорний король | a7 чорний кінь · e2 білий король · h2 чорний пішак · h1 чорний король | 3 |
| 2 | a7 чорний кінь · e2 білий король · h2 чорний пішак · h1 чорний король | a7 чорний кінь · e2 білий король · h2 чорний пішак · h1 чорний король | a7 чорний кінь · e2 білий король · h2 чорний пішак · h1 чорний король | a7 чорний кінь · e2 білий король · h2 чорний пішак · h1 чорний король | a7 чорний кінь · e2 білий король · h2 чорний пішак · h1 чорний король | a7 чорний кінь · e2 білий король · h2 чорний пішак · h1 чорний король | a7 чорний кінь · e2 білий король · h2 чорний пішак · h1 чорний король | a7 чорний кінь · e2 білий король · h2 чорний пішак · h1 чорний король | 2 |
| 1 | a7 чорний кінь · e2 білий король · h2 чорний пішак · h1 чорний король | a7 чорний кінь · e2 білий король · h2 чорний пішак · h1 чорний король | a7 чорний кінь · e2 білий король · h2 чорний пішак · h1 чорний король | a7 чорний кінь · e2 білий король · h2 чорний пішак · h1 чорний король | a7 чорний кінь · e2 білий король · h2 чорний пішак · h1 чорний король | a7 чорний кінь · e2 білий король · h2 чорний пішак · h1 чорний король | a7 чорний кінь · e2 білий король · h2 чорний пішак · h1 чорний король | a7 чорний кінь · e2 білий король · h2 чорний пішак · h1 чорний король | 1 |
|   | a                                                                     | b                                                                     | c                                                                     | d                                                                     | e                                                                     | f                                                                     | g                                                                     | h                                                                     |   |

|   | a                                                                                     | b                                                                                     | c                                                                                     | d                                                                                     | e                                                                                     | f                                                                                     | g                                                                                     | h                                                                                     |   |
| 8 | b8 чорний король · a7 чорний пішак · a6 білий пішак · c6 білий король · b5 білий кінь | b8 чорний король · a7 чорний пішак · a6 білий пішак · c6 білий король · b5 білий кінь | b8 чорний король · a7 чорний пішак · a6 білий пішак · c6 білий король · b5 білий кінь | b8 чорний король · a7 чорний пішак · a6 білий пішак · c6 білий король · b5 білий кінь | b8 чорний король · a7 чорний пішак · a6 білий пішак · c6 білий король · b5 білий кінь | b8 чорний король · a7 чорний пішак · a6 білий пішак · c6 білий король · b5 білий кінь | b8 чорний король · a7 чорний пішак · a6 білий пішак · c6 білий король · b5 білий кінь | b8 чорний король · a7 чорний пішак · a6 білий пішак · c6 білий король · b5 білий кінь | 8 |
| 7 | b8 чорний король · a7 чорний пішак · a6 білий пішак · c6 білий король · b5 білий кінь | b8 чорний король · a7 чорний пішак · a6 білий пішак · c6 білий король · b5 білий кінь | b8 чорний король · a7 чорний пішак · a6 білий пішак · c6 білий король · b5 білий кінь | b8 чорний король · a7 чорний пішак · a6 білий пішак · c6 білий король · b5 білий кінь | b8 чорний король · a7 чорний пішак · a6 білий пішак · c6 білий король · b5 білий кінь | b8 чорний король · a7 чорний пішак · a6 білий пішак · c6 білий король · b5 білий кінь | b8 чорний король · a7 чорний пішак · a6 білий пішак · c6 білий король · b5 білий кінь | b8 чорний король · a7 чорний пішак · a6 білий пішак · c6 білий король · b5 білий кінь | 7 |
| 6 | b8 чорний король · a7 чорний пішак · a6 білий пішак · c6 білий король · b5 білий кінь | b8 чорний король · a7 чорний пішак · a6 білий пішак · c6 білий король · b5 білий кінь | b8 чорний король · a7 чорний пішак · a6 білий пішак · c6 білий король · b5 білий кінь | b8 чорний король · a7 чорний пішак · a6 білий пішак · c6 білий король · b5 білий кінь | b8 чорний король · a7 чорний пішак · a6 білий пішак · c6 білий король · b5 білий кінь | b8 чорний король · a7 чорний пішак · a6 білий пішак · c6 білий король · b5 білий кінь | b8 чорний король · a7 чорний пішак · a6 білий пішак · c6 білий король · b5 білий кінь | b8 чорний король · a7 чорний пішак · a6 білий пішак · c6 білий король · b5 білий кінь | 6 |
| 5 | b8 чорний король · a7 чорний пішак · a6 білий пішак · c6 білий король · b5 білий кінь | b8 чорний король · a7 чорний пішак · a6 білий пішак · c6 білий король · b5 білий кінь | b8 чорний король · a7 чорний пішак · a6 білий пішак · c6 білий король · b5 білий кінь | b8 чорний король · a7 чорний пішак · a6 білий пішак · c6 білий король · b5 білий кінь | b8 чорний король · a7 чорний пішак · a6 білий пішак · c6 білий король · b5 білий кінь | b8 чорний король · a7 чорний пішак · a6 білий пішак · c6 білий король · b5 білий кінь | b8 чорний король · a7 чорний пішак · a6 білий пішак · c6 білий король · b5 білий кінь | b8 чорний король · a7 чорний пішак · a6 білий пішак · c6 білий король · b5 білий кінь | 5 |
| 4 | b8 чорний король · a7 чорний пішак · a6 білий пішак · c6 білий король · b5 білий кінь | b8 чорний король · a7 чорний пішак · a6 білий пішак · c6 білий король · b5 білий кінь | b8 чорний король · a7 чорний пішак · a6 білий пішак · c6 білий король · b5 білий кінь | b8 чорний король · a7 чорний пішак · a6 білий пішак · c6 білий король · b5 білий кінь | b8 чорний король · a7 чорний пішак · a6 білий пішак · c6 білий король · b5 білий кінь | b8 чорний король · a7 чорний пішак · a6 білий пішак · c6 білий король · b5 білий кінь | b8 чорний король · a7 чорний пішак · a6 білий пішак · c6 білий король · b5 білий кінь | b8 чорний король · a7 чорний пішак · a6 білий пішак · c6 білий король · b5 білий кінь | 4 |
| 3 | b8 чорний король · a7 чорний пішак · a6 білий пішак · c6 білий король · b5 білий кінь | b8 чорний король · a7 чорний пішак · a6 білий пішак · c6 білий король · b5 білий кінь | b8 чорний король · a7 чорний пішак · a6 білий пішак · c6 білий король · b5 білий кінь | b8 чорний король · a7 чорний пішак · a6 білий пішак · c6 білий король · b5 білий кінь | b8 чорний король · a7 чорний пішак · a6 білий пішак · c6 білий король · b5 білий кінь | b8 чорний король · a7 чорний пішак · a6 білий пішак · c6 білий король · b5 білий кінь | b8 чорний король · a7 чорний пішак · a6 білий пішак · c6 білий король · b5 білий кінь | b8 чорний король · a7 чорний пішак · a6 білий пішак · c6 білий король · b5 білий кінь | 3 |
| 2 | b8 чорний король · a7 чорний пішак · a6 білий пішак · c6 білий король · b5 білий кінь | b8 чорний король · a7 чорний пішак · a6 білий пішак · c6 білий король · b5 білий кінь | b8 чорний король · a7 чорний пішак · a6 білий пішак · c6 білий король · b5 білий кінь | b8 чорний король · a7 чорний пішак · a6 білий пішак · c6 білий король · b5 білий кінь | b8 чорний король · a7 чорний пішак · a6 білий пішак · c6 білий король · b5 білий кінь | b8 чорний король · a7 чорний пішак · a6 білий пішак · c6 білий король · b5 білий кінь | b8 чорний король · a7 чорний пішак · a6 білий пішак · c6 білий король · b5 білий кінь | b8 чорний король · a7 чорний пішак · a6 білий пішак · c6 білий король · b5 білий кінь | 2 |
| 1 | b8 чорний король · a7 чорний пішак · a6 білий пішак · c6 білий король · b5 білий кінь | b8 чорний король · a7 чорний пішак · a6 білий пішак · c6 білий король · b5 білий кінь | b8 чорний король · a7 чорний пішак · a6 білий пішак · c6 білий король · b5 білий кінь | b8 чорний король · a7 чорний пішак · a6 білий пішак · c6 білий король · b5 білий кінь | b8 чорний король · a7 чорний пішак · a6 білий пішак · c6 білий король · b5 білий кінь | b8 чорний король · a7 чорний пішак · a6 білий пішак · c6 білий король · b5 білий кінь | b8 чорний король · a7 чорний пішак · a6 білий пішак · c6 білий король · b5 білий кінь | b8 чорний король · a7 чорний пішак · a6 білий пішак · c6 білий король · b5 білий кінь | 1 |
|   | a                                                                                     | b                                                                                     | c                                                                                     | d                                                                                     | e                                                                                     | f                                                                                     | g                                                                                     | h                                                                                     |   |

### Фортеці проти тури
|   | a | b | c | d | e | f | g | h |   |
| 8 | g8 чорний король · b7 біла тура · h7 чорний пішак · e6 білий король · g6 чорний пішак · c3 чорний слон · g3 білий пішак · h2 білий пішак | g8 чорний король · b7 біла тура · h7 чорний пішак · e6 білий король · g6 чорний пішак · c3 чорний слон · g3 білий пішак · h2 білий пішак | g8 чорний король · b7 біла тура · h7 чорний пішак · e6 білий король · g6 чорний пішак · c3 чорний слон · g3 білий пішак · h2 білий пішак | g8 чорний король · b7 біла тура · h7 чорний пішак · e6 білий король · g6 чорний пішак · c3 чорний слон · g3 білий пішак · h2 білий пішак | g8 чорний король · b7 біла тура · h7 чорний пішак · e6 білий король · g6 чорний пішак · c3 чорний слон · g3 білий пішак · h2 білий пішак | g8 чорний король · b7 біла тура · h7 чорний пішак · e6 білий король · g6 чорний пішак · c3 чорний слон · g3 білий пішак · h2 білий пішак | g8 чорний король · b7 біла тура · h7 чорний пішак · e6 білий король · g6 чорний пішак · c3 чорний слон · g3 білий пішак · h2 білий пішак | g8 чорний король · b7 біла тура · h7 чорний пішак · e6 білий король · g6 чорний пішак · c3 чорний слон · g3 білий пішак · h2 білий пішак | 8 |
| 7 | g8 чорний король · b7 біла тура · h7 чорний пішак · e6 білий король · g6 чорний пішак · c3 чорний слон · g3 білий пішак · h2 білий пішак | g8 чорний король · b7 біла тура · h7 чорний пішак · e6 білий король · g6 чорний пішак · c3 чорний слон · g3 білий пішак · h2 білий пішак | g8 чорний король · b7 біла тура · h7 чорний пішак · e6 білий король · g6 чорний пішак · c3 чорний слон · g3 білий пішак · h2 білий пішак | g8 чорний король · b7 біла тура · h7 чорний пішак · e6 білий король · g6 чорний пішак · c3 чорний слон · g3 білий пішак · h2 білий пішак | g8 чорний король · b7 біла тура · h7 чорний пішак · e6 білий король · g6 чорний пішак · c3 чорний слон · g3 білий пішак · h2 білий пішак | g8 чорний король · b7 біла тура · h7 чорний пішак · e6 білий король · g6 чорний пішак · c3 чорний слон · g3 білий пішак · h2 білий пішак | g8 чорний король · b7 біла тура · h7 чорний пішак · e6 білий король · g6 чорний пішак · c3 чорний слон · g3 білий пішак · h2 білий пішак | g8 чорний король · b7 біла тура · h7 чорний пішак · e6 білий король · g6 чорний пішак · c3 чорний слон · g3 білий пішак · h2 білий пішак | 7 |
| 6 | g8 чорний король · b7 біла тура · h7 чорний пішак · e6 білий король · g6 чорний пішак · c3 чорний слон · g3 білий пішак · h2 білий пішак | g8 чорний король · b7 біла тура · h7 чорний пішак · e6 білий король · g6 чорний пішак · c3 чорний слон · g3 білий пішак · h2 білий пішак | g8 чорний король · b7 біла тура · h7 чорний пішак · e6 білий король · g6 чорний пішак · c3 чорний слон · g3 білий пішак · h2 білий пішак | g8 чорний король · b7 біла тура · h7 чорний пішак · e6 білий король · g6 чорний пішак · c3 чорний слон · g3 білий пішак · h2 білий пішак | g8 чорний король · b7 біла тура · h7 чорний пішак · e6 білий король · g6 чорний пішак · c3 чорний слон · g3 білий пішак · h2 білий пішак | g8 чорний король · b7 біла тура · h7 чорний пішак · e6 білий король · g6 чорний пішак · c3 чорний слон · g3 білий пішак · h2 білий пішак | g8 чорний король · b7 біла тура · h7 чорний пішак · e6 білий король · g6 чорний пішак · c3 чорний слон · g3 білий пішак · h2 білий пішак | g8 чорний король · b7 біла тура · h7 чорний пішак · e6 білий король · g6 чорний пішак · c3 чорний слон · g3 білий пішак · h2 білий пішак | 6 |
| 5 | g8 чорний король · b7 біла тура · h7 чорний пішак · e6 білий король · g6 чорний пішак · c3 чорний слон · g3 білий пішак · h2 білий пішак | g8 чорний король · b7 біла тура · h7 чорний пішак · e6 білий король · g6 чорний пішак · c3 чорний слон · g3 білий пішак · h2 білий пішак | g8 чорний король · b7 біла тура · h7 чорний пішак · e6 білий король · g6 чорний пішак · c3 чорний слон · g3 білий пішак · h2 білий пішак | g8 чорний король · b7 біла тура · h7 чорний пішак · e6 білий король · g6 чорний пішак · c3 чорний слон · g3 білий пішак · h2 білий пішак | g8 чорний король · b7 біла тура · h7 чорний пішак · e6 білий король · g6 чорний пішак · c3 чорний слон · g3 білий пішак · h2 білий пішак | g8 чорний король · b7 біла тура · h7 чорний пішак · e6 білий король · g6 чорний пішак · c3 чорний слон · g3 білий пішак · h2 білий пішак | g8 чорний король · b7 біла тура · h7 чорний пішак · e6 білий король · g6 чорний пішак · c3 чорний слон · g3 білий пішак · h2 білий пішак | g8 чорний король · b7 біла тура · h7 чорний пішак · e6 білий король · g6 чорний пішак · c3 чорний слон · g3 білий пішак · h2 білий пішак | 5 |
| 4 | g8 чорний король · b7 біла тура · h7 чорний пішак · e6 білий король · g6 чорний пішак · c3 чорний слон · g3 білий пішак · h2 білий пішак | g8 чорний король · b7 біла тура · h7 чорний пішак · e6 білий король · g6 чорний пішак · c3 чорний слон · g3 білий пішак · h2 білий пішак | g8 чорний король · b7 біла тура · h7 чорний пішак · e6 білий король · g6 чорний пішак · c3 чорний слон · g3 білий пішак · h2 білий пішак | g8 чорний король · b7 біла тура · h7 чорний пішак · e6 білий король · g6 чорний пішак · c3 чорний слон · g3 білий пішак · h2 білий пішак | g8 чорний король · b7 біла тура · h7 чорний пішак · e6 білий король · g6 чорний пішак · c3 чорний слон · g3 білий пішак · h2 білий пішак | g8 чорний король · b7 біла тура · h7 чорний пішак · e6 білий король · g6 чорний пішак · c3 чорний слон · g3 білий пішак · h2 білий пішак | g8 чорний король · b7 біла тура · h7 чорний пішак · e6 білий король · g6 чорний пішак · c3 чорний слон · g3 білий пішак · h2 білий пішак | g8 чорний король · b7 біла тура · h7 чорний пішак · e6 білий король · g6 чорний пішак · c3 чорний слон · g3 білий пішак · h2 білий пішак | 4 |
| 3 | g8 чорний король · b7 біла тура · h7 чорний пішак · e6 білий король · g6 чорний пішак · c3 чорний слон · g3 білий пішак · h2 білий пішак | g8 чорний король · b7 біла тура · h7 чорний пішак · e6 білий король · g6 чорний пішак · c3 чорний слон · g3 білий пішак · h2 білий пішак | g8 чорний король · b7 біла тура · h7 чорний пішак · e6 білий король · g6 чорний пішак · c3 чорний слон · g3 білий пішак · h2 білий пішак | g8 чорний король · b7 біла тура · h7 чорний пішак · e6 білий король · g6 чорний пішак · c3 чорний слон · g3 білий пішак · h2 білий пішак | g8 чорний король · b7 біла тура · h7 чорний пішак · e6 білий король · g6 чорний пішак · c3 чорний слон · g3 білий пішак · h2 білий пішак | g8 чорний король · b7 біла тура · h7 чорний пішак · e6 білий король · g6 чорний пішак · c3 чорний слон · g3 білий пішак · h2 білий пішак | g8 чорний король · b7 біла тура · h7 чорний пішак · e6 білий король · g6 чорний пішак · c3 чорний слон · g3 білий пішак · h2 білий пішак | g8 чорний король · b7 біла тура · h7 чорний пішак · e6 білий король · g6 чорний пішак · c3 чорний слон · g3 білий пішак · h2 білий пішак | 3 |
| 2 | g8 чорний король · b7 біла тура · h7 чорний пішак · e6 білий король · g6 чорний пішак · c3 чорний слон · g3 білий пішак · h2 білий пішак | g8 чорний король · b7 біла тура · h7 чорний пішак · e6 білий король · g6 чорний пішак · c3 чорний слон · g3 білий пішак · h2 білий пішак | g8 чорний король · b7 біла тура · h7 чорний пішак · e6 білий король · g6 чорний пішак · c3 чорний слон · g3 білий пішак · h2 білий пішак | g8 чорний король · b7 біла тура · h7 чорний пішак · e6 білий король · g6 чорний пішак · c3 чорний слон · g3 білий пішак · h2 білий пішак | g8 чорний король · b7 біла тура · h7 чорний пішак · e6 білий король · g6 чорний пішак · c3 чорний слон · g3 білий пішак · h2 білий пішак | g8 чорний король · b7 біла тура · h7 чорний пішак · e6 білий король · g6 чорний пішак · c3 чорний слон · g3 білий пішак · h2 білий пішак | g8 чорний король · b7 біла тура · h7 чорний пішак · e6 білий король · g6 чорний пішак · c3 чорний слон · g3 білий пішак · h2 білий пішак | g8 чорний король · b7 біла тура · h7 чорний пішак · e6 білий король · g6 чорний пішак · c3 чорний слон · g3 білий пішак · h2 білий пішак | 2 |
| 1 | g8 чорний король · b7 біла тура · h7 чорний пішак · e6 білий король · g6 чорний пішак · c3 чорний слон · g3 білий пішак · h2 білий пішак | g8 чорний король · b7 біла тура · h7 чорний пішак · e6 білий король · g6 чорний пішак · c3 чорний слон · g3 білий пішак · h2 білий пішак | g8 чорний король · b7 біла тура · h7 чорний пішак · e6 білий король · g6 чорний пішак · c3 чорний слон · g3 білий пішак · h2 білий пішак | g8 чорний король · b7 біла тура · h7 чорний пішак · e6 білий король · g6 чорний пішак · c3 чорний слон · g3 білий пішак · h2 білий пішак | g8 чорний король · b7 біла тура · h7 чорний пішак · e6 білий король · g6 чорний пішак · c3 чорний слон · g3 білий пішак · h2 білий пішак | g8 чорний король · b7 біла тура · h7 чорний пішак · e6 білий король · g6 чорний пішак · c3 чорний слон · g3 білий пішак · h2 білий пішак | g8 чорний король · b7 біла тура · h7 чорний пішак · e6 білий король · g6 чорний пішак · c3 чорний слон · g3 білий пішак · h2 білий пішак | g8 чорний король · b7 біла тура · h7 чорний пішак · e6 білий король · g6 чорний пішак · c3 чорний слон · g3 білий пішак · h2 білий пішак | 1 |
|   | a | b | c | d | e | f | g | h |   |

## Notes
1. 1 2  [Müller; Pajeken p.183]
2. ↑  [de la Villa p.23]
3. ↑  [Guid;Bratko p.35]
4. ↑  [Müller; Pajeken p.189]
5. ↑  Serper vs. Nakamura 2004. Архів оригіналу за 3 вересня 2014. Процитовано 28 серпня 2014.
6. ↑  [Mednis pp.15-17]
7. ↑  [Seirawan pp.200-201]
8. ↑  [de la Villa p.25]
9. ↑  [Snape p.91]
10. ↑  [Grivas p.297]
11. ↑  [Nunn p.180-81]
12. ↑  [Dvoretsky p.92]
13. ↑  [Müller; Pajeken p.191]
14. ↑  [Kmoch p.174-75]
15. ↑  A. Petrosian vs. Hazai. Архів оригіналу за 18 жовтня 2014. Процитовано 28 серпня 2014.
16. ↑  [Müller; Pajeken p.200]
17. ↑  [Müller; Pajeken p.249-250]
18. ↑  [Müller; Pajeken p.183-215]